# 大水滸シリーズの登場人物
- 水滸伝 (北方謙三) > 大水滸シリーズの登場人物
- 楊令伝 > 大水滸シリーズの登場人物
- 岳飛伝 > 大水滸シリーズの登場人物

大水滸シリーズの登場人物（だいすいこシリーズのとうじょうじんぶつ）は、北方謙三の小説『大水滸シリーズ』（『水滸伝』およびその続編の『楊令伝』『岳飛伝』）に登場する架空の人物の一覧である。

## 水滸伝から登場する人物

### 梁山泊
腐敗した宋を打倒し、新しい国を作るために宋江と晁蓋、およびその同志たちが蜂起した叛徒の集団。原典では梁山湖一帯が根城だが、本作では梁山湖の湖寨を本拠に二竜山・双頭山・流花寨という三つの拠点が存在する。宋江・晁蓋の二人を頭領に官軍の将校や盗賊、教師や農夫・漁師など様々な出自の男たちが加わっていく。民を襲う賊徒とは異なり、闇塩の道による利益という独自の糧道を確保している。犠牲を払いながらも勢力を拡大し、やがて宋との全面対決を迎えていく。

#### 梁山泊本山
梁山湖に浮かぶ島に建設された湖寨と、後に湖周囲に建設された九竜寨の総称。賊徒の王倫が根城にしていたものを宋江と晁蓋一派が奪取、反乱の拠点とする。梁山泊一帯は複雑な水路という天然の要害であり、また地方軍の管轄の境界に位置するため軍の干渉を受けにくいという利点もある。戦力として本隊、騎馬隊・遊撃隊、水軍、特殊部隊などが常駐する。湖塞には聚義庁や文治省、工房・造船所といった施設に加えて畑なども存在する。

##### 聚義庁
梁山泊の高台に位置する建物。元々は王倫に命じられて李雲が建てたもの。各所への命令や会議など、梁山泊全体の意思決定を行う。また、宋江・晁蓋や呉用などの私室もある。入り口には晁蓋をはじめ、各部署の責任者・指揮官の名を黒字で記した札が掛けられている。死亡した者は札が裏返されて名前が赤字で表示される。

###### 頭領
宋江（呼保義・及時雨・天魁星）
頭領。1065年生まれ。
（水滸伝） ‹章タイトル―第19巻第6章 梁山泊陥落、宋江自害› 元鄆城の下級役人。政治の腐敗を憂いて世直しの檄文を記したが、それは後に「替天行道（たいてんぎょうどう）」と名付けられた冊子として出版され、多くの好漢たちが梁山泊へ参加するきっかけを作る。梁山泊の思想的リーダーだが堅物ではなく、女好きという俗な一面がある。また、茫洋とした性格ながら時に容赦のない激しい一面ものぞかせる。なお原典とは異なり国や帝に対する忠誠心は全く無い。
宋清の閻婆借殺しにより鄆城を離れ、武松らを連れて各地を巡る。同志を集め、民の実情を見た後に入山、晁蓋とならぶ頭領となる。軍人としての素質が無いことを自覚しており、戦いでは他の将校達に一任することがほとんど。馬術なども不得手だったが訓練を重ね、並みの騎兵より上手になった。同志の死を心に抱えて苦悩し、晁蓋の死後はただひとりの頭領として重圧に耐え続けていく。
終盤では綽名が無いまま死んだ者たちに綽名をつけていき、決戦前には赤い名をこれ以上見たくないという理由で晁蓋と百八人で名札を作るのを止めさせた。また、宋との戦いが二代、三代にも渡ることを考慮して、呉用らに敗北を想定した様々な準備を行わせる。童貫との最終決戦では自ら前線に立ち、新兵のみで編成された部隊を率いた。梁山泊崩壊に際しては最後まで一人で梁山泊に残る。そして楊令に替天旗を託し、介錯をさせて炎上する梁山泊と運命を共にする。モチーフはフィデル・カストロ。
（楊令伝） ‹章タイトル―第2巻第1章 武松らが楊令と会い、宋江から託された旗の意味について話す› 『楊令伝』では、梁山泊陥落直前に替天旗を楊令に託すことを一部の者には伝えていたと語られている。楊令は宋江との別れを忘れることはなく、託された志の意味を全編にわたって考え続けることになる。
晁蓋（托塔天王）
頭領。1067年生まれ。
（水滸伝） ‹章タイトル―第11巻第5章 晁蓋、史文恭に暗殺される› 元東渓村の保正。宋打倒を志し、密かに盧俊義に闇塩の密売を行わせて蜂起のための軍資金を蓄えさせる一方で、自身は私兵を養い、役所を襲撃しては民に奪ったものを分配する義賊のようなことを行っていた。同じく反政府活動を展開していた宋江一派と手を組み、王倫率いる賊徒が篭る梁山湖の山寨を占拠、梁山泊（りょうざんぱく）と命名する。
軍人として天才的なセンスを有しており、梁山泊の戦闘面におけるリーダー（原典での宋江との役割が逆転している）を務める。茫洋とした宋江とは異なり英傑としての風格を漂わせ戦陣に身を置くことを好むが、穆弘たち指揮官からは前線に立つことを懸念された。また、宋の打倒・新国家建設に数世代かかると考える宋江とは逆に、大衆の力による一代での革命を志す。そのため、祝家荘戦後から東京開封府の攻撃時期をめぐって、徐々に宋江との対立が生じる。だが曾頭市解放直後に、従者として潜入していた青蓮寺の刺客、史文恭に毒矢で暗殺される。モチーフはチェ・ゲバラ。
なお、原典では百八星に含まれない晁蓋を、本作では「晁蓋ほか百八人の豪傑、好漢」（楊令伝第四巻「前巻までの梗概」より）といった表現で百八星の上に立つ人物として扱っている。（聚義庁前の名札では、晁蓋、宋江の両頭領の名札がほかの百七人より上に並べてかけられている。）また、原典では百八星の各人物に与えられる宿星であるが、本作ではそれを章タイトルとして使っており、原典で宿星を持たない晁蓋にも「天地の星」のタイトルを与えている。
（楊令伝） 方臘の乱において、方臘は暗殺された晁蓋は強い運を持っていなかったと評している。また、扈三娘は晁蓋への想いを抱き続け、死の際も彼のことを思っていた。
楊令（青面獣・幻王）
林冲騎馬隊総隊長、楊令伝では新生梁山泊頭領。1097年生まれ。身長 - 175cm、体重 - 65kg（梁山泊加入時）。
（水滸伝）賊徒に目の前で両親を殺され、言葉を失った孤児。楊志に拾われて養子となる。楊令という名前は楊志の祖先である楊業の別名・楊令公に由来する。新たな親である楊志や済仁美とのふれあいで言葉を取り戻すが、青蓮寺・王和の軍の襲撃で二人を喪い、心に深い傷を負い、ふたたび言葉を失う。なおこの際、楊志の青痣と同じ位置に火傷を負い、後に父と同じ綽名で呼ばれる由来となっている。
楊志の死後は二竜山で暮らし、林冲とは男と男の、秦明とは親子としての交流を持つ。その後、魯達に伴われて王進の下へ預けられる。童貫との決戦中の梁山泊に現れ、晁蓋以下の百九人に次ぐ百十番目に入山（本人の意志で名札は作らず、楊志の名札を黒字に戻した）。父から受け継いだ吹毛剣（すいもうけん）を得物に、皇甫端から与えられた雷光（らいこう）を愛馬とし、17歳の若さで騎馬隊などの指揮を担当。また女真の地に赴いた際に阿骨打と出会っている。能力・性格共に非の打ち所がなかったが、それを不安視する者もいた。
最終決戦では林冲亡き後の騎馬隊を引き継ぎ、童貫に手傷を負わせるも惜敗。生きる意味が分からなくなり、答えを求めてたどり着いた崩壊寸前の梁山泊で宋江と対話し、「替天行道」の旗を託され、最後に宋江の自害の介錯を行った。そして、志と生きる意味を見つけるために脱出する。
（楊令伝）遼の地で幻王を名乗り阿骨打が率いる金の勃興に協力していた。宋江から託された志の意味を見出し、梁山泊の新たな頭領として迎えられる。林冲が率いていた黒騎兵を再興し、梁山泊最強の部隊として指揮する。前作での童貫戦後は強さや志の意味を求めて苦悩し、冷徹で容赦のない激しい性格だったが梁山泊帰還後は明るさを取り戻していく。育ての親である楊志、秦明を失っているトラウマから、親子の死に関わる事象に遭うと錯乱し敵陣へ飛び込もうとしてしまうが、後に少しずつ克服。
当初は宋を倒すまでが自分の仕事で、その後のことは梁山泊の同志に任せる、という意思を示していたが、梁山泊を国家として建設することが自分の仕事であると考えるようになる。童貫を倒した後は東西交易による歳入の確保や自由市場構想など、経済・物流による天下統一の構想を抱き実行に移すが、天下についての同志達との齟齬に悩む（理解はされず）。そして、替天行道の志は梁山泊という国家を守るのではなく、歴史の中で繰り返されてきた権力や国家のありようを超えた新しいものを生み出していくことだと思い定める。誰も思いつかない新たな国家論で統治して行く。
領内を襲った大洪水を乗り越えながら、岳家軍との決戦に参戦。犠牲を払いながらも南宋と組んだ金軍を退け（岳飛とは敵対）、岳飛を後一歩まで追い詰める。だが、従者として長年仕えていた刺客、欧元（周杳）に刺される。そのまま岳飛と戦い一騎討ちの末に彼の右腕を切り落とすも、刺された刃の毒が原因で絶命する。梁山泊軍が楊令の遺骸を運んで戦場から退くのを岳飛が見送る場面で、『楊令伝』の物語は終わる。なお連載終了後に開催された「楊令伝」キャラクター人気投票で1位に輝いた。
『岳飛伝』では、楊令の死による混乱に直面した梁山泊のメンバーが混沌とした状況の中でそれぞれに行動することとなる。呉用や呼延凌などは楊令に新しい国づくりを押し付けていたと回想し、楊令の幼少時代を知る曹正は林冲が生きていれば、楊令に頭領を押し付けたりは林冲がさせなかったと悔やんでいる。また完顔成に世話を頼んでいた遺児、胡土児が登場し兀朮の養子となる。
呉用（智多星）⇔趙仁
軍師兼施政担当。楊令伝では方臘の軍師、後に副頭領。岳飛伝では頭領。1063年生まれ。身長 - 160cm、体重 - 55kg。(身長・体重の記述があるものの出典は作品に取り掛かる前の作者の事前設定からだが、作中において変化がある場合がある。呉用は作中で「上背はあるが」との記述がある)
（水滸伝）元東渓村の私塾教師。晁蓋の思想に共鳴し同志となる。梁山泊を統括する聚義庁（しゅうぎちょう）を組織し、人事決定、物資管理など内政的な部分を一手に引き受ける。その多忙さゆえ周囲からは、たびたび休みをとるよう諌められることもあった。
軍学も知識は豊富だが頭でっかちなところがあり、前線の将校たちと折り合いが付かず衝突する事が多い。能吏であり根は悪くないのだが、心情の機微を考慮しない言動が目立つために多くの者から嫌われてしまうが、公孫勝や燕青などは理解を示す。綽名が無いまま死んだ者達のために綽名を考えて付けるなど心優しさを見せることもある。盧俊義からは「冷たくなりきれないから冷たいと言われるのだ」と評された。また、全ての不満を呉用が受け止めることで、宋江に不満を行かせないようにしている、という面もある。
童貫との決戦に際し敗北に備えたさまざまな準備を執り行うが、梁山泊陥落時に自らは聚義庁に火を放ち自殺を図った。
（楊令伝）聚義庁の火災から本人も望まず奇跡的に生還し、梁山泊の復興を図る。顔に大火傷を負ったため宣贊と同様に覆面を被る。頭領不在の梁山泊において頭領であるかのように振る舞うため、公孫勝以外の多くの幹部から悪感情を向けられてしまう。復興に一定の道筋がついた後は、趙仁の偽名で方臘の下に潜入、禁軍を疲弊させると同時に梁山泊が力を蓄える時間を稼ぐため、叛乱を画策する。
方臘軍でその智謀を発揮して叛乱の拡大に貢献。その活躍を梁山泊、方臘軍の双方から高く評価される。しかし、捨て駒として利用するために接近した方臘に強く惹かれていき、鎮圧時には方臘と共に死のうとしたが、迎えに来た武松らに阻止されて梁山泊に戻る。その後は人格的に大きく変貌し、茫洋とした大きさを見せる。復帰後は軍師および副頭領的な役目を務め、楊令の構想を実現させるべく活動する。
自由市場成立後の南宋との決戦後に江南での混乱を画策するが、公孫勝に再び趙仁になることは出来ないと説かれ、老いたことを悟る。また自分が従来の国家像しか考えられずに楊令の構想を理解したふりをしていたこと、楊令が取りこぼした物事をフォローできなかったことにも気づく。公孫勝らと共に李富暗殺の謀を立て、書籍商に化け筆に仕込んだ短剣で李富を暗殺。公孫勝からは「人を殺すために生まれてきたのではないか」などと評された。暗殺直後の公孫勝の死にあたり彼が友であったと深く自覚したが、それを伝えることは出来なかった。
梁山泊に帰還した後は大洪水の復興作業に打ち込む。南宋と組んだ金の軍勢が梁山泊を攻撃してきた際に、初めて戦の指揮を執り、洪水による泥濘を利用した戦術と史進の援護により、撃退に成功した。
（岳飛伝）主要メンバーによる会議により必然的に頭領へ昇格。洪水によって浸水した地帯の水抜きを行なった以外は、あまり主体的な動きを見せず、各位の行動への援助を行なうに留め、梁山泊の今後は一人一人が考えるべしという姿勢を貫く。現状の組織を維持し、それぞれが自分で考え行動させるようにすることが最後の頭領としての自分の仕事と考え、その一環として宣凱に自らが行っていた決裁を任せていく。
齢七十を超え、兀朮率いる金軍の大侵攻と前後して病の床に伏し体も動かせない中でも、なお明晰さは失わず最後に昔の呉用が戻ってきたかのようになり、遺言として宣凱に様々なことを伝える。金と南宋の講和が進行する中で「岳飛を救え」という最後の遺言を下し、宣凱と妻の蒼香に看取られて没した。生前の命により葬儀は行われず、楊令が宋江から託された替天旗と共に聚義庁の裏に埋葬された。

###### 軍師
阮小五（短命二郎・天罪星）
軍師。1077年生まれ。身長 - 165cm、体重 - 60kg。
（水滸伝）盧俊義の下で闇塩を運搬する汀河の船頭で、阮三兄弟の次男。晁蓋が好きで戦いに参加している兄弟二人とは異なり、自身は伯父を役人に殺されたことから強い反権力志向を持つ。また、際どい仕事を遂行する力量を盧俊義や呉用から高く評価されている。
梁山泊旗揚げ直前に晁蓋の下へ戻り、梁山泊入山後は呉用に師事し、彼に代わる軍師としていくつかの実戦に参加し晁蓋の戦闘などに従事する。経験を積むため少華山へ出向したが、少華山の梁山泊への合流作戦で負傷。陳達に背負われて運ばれるも晁蓋らに別れを告げ、志半ばで命を落とした。呉用が息子のように可愛がった唯一の人物だった。
（楊令伝） ‹章タイトル―第2巻第4章 呉用が阮小五の思い出を郝瑾などに語る› 『楊令伝』において呉用は阮小五が生きていれば、自分が実戦に口を出すことは無かったと回想している。また、阮小五への親愛の情を忘れずにいるが、同時に阮小五が自分へ向けてくれた優しさを辛いものだとして、思い出すことを拒んでいる。
宣賛（醜郡馬・地正星）
実戦の軍師。1073年生まれ。身長 - 170cm、体重 - 65kg。
（水滸伝）元開封府の私塾教師。美男子であり幼少の頃からよく女性にもてたが、それを妬んだ役人によって罠に嵌められ拷問を受け、顔だけを醜く毀された。その後、雄州で再会した関勝の庇護を受けながら閉居して兵法を学んでいた。見た者が思わず顔を背けてしまうほど顔を損傷している（鼻は削ぎ落とされ、顔半分は焼け爛れ、頭皮を半分剥がされている）ため、普段は覆面で顔を隠している。
自身や世の中に対する憎悪や屈折を抱えていたが、金翠蓮との出会い・結婚により心境に変化が生じる。関勝の軍師を務め、関勝らと共に梁山泊に入山。現場の指揮官との対立が多い上に、多忙を極める呉用に代わって戦陣の作戦立案を行う。宋軍の二十万一斉侵攻や童貫戦では奇策を立案し、劣勢を覆した。鮑旭と共に、北方版水滸伝で特にクローズアップされたキャラクターである。
（楊令伝）軍師としての仕事以外にも民政全般を担当するようになり、かつて呉用が務めていたような「嫌われ者が組織では必要」であることを実感し、あえて以前の呉用を真似るような言動を取り始める。また、金翠蓮との間に一児、宣凱をもうける。法規や道理を重んじる姿勢から石頭と非難されるが、道理に縛られそうになることには自戒の念を抱く。
楊令の構想と周囲からの梁山泊が天下を取るべきという意見の間で迷い、楊令に天下を取るべきと勧めたこともある。史進とは反目しあう場面が多いが、お互いに本心から嫌っているわけではない。文官だが前作で林冲に鍛えられたため馬術が得意で、宣凱が負傷した際は史進に乱雲を借りて見舞いに向かった。
金国において国家の下での自由市場を運営させることで、梁山泊と金国を並立させようと画策。民政などについてさまざまな会談を斡本、粘罕と持った。その智謀に粘罕は、かすかな嫉妬を感じていた。だが、金は呉乞買の勅命に従って梁山泊を滅ぼすことを決定したため監禁され、金と南宋による梁山泊挟撃を悟るも殺害される。
『岳飛伝』では宣凱が宣賛の遺した雄州時代から死の直前までを記録した書付けを読み込むことで、父の苦悩や志について思考を巡らす。また呉用は自分と同様に宣賛が楊令の構想を自身の夢とすることで、楊令に全てを押し付けたことを悔やんでいたと宣凱に語っている。

##### 本隊
梁山泊本山を拠点とする軍。梁山泊の防衛や各地への遠征を担当する。兵の大半は二竜山で調練を受けて配属される。官軍と比べて兵数で劣る分を、指揮官の能力や兵の錬度で補う。上級将校が慢性的に不足しており、将校一人で数千単位を指揮する状況が多いという問題を抱えている。最終決戦では、陥落した双頭山・二竜山から脱出した戦力も加えて童貫戦に臨んだ。
呼延灼（双鞭・天威星）
本隊総隊長。1072年生まれ。身長 - 180cm、体重 - 80kg。
（水滸伝）宋建国の英雄・呼延賛の末裔。元汝寧州・代州の将軍。得物は原典同様に鉄製の双鞭。将来を嘱望されていたが軍の腐敗に嫌気がさし、志願して地方軍の国境警備に甘んじていた。軍人としては超一流で巧みな用兵を行う。不本意ながら梁山泊と交戦した際には自身が考案した連環馬（れんかんば）で一度は勝利するが、直後に皇帝や軍への不信から梁山泊へ身を投じる。
入山後は穆弘・李俊と共に本隊の総隊長を務める。当初は入山の経緯から周囲に馴染めずにいたが、弟を失った穆弘の言葉を受けて積極的に周囲と関わるようになった。性格は公正厳格で戦場では仲間の死にも動じないが、戦いを離れると涙する一面も見せる。愛馬は自身の伝手で手に入れた朝影（あさかげ）と名づけた踢雪烏騅。代州に妻子がいたが、その存在を周囲に明かすことは殆ど無かった。
上級将校や軍馬の不足に悩まされつつも、禁軍との戦いで活躍。童貫戦では連環馬で大損害を与えた。最終決戦では本隊の騎馬隊を統括・指揮する。
（楊令伝）当初は仮の頭領、楊令の梁山泊復帰後は本隊総隊長を務める。殆ど落伍者を出すことなく残存戦力をまとめていたが、新生梁山泊建築前の流浪と仮の頭領としての重責は呼延灼を大きく疲弊させ、老いを自覚するようになる。老いは武器にも表れており、得物の双鞭も鑢で削り軽量化しなければ揮えなくなっていた。
突如梁山泊に入山した息子・穆凌に戸惑いを隠せず、一時は梁山泊入りに反対しており、入山後もまともに話すことはなかったが、内心では気にかけていた。童貫との決戦時にかつての友人、趙安を倒した直後に趙安軍の騎馬隊に追われ、危機に陥った穆凌を助けるために致命傷を負いながらも一人で五千の騎馬隊を止め、穆凌（呼延凌）や史進らに看取られて息を引き取る。死の間際に息子を褒め、得物の双鞭を託した。なお、楊令伝における梁山泊メンバー最初の戦死者である。
関勝（大刀・天勇星）
本隊総隊長。1069年生まれ。身長 - 180cm、体重 - 85kg。
（水滸伝）元洪州・雄州の将軍。禁軍に所属していたが高俅に嫌われて地方軍へ飛ばされたため、国家に対して冷めた見方をしている。しかしながら軍人としての気概も捨てきれないため煩悶し、その反動から大人気ない行動をとっては部下達を振り回す。ただし呼延灼と並ぶ軍人として評価は高く、指揮官として冷徹な判断力も有している。
梁山泊に共感しつつも魯達の勧誘に応じようとはしなかったが、叛乱の嫌疑をかけられたため梁山泊入りを決意。梁山泊入山時には彼を慕った部下たちが一緒になって付いてきた。入山後は呼延灼・穆弘らと共に総隊長を務める。呼延灼とは地方軍時代から意識しあう関係で、共に戦うようになってから互いの実力を認め合った。
童貫との決戦時に童貫の幕僚、馬万里と相討ちになり左腕を喪失、致命傷を負う。その状態で戦い抜いた後に張清、宣賛に別れを告げて息絶えた。民政についても思案し、その才も備えていたが発揮される機会はついに無かった。原典では三国志の関羽の子孫を称しているが、本作ではその設定はない。
『楊令伝』における呼延灼との会話で宣賛は自分が惚れ込み、人としての弱さがほとんど無かったと回想している。また、禁軍の葉超と交戦した史進や馬麟は、葉超の戦いぶりを関勝になぞらえて高く評価した。
穆弘（没遮爛・天究星）
本隊総隊長。1076年生まれ。身長 - 180cm、体重 - 80kg。
（水滸伝）元掲陽鎮の顔役。少年時代に目の前で兄を役人の息子に殺され、父親が何も行動しなかったため心に屈折した面を持つ。理知的な性格で宋江との出会いがきっかけで梁山泊の志に共鳴、反政府運動に参加する。優秀な指揮官だが激発したときの勢いは周囲に恐れられ、過去にイカサマ博打に負けて自分で片眼を抉り出したという逸話も持つ。最初は、失った片眼に木製の目玉をつけていたが、宋江に言われ、眼帯に変える。
呼延灼戦では弟の穆春を失い、自身も負傷により右足に後遺症が残るが、投降した呼延灼を同志として受け入れる度量の広さを見せた。禁軍・地方軍二十万の一斉侵攻の際に趙安の首を執拗に狙い続け、趙安に重傷を与えて趙安軍を一時後退させるが、その際に風で舞い上げられた土煙が目に入り敵の攻撃をかわしきれず、戦死。
呼延灼は、入山直後に穆弘から受け入れられた思い出を忘れずにいた。『楊令伝』において呼延灼は趙安と戦い、穆弘が討ち損じた首を奪ることになる。また、水中で死んだ同志と語らう童猛は、目玉が二つあれば趙安を討てたと穆弘が言っていたと楊令に語っている。
張清（没羽箭・天捷星）
本隊総隊長。1082年生まれ。身長 - 180cm、体重 - 85kg。
（水滸伝）元遼州の傭兵隊長。幼くして死別した父親から習った飛礫の技は抜群の腕前を誇る。やがて傭兵稼業に入り、各地の城郭を回る。高い報酬を取ったが、引き受けた仕事を一度も失敗しなかったことから魯達に眼をつけられ、梁山泊に誘われる。梁山泊の志には共感していたが、惚れた瓊英のために梁山泊と敵対する田虎に雇われた。
その後、魯達たちの活躍により梁山泊に同心。田虎一党を滅ぼして入山、穆弘の後釜として本隊総隊長を務める。主に歩兵の指揮を担当し、童貫戦では飛礫で童貫の肩を砕いて撤退に追い込んだこともある。終盤に入山した好漢の中でも最後の大物。着物や旗に緑色を好んで用いるため、緑衣の将軍とも呼ばれている。入山直後に瓊英と結婚し、最終決戦直前に一児をもうけた。
（楊令伝）呼延灼・史進と共に残存戦力を率いて流浪し、仮の頭領として周囲と軋轢が生じがちな呼延灼をよく支える。流浪中は得意の飛礫を封印していたが、楊令の帰還と前後して封を解いた。また、前作で生まれた息子、張朔とも初めて対面し飛礫を教える。
梁山泊再興後は再び本隊の総隊長を務め、童貫との決戦では劉譲に飛礫で重傷を負わせるなど活躍するが、劉譲の大軍に締め付けられ続ける。消耗しきったところに岳飛の攻撃を受け、相打ちを狙うも果たせず戦死。前作同様に緑色を好み、それを利用した影武者を用意した時期もあったが、部下を身代わりにすることを嫌ったため部下に緑衣の着用を禁じていた。
『岳飛伝』では生前に張清が発見した清針（方位磁針）を梁山泊水軍が軍事機密の装備として使用し、張朔が聚義庁の許可を得て岳飛に清針を提供している。
黄信（鎮三山・地煞星）
本隊将校。1077年生まれ。身長 - 170cm、体重 - 65kg。
（水滸伝）元青州軍の将校。梁山泊の蜂起前から花栄の部下として反政府活動に従事。秦明の入山後に正式に参加して二竜山・双頭山の将校を務める。外見的な特徴は特に無く、喪門剣（そうもんけん）と名づけた長剣を得物にする。董万の奇襲を受けた際に再起不能の重傷を負ったが、数合わせに駆り出された北京大名府攻略戦における審亮との一騎討ちの最中に気力でこれを克服、本隊将校として復帰する。
騎馬隊の指揮は果敢で粘り強く優秀だが、席次や扱いに対しての愚痴や不平不満が多いのが欠点（その欠点ゆえに一軍の指揮が認められないと呼延灼は評した）。『水滸伝』本編では朱富や丁得孫に不満を漏らし、『楊令伝』では戴宗も愚痴を聞かされたと回想している。史進や楊令が一軍を率いていることに不満を感じていたが、後に楊令については実力を認めた。童貫との最終決戦で戦死。
韓滔（百勝将・地威星）
本隊将校。1064年生まれ。身長 - 165cm、体重 - 65kg。
（水滸伝）元代州の民兵指導者で、部下を率いて開墾を続ける篤農家のような事を行っていた。かつて代州で活躍した軍人、韓審を父に持つ。語尾に「～じゃのう」と付ける年寄り臭い喋り方が特徴の人情家。代州へやってきた武松・李逵と親しくなる。梁山泊にシンパシーを抱いていたが、親友の呼延灼を助けるべく一度は梁山泊と戦う。彭玘と共に武松・李逵に捕らえられ、入山を決意。
入山後は将校として調練などに携わるが、間もなく重病に冒され己の死期を悟る。扈三娘の晁蓋への恋心を見抜き告白するよう促すも、晁蓋暗殺により実現しなかった。更に病が悪化しながらも軍指揮を務め、闇塩の道の手がかりを消すために占拠した北京大名府からの撤退時に、趙安の奇襲から宋江を守って戦死。実は（終盤まで）唯一、呼延灼の妻子の存在を知っていた。
『楊令伝』では息子の韓成が登場。韓成は農地を開墾するようにという父の言いつけに背き、梁山泊軍に加わった。呼延灼は韓成を祖父、韓審の勇猛さと韓滔のとぼけた所を受け継いでいると評している。
彭玘（天目将・地英星）
本隊将校。1065年生まれ。身長 - 175cm、体重 - 55kg。
（水滸伝）元代州の地主・民兵指導者。最愛の妻を急病で失った過去から、生死に対して恬淡とした所がある。呼延灼・韓滔とは親友で、時として人の死に涙する呼延灼を叱咤することも。韓滔とは、二人で互いの綽名を考えた。呼延灼と共に一度は梁山泊と戦うが、結局は同志として入山する道を選ぶ。精強な民兵を率いていた老練な指揮官で、若手の多い梁山泊軍では渋い働きを見せる。
韓滔が死病に侵されていることを知っていたが口止めされていた。韓滔の戦死後は彼の年寄り臭い喋り方を受け継ぐ。五丈河沿岸の戦闘で殿軍を務め、趙安の追撃から身を挺して郭盛と項充を撤退させ戦死。彼と韓滔の死は呼延灼に深い悲しみを与えた。
『楊令伝』で韓成は韓滔よりも彭玘に育てられたこと、彭玘をもう一人の父親のように感じていたことを楊令に語っている。また、杜興は、彭玘の死後に韓滔と彭玘の喋り方を自分が受け継いだことを引き合いに出して、職務を背負い込もうとする宣賛を諭している。
杜興（鬼瞼児・地全星）
本隊将校。1058年生まれ。身長 - 175cm、体重 - 70kg。
（水滸伝）元李家荘の執事。あばた面が特徴。李応の父に拾われ、子供の頃から執事として育てられた。役人対策などで李応をよく補佐していた。主に全てを捧げる思いを抱いていたが、入山後の人事で史進の副官を命じられて李応と切り離されてしまう。
自暴自棄となり部下の負傷兵達を苛め抜くが、活を入れられた兵達から逆に慕われるようになる。毒舌で史進らを苛めるが、李応の死を知った際はさすがに落ち込んだ。後に双頭山の副官や本隊の将校になり、董平や呼延灼・宣賛をサポートする。梁山泊よりも、常に李応のことを考えていた。梁山泊崩壊時には梁山泊に残ろうとしたが、宣賛に引きずられるようにして脱出する。
（楊令伝）李応の娘・李媛を補佐するべく、重装備部隊の副官となる。部隊運用が一段落した後に聚議庁に戻り、楊令や宣賛の相談役を務める。毒舌ぶりは未だに健在で、韓滔・彭玘の年寄り臭い話し方も受け継いでいる。若者のために先の短い老人が手を汚すという考えを持つ。
童貫戦の後は軍監や西域との交易の路を拓くための使節、巡邏隊のサポートなど地味だが重要な役割を果たす。李媛による李英への弾劾騒動の根底に『替天行道』が説いた国家打倒と建設の二つの志に対する軍人たちの齟齬があることを見抜く。そして事故に見せかけた自裁により騒動を収め、梁山泊内部に二つの志への齟齬があることを楊令・呉用・宣賛に示した。
杜遷（摸着天・地妖星）
本隊将校。1063年生まれ。身長 - 190cm、体重 - 85kg。
（水滸伝） ‹章タイトル―第2巻第7章 宋万、林冲らとともに王倫を粛清する› 王倫率いる梁山湖の山寨で第2位の地位にいたが、宋万と同じく王倫の堕落に不満を抱いていた。林冲の山寨奪取に協力し、梁山泊旗揚げに貢献する。思慮深く部下想いな性格ゆえ通常部隊の指揮官としては有能だった。焦挺には入山時から面倒を見ていたこともあり、親父のように慕われる。
雷横の戦死後、一時双頭山の大隊長になるが、祝家荘戦のため再び本隊へ配属される。独竜岡攻撃戦で火攻めの罠から部隊を身を挺して守り戦死。その死に様は、焦挺の目にはっきりと焼き付いた。
（楊令伝） ‹章タイトル―第2巻第3章 甥の祖永が登場する› 『楊令伝』で甥の祖永が登場。杜遷のあだ名をもじった『摸着雲』を名乗り、伯父のような戦いぶりに憧れる。祖永を治療した白勝は、杜遷が白勝と安道全、林冲の三人を兄弟のようだと評していたと聞かされ、自分だけが生き残ったことに理不尽さを感じた。また、杜遷が致死軍入りを打診するも機敏さが欠けていたため、諦めたことを公孫勝が回想している。
宋万（雲裏金剛・地魔星）
本隊将校。1071年生まれ。身長 - 180cm、体重 - 90kg。
（水滸伝） ‹章タイトル―第2巻第8章 王倫が粛清された新生梁山泊で自らを鍛え直す› 王倫率いる梁山湖の山寨で第3位の地位にいたが、行動を起こそうとしない王倫に不満を抱いていた。山寨奪取を狙って潜入した林冲に共感、杜遷と共に協力して王倫の粛清と梁山泊旗揚げに貢献する。大柄で、槍を遣う。自分の腕に慢心していたが致死軍の過酷な訓練に衝撃を受け、自らを鍛え直す。純粋な性格。強烈な存在感はないが兵には慕われた。独竜岡攻撃戦で全身に矢を受けながらも、部隊を身を挺して守り戦死。なお、『楊令伝』に登場する宋万は同姓同名の別人。
（楊令伝） 楊令伝に登場する方臘の護衛隊長を呉用は大柄な体格から宋万を連想し、名前を捨てたその隊長を宋万と呼ぶ。また、元王倫の配下だった宋万と杜遷を信用していなかったが、現場の指揮官たちは信頼していたことも思い出している。
焦挺（没面目・地悪星）
本隊将校。1079年生まれ。身長 - 185cm、体重 - 95kg。
（水滸伝）当初は杜遷の部下。相撲で役人の息子を殺してしまったため追われることになり、王倫の山寨に母を伴って入山する。病気の母を死ぬまで面倒を見てくれた安道全に恩義を感じ、杜遷と林冲のメッセンジャーを務めて、王倫の粛清と梁山泊旗揚げに貢献する。相撲（本作ではレスリングという設定）が得意な巨漢で、茫洋とした風貌だが、記憶力にも優れる。
独竜岡での戦いにおいて、戦死した杜遷・宋万の後任として大隊長に昇格。任務の重さに悩みながらも活躍する。しかし独竜岡陥落時に宋軍の退却路を調査中、矢の罠を受けて致命傷を負う。宋江や呉用らが見守る中、安道全の手当てを受けるも甲斐なく、母の下へ行くと言い残して事切れた。
『楊令伝』では相撲の腕を自慢する山士奇に対して、郭盛が焦挺の相撲の腕前と林冲に鍛え上げられたエピソードを語り、山士奇では相手にならないと評している。
童威（出洞蛟・地悪星）
本隊将校。1080年生まれ。身長 - 170cm、体重 - 65kg。
（水滸伝）李俊の弟分で闇塩の商売に関わっていた。弟の童猛とは一卵性双生児のため、見分けが付くように髭を剃っている。弟とは操船や剣の技量なども同等で、双子の繋がりからか、お互いの感覚などを感じあうことがある。李俊に従い梁山泊に入山。独竜岡戦で宿元景の騎馬隊と戦い、味方を助けるために血路を開こうと敵に突っ込み戦死。童猛は髭を半分だけ剃って、祝家荘の戦いに臨んだ。なお、原典で生き残った百八星としては、北方水滸伝初の戦死者である。
『楊令伝』で童猛は洞庭山の水路調査にあたり、洞庭湖の様々な場所に死んだ同志を重ね見ていたが岩の多い場所を童威と思い、語らっている。また弟分のひとり、狄成は童威が一人で妓楼へ出入りしていたことを童猛に明かしている。
李袞（飛天大聖・地走星） ‹地走の星›
本隊将校。1079年生まれ。身長 - 175cm、体重 - 65kg。
（水滸伝）元博州の村の私兵隊長。賊徒になることを良しとせず、村を守るために樊瑞・項充と用心棒のような稼業を生業としていた。飛刀を使うが武術は大して強くない。臆病だが率直な性格で、部下には慕われている。官軍に追われた盧俊義と燕青を匿ったことから一念発起、樊瑞と項充を連れて梁山泊入りする。二竜山での調練を経て本隊将校となる。しかし配属直後の対呼延灼戦で、連環馬に踏み潰され戦死。彼の死は樊瑞の人生に大きく影響を及ぼす。
（楊令伝） ‹章タイトル―第2巻第2章 項充が李袞の思い出を語る› 『楊令伝』では項充が杜興や扈三娘たちとの会話で、李袞は頭ごなしに命令せず納得させて部下を動かす男だったと振り返っている。また、李袞を死なせた呼延灼に対して項充は微妙な感情を抱いている。
単廷珪（聖水将・地奇星）
本隊将校。1077年生まれ。身長 - 170cm、体重 - 60kg。
（水滸伝）元雄州軍の将校で関勝の部下。魏定国とは親友。綽名の由来は遼軍との戦いで水攻めに成功したことがあるため。特に思想的なものは無く、関勝を慕い共に梁山泊について来た。双頭山に配属され、黄信と同じように董万の奇襲で再起不能の重傷を負う。復活した黄信の真似をするも上手くいかず、廃兵になったショックから荒むが、林冲の荒療治で復活する。
童貫との決戦で後退する張清軍の殿軍を務め、戦死。その死は張清の心に大きな傷を与える事になる。なお「たんていけい」とルビを振られているが、通常「単」の字が姓として使用される場合は「ぜん」という音を当てるのが通例。
単廷珪の戦死を報告する声を張清は忘れられず、『楊令伝』での童貫との前哨戦にて楊令が殿軍を務めると決めた際、楊令と李俊に単廷珪を死なせたことを悔やんでいると告白した。
丁得孫（中箭虎・地速星）
本隊将校。1073年生まれ。身長 - 180cm、体重 - 85kg。
（水滸伝）元は張清率いる遼州の傭兵部隊将校。山賊の首領だったが張清に敗れて部下になったという経緯がある。綽名は傭兵時代に友達の龔旺があばた面を矢傷に例えて名づけたもの。将校としての資質はあるが、経験不足のため実力を十分に発揮できないまま戦力に入れられる（梁山泊の上級将校不足も原因）。
童貫との決戦時には鮑旭と共に前衛を務めたが執拗な攻撃に恐怖を覚え、無理な追撃をかけて敗走。冷静になり、罰を受けるべく自陣に帰還する途中に毒蛇に噛まれて死亡。
『楊令伝』で岳飛を侮り失態を演じた花飛麟に対して、鮑旭は自分と丁得孫の違いは経験の差だったと回想している。また、一人で死んだ丁得孫とは違い、才能があるゆえに花飛麟は部下を道連れに死んでいくとも忠告した。
作者との対談企画『やつら』に第4回の相手として登場。毒の影響で顔色が青黒くなっている。死に様については気にしていないが死ぬ前に失くしてしまった愛用の剣を捜しており、作者に在り処を尋ねた。

##### 林冲騎馬隊・遊撃隊
林冲と史進がそれぞれ指揮を執る部隊。林冲騎馬隊は梁山泊旗揚げ直後に、遊撃隊は史進たちが梁山泊に合流してから創設された。両隊とも騎馬を多く抱えるため、梁山湖の北辺に建てられた九竜寨（くりゅうさい）を本拠地とする。中でも林冲の黒騎兵・史進の赤騎兵・索超の青騎兵は突破力・速度ともに梁山泊随一の精強さを誇る。童貫との決戦前後には、徐寧が率いる遊撃隊や産休から復帰した扈三娘の予備隊も組織された。
林冲（豹子頭・天雄星）
林冲騎馬隊総隊長、黒騎兵指揮官。1072年生まれ。身長 - 180cm、体重 - 80kg。
（水滸伝）元禁軍（近衛軍）の槍術師範で槍の腕は天下一。宋江の同志として軍内部を探っていたが、青蓮寺に嗅ぎつけられ捕縛される。獄中で妻・張藍が陵辱の末に縊死したことを知り、初めて愛していたことに気付く。これが心の傷として後の行動に影響を及ぼす。安道全と白勝を連れて脱獄後に宋江の命を受けて梁山湖の山寨へ潜入。宋万・杜遷の協力を得て頭目の王倫を処断し、梁山泊設立に貢献。騎馬隊を組織し、特に全て黒で統一した黒騎兵（こっきへい）と呼ばれる直属の部隊は官軍に多大な脅威を与える。百里風（ひゃくりふう）と名づけた黒馬を愛馬とする。
容赦のない激しさと優しさ、そして弱さを併せ持つ複雑な性格。周囲と衝突しがちな部分もあるが宋江に対しては素直で、仲間や部下からの信頼も厚い。公孫勝とは表面的に対立しつつも心底では認め合う間柄。楊志・石秀戦死後の二竜山で秦明着任まで総隊長を務め、幼い楊令を一人の男として鍛え上げた。祝家荘戦の終盤には張藍生存の偽情報を餌とする青蓮寺の仕掛けた抹殺作戦に嵌り危うく命を落としかけたが、索超や魯達、公孫勝らの救援と安道全、白勝の治療により生還。牧の馬糞掃除の罰を受けた後で戦線に復帰する。
童貫との最終決戦を前に梁山泊へ入山した楊令と再会、その成長を確認するも己と百里風の老いを意識するようになる。最終決戦の前哨戦で扈三娘を助けるために鄷美軍に驚異的な突撃をかけて鄷美を討ち取るも、味方の後退を助けるために踏みとどまる。そして戦いに悦びを感じながら鄷美軍六万の包囲攻撃を受け、郁保四、そして百里風とともに戦死。公式ホームページでの人気投票で見事1位を獲得し、更に最強キャラクター投票でも1位に輝く。
『楊令伝』では林冲の黒騎兵を楊令が再興し、梁山泊でも最精鋭の騎馬隊として率いる。童貫戦では楊令の伝令を受けて史進が林冲の言葉を思い出したことが、劉譲を討ち取る契機となった。また公孫勝は死の間際に、林冲が心の中に居座っていると呉用に語っている。また『岳飛伝』連載開始後から公式サイトで不定期連載されている、登場人物と作者・北方謙三による対談『やつら』に第一回の相手として登場。前述の馬糞掃除の件について作者に質問を浴びせている。
史進（九紋竜・天微星）
九竜寨の遊撃隊総隊長、赤騎兵指揮官。1082年生まれ。身長 - 180cm、体重 - 75kg。
（水滸伝）華州史家村の保正、史礼の息子で背中の刺青から九紋竜の異名を持つ青年。都を逃れた王進に師事して棒、槍、剣、弓などの武術を究め、その後魯智深の策略によって少華山（しょうかざん）に入山、叛徒の頭目となる。だが若くして強過ぎる自身に増長し、周囲と溝を作ってしまい苦悩する。魯智深の導きで再び王進の下で修行、精神的に成長して帰還する。
青蓮寺の謀略に際して少華山を放棄して梁山泊に入山。その後は、梁山湖の辺に九竜寨を築き、その地を拠点とする遊撃隊の隊長として最前線で奮闘する。湯隆に作らせた特注の赤い鉄棒を得物とし腕前は梁山泊でも屈指の実力を有するが、妓楼で刺客に襲われ全裸で大立ち回りを演じるなど若さゆえの失敗も見せる。乱雲（らんうん）と名づけた汗血馬を駆り、赤色で統一した赤騎兵（せっきへい）を率いる。最終決戦では林冲戦死後の騎馬隊中核として、騎兵のみを率いて楊令と共に童貫の首を狙う。
（楊令伝）引き続き遊撃隊・赤騎兵を指揮、前作と異なり全て騎兵で揃えている。軍議をすっぽかす・好き勝手に動くなど豪放磊落な性格だが、戦友達が自分を残して逝ったことへの寂しさや悲しみを抱えつつ戦う。また、粗暴を装いながらも優しさをのぞかせるなど言動が林冲に似てきている。
五十を過ぎて以降はさすがに衰えは隠せず、梁山泊内にも史進に勝てるという者が数名あらわれはじめている。南宋軍との決戦で乱雲（二代目）を喪い、老いと疲れを自覚するが、死んでいった者のために生きると誓う。老いにより、軽量化の改良を加えた鉄棒にも重さを感じるようになり、副武器として日本刀を選択した。岳家軍との決戦では、金軍の侵攻を受けた梁山泊の救援を担当する。
（岳飛伝）多くの同志たちを喪いながらも遊撃隊・赤騎兵を指揮する。頭領となった呉用の方針を理解しており、呼延凌や宣凱といった若手の方針にも従う。老いてなお鉄棒や日本刀、体術などの技は冴えており、依然として他の将校から畏れられる。男らしく雄々しく死ぬことに憧憬を抱いており、李俊や呼延凌からは死ぬことばかり考えていると危惧されている。
南宋水軍の沙門島攻撃の往復として行われた臨安府攻撃では劉光世と一騎討ちして打ち取ったのち、漢だと認める。また、金国皇帝となった海陵王が子午山に禁軍を率いて攻めた際、聚義庁の出動命令を受け、金国禁軍を一蹴する。その後の金との最終決戦で、兀朮と斜室を討ったが、自らも瀕死の重傷を負い、戦場に立てない体となってしまった。回復したのち子午山に隠棲。
『水滸伝』から登場する一〇八星メンバーで、シリーズを通して唯一最後まで生き残った。
索超（急先鋒・天空星）
林冲騎馬隊隊長、青騎兵指揮官。1079年生まれ。身長 - 175cm、体重 - 75kg。
（水滸伝）元は旅の武芸者で実家は干物屋だった。恩人の遺児である呂方と旅をしていたが、偶然にも林冲と立ち合い敗北、その強さに感銘を受け梁山泊入りを決意する。青蓮寺の罠から林冲を助けた後は呂方を梁山泊入りさせ、自身は旅を続けて王進や楊令、唐昇との邂逅を経た後に晁蓋の死を知り、入山する。
元々武術の腕は林冲を驚かせるほど強かったが、子午山での滞在で人間的にも成長を遂げた。入山後は林冲騎馬隊の隊長を務め、後に具足を青色で統一した青騎兵（せいきへい）を組織。槍のような鋭い突撃を得意とし、林冲の黒騎兵、史進の赤騎兵と並んで官軍に恐れられる。
原典では斧の使い手だが、本作では剣を使っている。最終決戦の終盤で童貫の攻撃から楊令を身を挺して守り、戦死。
『楊令伝』では青騎兵の活躍と、林冲や史進と比べて索超は自分の言うことを聞いた方だったという印象を呉用が回想している。新生梁山泊では、青騎兵が楊令の命により張平を隊長として再興された。
馬麟（鉄笛仙・地明星）
林冲騎馬隊隊長。1079年生まれ。身長 - 170cm、体重 - 65kg。
（水滸伝）元賞金稼ぎ。過去のトラウマ（女を奪われたと勘違いし、親友を斬った。その際、親友は自分を斬ったことを悔やむな、と言い馬麟を許した。後述の鉄笛はもとは親友のもの）から、周囲に心を閉ざし虚無的な性格をしていた。手配中の宋江一行を襲うも、李逵らの活躍で返り討ちに遭い、命ひとつの貸しとして王進に預けられる。
立ち直ってからは鮑旭と共に梁山泊へ入山、馬術の才があったため林冲騎馬隊の隊長となる。馬麟の隊は速さで上回る黒騎兵・青騎兵の援護を担当することが多い。冷淡に見えるが心根は優しく、鉄笛の音色は聞く者を感動させる。
致死軍と闇の軍の決戦で負傷した公孫勝を助けた際、彼の壮絶な過去を林冲と共に聞かされた。童貫との最終決戦で宋江を守って負傷、右足を失うも騎馬隊を率いて戦い抜く。
（楊令伝）本隊将校、調練担当を経て本隊隊長を務める。鞍を使わない独特の乗馬法により、片足のハンデをものともせず騎馬隊を指揮する。調練を担当していた頃に、トラブルが絶えない花飛麟の弱さを見抜いて王進に預けた。相変わらず冷淡に見えるが、前作よりも熱い部分を見せるようになった。また、子午山で共に過ごした鮑旭とは語り合う仲。童貫との決戦時に、消耗した鮑旭に代わって出撃し禁軍の寇亮を討ち取るも、その直後に童貫の直接攻撃を受けて戦死。鉄笛は王進の下へ送られた。
扈三娘（一丈青・地急星）
騎馬隊・本隊の遊撃隊隊長。1087年生まれ。身長 - 165cm、体重 - 50kg。
（水滸伝）扈家荘の保正の娘。二振りの剣を振るう男勝りの武人で、海棠の花と呼ばれる美貌の持ち主。雪嶺（せつれい）と名づけた白馬を愛馬とする。林冲との戦いで重傷を負い、王英に救出されてそのまま梁山泊入りする。
晁蓋に惚れていたが、宋江の後押しもありかねてから自分の危機を救ってくれた王英と結婚、一児をもうける。女扱いされることを毛嫌いし、また良家のお嬢様出であるためか、周囲を平気で傷つけるなど空気の読めない欠点がある。林冲騎馬隊で一隊を率いていたが出産後は予備隊の隊長を務め、最終決戦では本隊の遊撃隊指揮官として戦線に復帰する。
（楊令伝）予備隊隊長。洞宮山で新兵の調練を担当し、その際に問題児だった花飛麟と立ち会い勝利している。自分と白寿が王英との間に産んだ王貴・王清が聞煥章に拉致されると、単独で救出に向かって拘束され陵辱を受けるが、実の兄である扈成の手引きで聞煥章を処断、武松の助けもあって脱出する。梁山泊帰還後は一軍を率いるが、陵辱が原因でときおり精神に均衡を欠くようになる。童貫戦の最中に花飛麟の求婚を受け入れるが、直後の戦闘で自殺行為のような突撃を仕掛け、劉光世に重傷を負わせるも戦死した。二人の子供は愛していたが、王英のことは命令されたから結婚したに過ぎず、恋愛感情を抱いたのは晁蓋だけだった。
徐寧（金鎗手・天祐星）
全軍の槍騎兵調練担当、本隊の遊撃隊隊長。1068年生まれ。身長 - 170cm、体重 - 75kg。
（水滸伝）元禁軍槍騎兵師範。自分の働きを認めない禁軍に不満を抱きつつ、家宝の鎧・賽唐猊（さいとうげい）をプライドの拠り所にしていた。しかし職務上のトラブルと賽唐猊の盗難から行き場を無くし、孫新・張青達の工作で梁山泊入りする。全軍の槍騎兵調練を務めた後に本隊遊撃隊を指揮する。
兵に完璧を求めるところがあり、禁軍時代からその調練は厳しかった。賽唐猊は後に孫新が取り戻してきたが大事にすることなく、粗く補修して使うようになった。童貫との最終決戦時に童貫の直接攻撃を受けて戦死。なお、原典同様に呼延灼の連環馬を破る「鉤鎌槍法（こうれんそうほう）」を考案・実行したが、原典は連環馬対策として徐寧を引き込んだのに対し、本作での彼の入山は呼延灼戦の直前であり、連環馬対策で引き込んだわけではない。また、原典ではいとこだった湯隆との血縁関係も無い。
『楊令伝』では、方臘の乱における度人対策として童貫が連環馬を使用した際、鉤鎌槍法と併せて童貫と呉用が徐寧のことを回想している。
郁保四（険道神・地健星）
騎馬隊の旗手。1080年生まれ。身長 - 185cm、体重 - 90kg。
（水滸伝）元農夫。重税で困窮し二竜山に入山。農耕で鍛えた体力と腕力には自信があった。梁山泊本隊に異動した際、林冲に見出されて騎馬隊に入り、旗持ちを任される。最初は馬に乗ることも出来ずにいたが、林冲のスパルタ教育と努力の末に旗を持ったまま戦えるようになる。自らの役割に誇りを持ち、常に林冲の側に控える。
旗を武器にすることを自らに禁じ、片手で剣を振るい、手を使わずに馬を駆る。晁蓋暗殺直後には志願して梁山泊の岩山で巨大な弔旗を掲げ続け、皆の心を励ました。童貫との最終決戦で林冲に殉じる。『楊令伝』では花飛麟隊の旗手を務める黄表を見た史進が郁保四の活躍を語っている。
陳達（跳澗虎・地周星）
九竜寨の遊撃隊副官。1076年生まれ。身長 - 180cm、体重 - 80kg。
（水滸伝）元少華山の賊徒で朱武・楊春とは兄弟分。原典同様に史進に敗れ、彼が少華山の頭目となる発端を作る。少華山から梁山泊へ合流する作戦で負傷した阮小五を背負って進み、晁蓋との最後の別れを果たさせた。直情的な性格だが歩兵の指揮に優れ、梁山泊入山後も史進について戦う。九竜寨の遊撃隊は騎兵と歩兵の混成部隊のため史進が騎兵、陳達が歩兵をまとめる事が多い。
後に病を得て余命が僅かである事を自覚するが、周囲に隠し続けて戦い続けた。童貫との最終決戦では解宝の攻城兵器による攻撃にあわせて突撃をかけ、童貫軍を一時潰走させるが、その際に病の発作を起こして戦死。
『楊令伝』では史進と楊令が、梁山泊の商隊を襲い捕えられた訛里朶の解放交渉に兀朮がやって来たのを、かつて史進に捕えられた陳達を助けるために、朱武と楊春が交渉に赴いた一件と重ね合わせた。
穆春（小遮爛・地鎮星）
九竜寨の遊撃隊隊長。1079年生まれ。身長 - 160cm、体重 - 55kg。
（水滸伝）穆弘の弟。穆弘からは父の後を継ぎ、保正になることを望まれるが兄の真似ばかりしていた。屈折した面もある兄とは異なり、喧嘩っ早いが快活で単純な性格。穆弘を尊敬すると同時に怖れ、憎んでもいる。自身が兄には及ばない小悪党だと思っていた。博打のトラブルが発端で旅の途中だった宋江・武松と出会い、二人を穆弘と引き合わせた。兄の怒りをすぐに察知することができる。本隊将校を経て遊撃隊へ。対呼延灼戦で敵の追撃を食い止めて戦死。
『楊令伝』では河水の測量を行う童猛に楊令が同行した際に、童猛が穆春のことを語っている。
施恩（金眼彪・地伏星）
九竜寨の遊撃隊隊長。1083年生まれ。身長 - 170cm、体重 - 55kg。
（水滸伝）元官軍兵士。少年期に読み書きを学んだことがきっかけで反権力意識を持ち、「替天行道」にも深く傾倒していたが、貧しい家族のために官軍の徴兵に応じる。しぶしぶ入ったため、わざと失敗をして昇格を嫌うなど官軍として働く気は全く無かった。旅の宋江一行を包囲する軍にいたが、偵察中に捕まったのが縁で行動を共にする。梁山泊入山後は上級将校に取り立てられ、遊撃隊に転属。対呼延灼戦で穆春と共に、連環馬で潰走する味方を守って戦死。
『楊令伝』では李明を奇襲しようとする武松と狄成の会話で登場。武松が出会いの経緯と宋江に可愛がられたことを狄成に語っている。
鄒淵（出林竜・地短星）
九竜寨の遊撃隊隊長。1080年生まれ。身長 - 165cm、体重 - 60kg。
（水滸伝）元独竜岡の猟師。本作では鄒潤の兄という設定。解珍達と共に梁山泊に入山する。本隊を経て呼延灼戦後に遊撃隊へ配属、歩兵を指揮する。史進と二人で妓楼へ遊びに行った際には青蓮寺の刺客に襲われ、立ち回りを演じた。
田虎戦では遊撃隊を一時離れて魯達の指揮下で田虎・張清らと戦う。荒くれ者だが猟師生活に根ざした独自の死生観を有しており、魯達に感心されたことがある。童貫との決戦時に戦死。
『楊令伝』では天下について宣賛と呼延凌、秦容が論じた際に、かつて鄒淵が呉用に「天下とは独竜岡のようなものだ」と言ったことを宣賛が語っている。

##### 文治省
梁山泊の事務・内政面を担当する部署。梁山泊旗揚げと同時に創設され、事前に加入していた蕭譲や裴宣たちがそれぞれの業務を担当する。後に梁山泊が制圧下に置いた鄆城などの自由都市の行政・物流も担当する。自由都市は商いの税が徴収されないため商人が集まりやすく、物流を活性化させることで梁山泊の補給拠点として利用できるというメリットがある。
裴宣（鉄面孔目・地正星）
文治省の法規担当。1074年生まれ。身長 - 165cm、体重 - 65kg。
（水滸伝）元京兆府（長安）の裁判所の孔目（書記官）。古くからの晁蓋の同志で、厳しい顔が特徴の堅物。政治の腐敗に嫌気が差して孔目を辞め、梁山泊旗揚げ後は事務方である文治省（ぶんちしょう）で法規作成・執行を司る。後に鄆城・済州など梁山泊周辺の自由都市の行政も担当する。法の公平さを重んじ、孫二娘と連携して行政に眼を光らせることで、青蓮寺による闇の金貸しなどの謀略を防ぐ。
夫・張青を亡くした孫二娘と惹かれあい結婚するが、済州で商人に化けて接近してきた史文恭に暗殺される。
『楊令伝』で孫二娘は裴宣の子供が産みたかったと顧大嫂らに漏らしている。なお孫二娘は童貫戦の後に、裴宣が遺した法と走り書きを基にして呉用、宣賛と共に国家としての梁山泊の法律を制定している。
蕭譲（聖手書生・地文星）
文治省の文書担当。1054年生まれ。身長 - 165cm、体重 - 55kg。
（水滸伝）元済州の私塾教師。他人の字を真似するのが巧く、それに目を付けた呉用がスカウト。人生最後の冒険のつもりで同志になる。宋の公文書を偽造して各方面の活動に貢献する。どこか名人気質でいつも完璧であることに拘る。その腕は手紙を偽造された秦明でさえ自分の字と思うほど。戦場に出ないことに引け目を感じつつも、自らの職務に専念する。決戦前夜、揚州に向かう。
（楊令伝）引き続き文書偽造を担当していたが、梁山泊の新寨完成後は偽造の必要が少なくなり、文治省での事務仕事が中心になる。童貫戦の最中、病に倒れるが己の人生に満足していた。彼の功績は呉用に一軍の指揮官以上と評価された。秦明や蔡京の字を見事に真似たが、晁蓋・宋江・楊令の字だけは真似できなかった。死因の多くが戦死・暗殺である梁山泊の百八星メンバーにおいて、初の天寿を全うした人物だった。
金大堅（玉臂匠・地巧星）
文治省の印鑑担当。1060年生まれ。身長 - 170cm、体重 - 55kg。
（水滸伝）元印鑑職人。呉用に腕を見込まれ、梁山泊に誘われる。文治省の設立当初から蕭譲とコンビを組んで宋の公文書偽造に勤しむ。宋江が記した「替天行道」の版木製作も担当し、世に出回るきっかけを作る。痩せた鶴のような印象で、眼を細める癖がある。双頭山陥落直後には蔡京が使う特殊な印鑑を偽造し、残存兵の救出に貢献した。決戦前夜に蕭譲たちと共に揚州へ逃れる。
（楊令伝）引き続き印鑑作成を担当。指先が震えるという症状に悩まされつつも腕は衰えなかったが、童貫戦の後に倒れる。偽印ではない本物の印鑑が新しい国づくりに用いられることに誇りを抱きつつ、自らの最期を受け入れる。なお、金大堅の病床には楊令や呉用のほか史進、李俊といった同志たちが見舞いに訪れていた。
『岳飛伝』では沙門島放棄の際、湖寨時代に『母夜叉』と刻印した印鑑を金大堅からプレゼントされたことを孫二娘が回想、印鑑を源太に託して送り出した。
孫二娘（母夜叉・地壮星）
済州の物流監視・管理担当。1071年生まれ。身長 - 165cm、体重 - 45kg。
（水滸伝）張青の妻。気風のいい性格だが、愛情を確かめるために髪飾りをねだったことが、張青の人生を狂わせたことを後悔している。孟州十字波での活動を経て夫婦で入山。自由都市の物流を管理して兵站に役立てる。
張青を亡くした後に裴宣と再婚したが、皮肉にも張青を殺害した史文恭に裴宣まで暗殺された。絶望のあまり梁山泊を去ろうとしたが、同じく夫を亡くした顧大嫂に説得されて思い止まった。最終決戦直前に顧大嫂と共に非戦闘員を連れて揚州へ向かい、拠点建設に従事する。
（楊令伝）引き続き太湖の拠点である洞庭山（どうていざん）を取りまとめ、商館も経営する。陶宗旺のほかに解珍のたれのレシピを受け継いだ数少ない人物でもある。童貫戦後は交易の仕事に加えて、亡き裴宣が遺した書類を基に梁山泊で法規の整備・制定を担当する。自分を母と慕う源太に息子のような感情を抱くようになり、従者として連れ歩く。自由市場成立後は南宋の眼を掻い潜りつつ、江南での物資の流通を担当する。
（岳飛伝）沙門島で交易に従事していたが主要メンバーが集まった会議ののち、幾つか設置された交易所の差配を担当する。曹正が聚義庁を離れて交易の仕事に戻ったため、源太と共に沙門島へ戻ってきた。
状況の変化から梁山泊による物資管理が限界と判断、外部の人間である梁興に物資を扱わせることを宣凱に薦める。同時に孫（源太の息子）を本寨の学問所へ進学させ、解珍のたれのレシピを朱杏に伝授するなど自分の最期を意識した行動を執る。
韓世忠率いる南宋水軍が沙門島へ侵攻した際、源太に島の放棄と撤収を指示。沙門島の放棄は既定事項だったが、自身は少数の志願者と共に島に残留。陶宗旺が構築していた石積みを上陸部隊に使用して損害を与え、死亡する。韓世忠の命により亡骸は他の戦死者たちと共に埋葬された。

##### 養生所・薬方所
梁山泊の医療を担当。養生所と、それに併設する形で薬方所が建っている。ただし安道全も薛永も自分の仕事に熱中するため、当初は白勝が事務を担当して利用者の案内を行っていた。
安道全（神医・地霊星）
医師。1071年生まれ。身長 - 175cm、体重 - 60kg。
（水滸伝）幼いころに文律という医師に弟子入りし医術を学ぶ。文律の死後、仲間の怪我を治療したことがきっかけで白勝と知り合い、その後、無実の罪で滄州の牢城に入獄していたが、宋江に目を付けられて彼の命を受けた林冲、盗みで捕えられ獄中で再会した白勝と共に脱獄。梁山泊で療養所の医師を務める。
外科・内科に加えて針治療もこなす天才的な医術の持ち主で、瀕死の重傷を負った魯智深・林冲らの命を救った。長身でひょろりとした印象。職人気質で無愛想・偏屈だが、病気や怪我を治せないとわかった場合は率直に伝える、謝るといった誠実さも持っており、命に差はなにもないとも発言している。時折人情に厚い一面も見せることもある。基本的に病気や怪我を治すことしか関心がなく、「三日、病人に会わないと自分が病人になる」と林冲に発言している。
普段は虚弱だが、病人、怪我人を前にした集中力、持久力、精度は凄まじく三日間昼夜兼業で治療しても平気でいるほど。林冲と白勝には友情を隠さず、コンビを組んでいる薛永とも仲が良い。助手の白勝・文祥・毛定らを一人前の弟子として育て上げ、各拠点に送り出した。梁山泊崩壊時も脱出せずに負傷者の治療を続けるが、湯隆の治療中に官軍の上陸部隊に襲われ、かまわずに手術を続けるも死亡。
『楊令伝』においても安道全の弟子たちは梁山泊の医療面で活躍する。文祥は、不眠不休でも乱れることなく治療を続けた安道全は凄い医師だったと回想している。
薛永（病大虫・地幽星）
薬師。1076年生まれ。身長 - 170cm、体重 - 70kg。
（水滸伝）元は旅の薬売り。外見は小太りで薬草の研究のために自分で薬の試しを行ったため顔色が悪い。また常に薬草に触れているため、指先が青黒く変色している。剣の達人だが人を斬ることは好まない。大道芸として剣の技を見せながら、膏薬などを売っていたときに魯智深と出会ったのが縁で梁山泊に加わる。
療養所と併設された薬方所の薬師を務め、安道全とコンビを組んで医療面充実に貢献。薛永の作る薬は毒消しや血止め、座薬式の麻酔など多岐に渡る。梁山泊崩壊時に研究の集大成ともいうべき薬草学の冊子を弟子の馬雲に託し、自らは治療を続ける安道全に殉じる形で療養所に残る。襲ってきた敵兵を相手に奮戦した後、戦死。
『楊令伝』では馬雲が薛永から託された冊子を基に薬師として活躍する。蘇良は薛永が薬草学に執念を燃やし、常人では思いつかないような事を考える薬師だったと馬雲から聞かされた。

##### 馬匹
軍馬の管理・仕入れを担当。九竜寨の牧で働くことが多いが、騎馬隊の調練などで他の拠点へ赴くこともある。馬の仕入れ先は主に北方だが、輸送の問題があるため宋軍に偽装するほか、闇塩の流通ルートを利用して行う。
皇甫端（紫髯伯）
獣医。1053年生まれ。身長 - 170cm、体重 - 55kg。
（水滸伝）妻に逃げられ酒びたりの日々をすごしていたが、知己である段景住の説得で梁山泊へ入山する。馬の診断は天才的で、馬と語っていると周囲に思われるほど。髪と髭が赤く、痩せて頬がこけている。人間相手では無口で素っ気無いが、ごく稀に優しさや弱さを見せることもある。また、林冲の心の繊細さにも気づいていた。酒はやめるが飲んでいると思わせたくて、代わりに段景住に飲ませる。楊令が入山した際、厳選した名馬・雷光を与える。梁山泊の百八星メンバー中、最高齢。
（楊令伝）引き続き馬匹を担当、遼の領内に広大な牧場を開く。人間よりも馬に心を開く性格は変わらないが年老いても、馬への思い入れは衰えていない。その才能も健在で梁山泊壊滅後の楊令の生死が不明だった頃に、牧場を通った軍勢の足跡から雷光の足跡を見つけていた。新生梁山泊でも馬匹の充実に貢献したが岳家軍による馬強奪事件で凶刃に倒れ、段景住と弟子の尹舜に後事を託して息絶えた。
段景住（金毛犬）
馬匹の調達・世話担当。1079年生まれ。身長 - 170cm、体重 - 60kg。
（水滸伝）元馬泥棒。牧場で働いていた頃に皇甫端から馬の世話を学んだ。その後、李忠に会い、義賊になるために桃花山に誘われて結果的に梁山泊入り。二竜山では周通の部下として下級将校を務めていたが、林冲に見込まれて梁山泊の軍馬の管理を任される。自ら説得して連れて来た皇甫端と共に馬の世話や仕入れに活躍する。なお、同じ台詞を反芻する癖がある。決戦時に皇甫端と共に牧の馬を連れて北へ移る。
（楊令伝）遼で牧場を営み、北で活動する仲間たちに馬を提供していた。皇甫端との名コンビぶりは健在。新生梁山泊でも引き続き馬匹を担当、前作で将校を務めた経験も生かして馬の買い付けにも活躍する。死に瀕した皇甫端から弟子の尹舜を託されるが、皇甫端の死後は次第に酒毒に浸される。そして大洪水の中、子馬を守ろうとして死亡した。尹舜のことは皇甫端に及ばないと愚痴っていたが、尹舜は楊令に泣きながら段景住の死を報告した。

##### 職人
主に梁山泊内の工房で生産・製作を担当。拠点の建設・修理のほか造船・兵器開発にも携わるなど、仕事は多岐にわたる。最終決戦時には多くの職人が、水軍への転属という形で梁山泊から脱出させられた。
湯隆（金銭豹子）
鍛冶担当。1072年生まれ。身長 - 170cm、体重 - 75kg。
（水滸伝）熟練の鍛冶屋。鍛冶の際に飛び散る火花により、顔や体に小さな水疱の後がある。梁山泊の前身となる梁山湖の山寨にいたが、王倫に逆らったため投獄されていた。晁蓋たちの梁山泊旗揚げにより出獄して以降は、史進の鉄棒や凌振の大砲、安道全の医療器具など様々な武具や道具を製作する。字は読めないが、鉄と語り合うほどに鍛冶の技術向上に余念が無く、鉄の配合率を記した独自の帳面を持つ。梁山泊で特に忙しい職人の一人。梁山泊崩壊時に武器を執って官軍の上陸部隊と戦い、負傷し安道全の手術を受けていたが、その最中に敵兵が侵入、安道全が殺害されたためそのまま死亡。
『楊令伝』で弟子の高平が登場。湯隆から鍛冶を教わった経緯を振り返り、師を超える鍛冶屋になることを目指している。
李雲（青眼虎）
建築担当。1067年生まれ。身長 - 170cm、体重 - 70kg。
（水滸伝）大工の棟梁。赤い髭と僅かに青い色の目を持つ。妻と通じた金持ちを殺害して梁山湖の山寨へ逃げ込み、湯隆と同じく王倫に逆らって投獄されていた。梁山泊旗揚げ後は兵舎や各拠点の建設に活躍、重装備部隊の兵器開発や造船担当の阮小二の仕事にも関わる。自分の名前と旗に書かれた替天行道の字以外は読めず、志にも興味が無いが梁山泊に対しては強い愛着を抱く。梁山泊の規模拡大に伴い、後に部下たちを各拠点に派遣する。梁山泊崩壊時に武器を執って戦い、戦死。
『楊令伝』で弟子の劉策が登場。劉策は梁山泊の湖寨が陥ちる際に李雲が宋軍に怒っていたこと、自分にとっては父親以上だったことを楊令に語っている。

##### 飯店・船隠し管理
表向きは梁山湖の湖畔にある飯店の店主だが、実際は船隠しの管理も担当する。複雑な水路で守られている梁山泊へ渡るために、船隠しの管理は重要な役割を果たす。梁山泊メンバーたちが飲食をすることが多く、朱貴が考案した魚肉入り饅頭は多くの者に好まれる。
朱貴（旱地忽律）
梁山湖の湖畔にある飯店の初代店主。1059年生まれ。身長 - 170cm、体重 - 65kg。
（水滸伝）表向きは食堂を経営しながら、湖寨へ渡るための船隠しを管理する。王倫とは一緒に武挙を落ちた間柄だったが、彼が堕落していく様に無力感を抱いていた。安道全と薛永のおかげで病に倒れた妻・陳麗に安らかな日々を送らせることができたことに感謝し、王倫の粛清と梁山泊旗揚げに協力する。以降は淡々と自らの職務を全うし続ける。魚肉入りの饅頭が自慢で梁山泊の厨房を指導したこともある。呼延灼戦で店が襲われて瀕死の重傷を負い、張青に助けられる。弟の朱富に後事を託して死亡した。
『楊令伝』では朱貴・朱富の異母妹の朱樺と姪の朱杏が登場。また、李俊が梁山湖の寨跡に拠った旧宋の水軍を叩く際に、朱貴の淡々とした人柄を思い出している。なお、メンバーが若い世代に移りつつある新生梁山泊では朱貴の事を知る者は少ない。作者との対談企画『やつら』では第6回の対談相手として登場。死者たちの世界でも梁山湖の湖畔で飯店を営み、仲間たちに食事を提供している。作者に対しては、魚肉入りの饅頭を登場させた理由を尋ね、饅頭を作るための苦労を愚痴った。
朱富（笑面虎）
梁山湖の湖畔にある飯店の二代目店主。1079年生まれ。身長 - 170cm、体重 - 65kg。
（水滸伝）朱貴の異母弟。塾の教師をしていたが魯達の訪問を受け、兄が梁山泊の一員と知り入山する。朱貴に船隠しの知識を教え込まれ、兄の死後は梁山泊への船着場を管理する。レシピも受け継いだため、主が変わっても料理の味は落ちなかった。普段は温厚だが、官軍時代の関勝を相手に啖呵を切るという頑固な面もある。また、盧俊義救出の一件で燕青と親しくなり、体術を学んだこともある。関勝には入山の経緯から饅頭一つの貸しがある。最終決戦で青蓮寺の軍による奇襲を受けて戦死。
『楊令伝』では朱貴・朱富の異母妹の朱樺と姪の朱杏が登場。朱富の生前の希望を叶えるために李俊が梁山泊へ呼び寄せ、飯店を営む。また、燕青が朱富は体術より料理の方が素質があったと侯真に語っている。

##### その他
顧大嫂（母大虫）⇔塔不煙（タプイェン）
焼き饅頭売りと梁山泊に住む非戦闘員のまとめ役。1079年生まれ。身長 - 170cm、体重 - 90kg。
（水滸伝）孫新の妻。元は夫婦で食堂を経営していた。小山のような体と図太い肝っ玉の持ち主。武術に優れ、並の男なら数人がかりでも敵わない。祝家荘で聞煥章の膝を槍で突き、聞煥章の片脚を奪った。普段は梁山泊の広場で焼饅頭を売っている。「料理と人殺しが特技」と自称する物騒な面もあるが、働き者で面倒見が良く、梁山泊の女や子供達を取り仕切る。後に孫新を喪うが、彼との思い出を胸に生きる。裴宣の死後は済州の物流や兵站を担当。また、候健の息子・候真を預かる。最終決戦前に孫二娘らと共に非戦闘員を連れて揚州へ移り、拠点作りを始める。
（楊令伝）青蓮寺の残党狩りを逃れて孫二娘と共に洞庭山で残存勢力を取りまとめ、後に洞宮山（どうきゅうざん）に移る。花飛麟など若手将校の面倒をよく見る。童貫戦後は洞宮山を管理した手腕を見込まれて孫二娘らと共に梁山泊へ移り、裁判官を務める。武術の腕前は衰えておらず、反抗的な李媛を一方的に叩きのめした。王貴、張朔、宣凱の三人を連れて西域へ赴いたのち、彼らの適性を見極めて配属先を決定させた。李媛の死後、重装備部隊を中心とした輸送部隊の指揮を担当。西遼に常駐し、交易を管理する傍ら食堂を経営する。
（岳飛伝）前作に引き続き西遼の都、虎思斡耳朶（フスオルド）に常駐。耶律大石とは昵懇の間柄。梁山泊の皆が楊令一人に全てを押し付けたことを省みて、息子のような存在の王貴、張朔、宣凱そして候真には自分の行く道を自分で決めるよう諭した。
その後西遼にて皇后に即し塔不煙を名乗り、病がちの耶律大石にかわって政務を執るようになる。耶律大石の死に際し、執政として夷列の補佐を命じられる。なお史実の塔不煙は蕭姓の人物である。

#### 水軍
梁山泊や流花寨流域の水上戦を一手に引き受けるが、時には本隊の兵員輸送を担当する。編成には張順の潜水部隊、阮小二の造船部隊を含み、戦闘では項充の水陸両用部隊も加わることが多い。梁山泊旗揚げ当初から阮兄弟が中心となって創設・整備していたが、呼延灼戦後の再編により李俊が総隊長に就任する。
李俊（混江竜）
総隊長。1075年生まれ。身長 - 180cm、体重 - 80kg。
（水滸伝）元江州の闇塩商人。顔役の穆弘とは長年のライバルで、後に良き親友となる。少年の頃から海で働いていたため操船や泳ぎに長けている。指名手配中の宋江と武松に興味を抱き、屋敷に匿う。自由に生きていたつもりだったが、本当は権力に怯えていたことを宋江に指摘され、その反発もあって叛乱軍を蜂起、後に穆弘らと共に梁山泊へ加わる。そういった経緯ゆえに戦いの動機は志ではなく、自由を抑圧する権力への反発に起因する。志は信じないが、他者の価値観を受け入れる度量を持つ。
本隊総隊長を務めた後に水軍を組織、総隊長を勤める。水戦では船隊指揮だけでなく敵船への切り込みも担当し、項充を驚かせるほどの気迫を見せる。流花塞や梁山湖における宋水軍との戦いでは奮戦するが、海鰍船の投入や物量の差で苦戦。最終決戦でついに押し切られる。梁山泊陥落時には残存戦力の救出・脱出活動を展開した。
（楊令伝）弟分の費保達を配下に加えて敗残兵の回収や救出、交易などで活躍。新生梁山泊設立後は、再び水軍総隊長を務める。青蓮寺の残党狩りから仲間を逃がす任を担当したことにより、慎重な性格になった。相変わらず志には冷ややかで海外への雄飛も夢見ているが、死んでいった多くの戦友のために宋を倒すことを誓う。童貫戦では直接戦闘に関与することは少なかったが、李明への奇襲や開封府を攻撃する金軍への補給を担当する。
北宋崩壊後は日本との交易路を確保しつつ、主に宋水軍を受け継いだ韓家軍と戦う。指揮に翳りが出てきており、老いを感じている。また、国家の体を整えた梁山泊に、既に自分の居場所が無いことを感じつつある。南宋との決戦では長江に水軍を展開して、張家軍の兵站を遮断した。
（岳飛伝）引き続き水軍を指揮するが自らの老いもあり、狄成ら弟分たちを中心とした新編成を組む。また梁山泊の長老格として張朔や宣凱といった若手に助言することが多くなる。志とは無縁でいたが死んでいった同志たちへの想いから、志を持たない者が許せない。瓊英に惚れていたが、想いを直接表すことはしなかった。金との講和後は秦容らが開拓している南方へ赴き、象の河に建設された造船所で新型船の建造に着手する。
秦容の小梁山建設や岳家軍への援助にも力を発揮し、秦容不在時には指揮を務める。老いてはいるが判断力や気迫は衰えを見せていない。南宋や金の南方侵攻や梁山泊挟撃が現実化してからは張朔に水軍の総指揮を託し、中華への帰還を決意する。
南宋水軍総帥から降ろされた韓世忠が梁山泊の交易船を襲っていることを知り、韓世忠の船隊を残滅させたうえで島に追い込み、剣ごとその躰を断つ。その後張朔から沙門島奪回の命を受け、源太の協力もあって作戦を成功させたのを最後に軍を離れ、瓊英に会うため日本へ渡る。彼女が亡くなっていたため願いは叶わなかったものの、日本で隠遁生活に入り遭難しかけた子供を泳いで助けた後、王清の吹く笛を聴きながら座して静かに最期を迎えた。
張順（浪裏白跳）
水軍隊長、潜水部隊担当。1076年生まれ。身長 - 165cm、体重 - 60kg。
（水滸伝）元江州の漁師で張横の異母弟。適度に脂肪の付いた体と白い肌が特徴。兄とは違い学問は修めていないが、兄弟仲は良い。李俊と同じく、志ではなく仲間のために戦う主義。水泳と潜水が得意で水中では無敵。竹筒で息をつないだ状態なら、三日三晩水中にいられる。原典同様に初登場の際に李逵を水中へ沈めた（そのためカナヅチの李逵に認められる）。
江州戦を経て入山。その後は潜水部隊を組織し、宋の軍船を沈めて活躍する。後に入山した張横の長男で甥の張敬に自分の技を叩き込む。童貫との最終決戦時に、趙安が流花寨攻撃のために海鰍船を使って築いた橋を破壊しようと試みるが、水上に撒かれた油に火をつけられ、出てきたところを待ちかまえていた槍の集中攻撃を受けて致命傷を負う。その状態で張敬を助け、花栄に託して力尽きた。
張敬は『楊令伝』で潜水部隊の隊長を務め、その技量は張順に匹敵すると童猛らに評される。張横は弟とはお互いに無いものを持っていたと回想している。
阮小七（活閻羅）
水軍隊長。1079年生まれ。身長 - 160cm、体重 - 52kg。
（水滸伝）元梁山湖の漁師で、阮三兄弟の末弟。長兄の阮小二を父のように思っていた。小柄で、敏捷。志など関係なく血気盛んな荒くれ者だが、病気の母親のために鯉の生き血を届ける優しさもある。水軍創設に関わり、水戦では敵船への切り込み役を担当。
後から水軍の総隊長に着任した李俊を当初は阮小七も張順も敬っていなかったが、やがて彼の力量を認め、上官として立てる様になる。また、宋江や花栄の事も認めているが呉用については毛嫌いしている。童貫との決戦時に海鰍船に急襲をかけ、それを沈めるも槍の攻撃を受け戦死した。
『楊令伝』では張敬が南宋に捕えられた阮小二を救出する際、阮小七が深く潜る事は張順よりも得意だったこと、阮小二を父のように慕っていたことを回想している。
童猛（翻江蜃）
水軍隊長。1080年生まれ。身長 - 170cm、体重 - 65kg。
（水滸伝）李俊の部下で、童威の双子の弟。兄とは逆に髭を生やしている。また、兄とは違い最後の最後で諦めてしまう性質があると自己分析している。李俊に従い、兄弟で梁山泊入り。祝家荘戦で童威を喪い、以後は半身を無くしたような気持ちを抱く。
本隊将校を経て祝家荘戦の後に水軍へ配属される。童威の死後に水師として優れた才能を発揮、水軍用の水路図作成に貢献する。流花塞との連携にも活躍し、官軍造船所焼き討ちの際には孔明の最期を目撃し彼の部下たちを回収した。決戦時は李俊に付いて宋水軍と戦う。
（楊令伝）引き続き李俊の部下として、江南や華北一帯の水路図作成に活躍する。情が移って死なれた時に辛い思いをしたくないため、若い者とは距離を置いている。兄・童威をはじめ、死んだ仲間達の声が聞こえる気がするという理由で水に潜る事を好む。
精密・正確な水路図を作成するが、水路の各所に死んだ仲間の名前をつける・死者と会話をするなど、その仕事ぶりから李俊など古い仲間以外には変人扱いされる。青蓮寺による洞庭山攻略が行われる中、張横と長江の水深を調査中に青蓮寺の軍の襲撃を受け致命傷を負うも、二人で死んだ同志たちの所へ逝けることを喜びつつ死亡。亡骸は曹正の部下に発見され、水葬された。
河水の水路図は終盤に発生した大洪水により役に立たなくなったが、長江一帯の水路図は梁山泊水軍のアドバンテージとして『岳飛伝』でも力を発揮する。
阮小二（立地太歳）
造船部隊隊長。1075年生まれ。身長 - 170cm、体重 - 60kg。
（水滸伝）元梁山湖の漁師で、阮三兄弟の長兄。弟たちと比べて茫洋でおっとりしているが、造船に関しては執念を燃やす。入山時から、金沙灘、鴨嘴灘などの船着場、対岸の船隠し、梁山湖、および周辺の河川の水路をきわめる仕事をする。なお、妻子がいたが入山後は音信不通となった。
造船を任されてからはキールや舳先を改良することで、宋の軍船よりも頑丈で速い船を開発する。宋水軍に対し圧倒的に数で劣る梁山泊水軍が有利な戦を展開できた一因として、この阮小二の造船技術の巧みさが挙げられる。他にも、水流を利用して魚雷のように発射し敵船を沈める木製の「槍魚（そうぎょ）」など、水戦用の武器を開発した。
宋水軍の船内構造を知るため潜入した船で趙林を見つけ梁山泊に連れ帰り、弟子として育てる。趙林にはあるいは親子にも似た感情を抱いている。
（楊令伝）引き続き造船を担当。弟子の趙林を育てる事に生き甲斐を感じているが、自分のこだわりを追求するあまり趙林が李俊に怒られることもある。
海鰍船を超える大型船を造ることが最後の仕事だと思い定めるも試験航海中、韓家軍に捕らえられる。張敬の援護もあり隙を突いて脱出したが、腕の中で張敬は息絶えた。その後も新型船の建造・改良に没頭し物資の流通に貢献する。肝臓の病に冒され、南宋軍との決戦直前に白勝や趙林らに看取られて息を引き取った。『岳飛伝』では後を継いだ趙林が阮小二の造船への執念を回想し、自分にはそれだけの執念が無いことに悄然としている。

#### 特殊部隊
通常の部隊とは異なる役目・特徴を有する部隊。作中で特殊部隊という分類は用いていないが、本項では便宜上この表記を用いる。
李応（撲天鵰）
重装備部隊隊長。1068年生まれ。身長 - 170cm、体重 - 65kg。
（水滸伝）元独竜岡の李家荘当主。軍学を修め、私兵を率いていた。かねてから梁山泊の思想に共鳴していたが、祝家荘との盟約とのはざまで思い悩む。執事を務める杜興の配慮もあって最終的に梁山泊の祝家荘攻略に協力し、入山。妻子がいたが梁山泊入山時に累が及ばぬように離縁した。
兵站統括・本隊総隊長を経て、自ら発案した重装備部隊の隊長に就任する。衝車・卵鉄（らんてつ）などの大型兵器を開発、解宝と共に攻城戦で活躍する。育ちの良さゆえに温厚な性格で判断力も富み、部下に慕われる大らかさも持つ。
禁軍・地方軍二十万の攻撃により陥落寸前の梁山泊を救うため北京大名府の攻略を担当した際、北京大名府の城壁を攻城兵器と自らの決死の突撃で破壊するものの、その際に敵兵の矢を浴びて戦死する。北京大名府、そして開封府を攻城兵器で攻め落とすことを最期まで夢見ていた。
『楊令伝』で李媛ら妻子が登場。娘の李媛は重装備部隊を再興して活動するが、父親の重装備についての夢を受け継いだために、それが激情となって噴出することを杜興は宣賛に指摘している。
解宝（双尾蠍）
重装備部隊の副官、のち隊長。1080年生まれ。身長 - 185cm、体重 - 75kg。
（水滸伝）原典では解珍の弟だが、本作では息子。独竜岡の猟師で鄒淵・鄒潤たち若手の猟師を束ね、毛皮などの流通ルートや人脈を確保していた。口調は荒々しいが、祝家荘からの重圧に耐え続けてきたため、冷静で忍耐強い。梁山泊を攻撃しようとする祝家荘の野心に気付き、父に先んじて梁山泊への協力を考えていた。
入山後は本隊将校を経て、重装備部隊に所属。李応の副官を務め、彼の死後に重装備部隊を受け継ぐ。二竜山陥落時には父たちを助けられる可能性を賭けて、趙安の本陣がある寨に猛攻を加えたが願いは叶わなかった。童貫との最終決戦では攻城兵器を野戦に投入することで大きな戦果を上げたが、弓隊の攻撃を受け、戦死。
『楊令伝』では、生前に解宝が考案した工兵隊と重装備部隊の共同作業を陶宗旺が李媛らに持ちかけ、調練と材料調達を兼ねて実施した。
項充（八臂那叱）
水陸両用部隊隊長。1078年生まれ。身長 - 180cm、体重 - 75kg。
（水滸伝）元博州の村の私兵隊長で、用心棒のような仕事をしていた。原典同様に飛刀の遣い手。盧俊義を助けた李袞に引き摺られる形で、樊瑞と3人で梁山泊へ入山する。呼延灼戦で李袞を喪うが呼延灼を恨まないことを樊瑞と共に明言し、彼を同志として受け入れた。
当初は本隊将校を務めていたが、梁山泊の戦力不足を補うために新設された水陸両用部隊の指揮官に任命される。以降は状況に応じて陸戦、水上戦の双方で活躍する。穆春に性格が似たところがあり、穆弘に可愛がられていた。発想力に富むが、考えすぎて決断できないという欠点がある。
（楊令伝）敗戦後は残存戦力の回収を務めた後に、部下とともにしばらく山に篭っていたが梁山泊に合流。再び水陸両用部隊の指揮を執る。前作から呼延灼を認めていたが、梁山泊陥落後は仮の頭領として厳しい命令を下すため、状況を理解しつつも好きになれずにいた。李俊の下で梁山湖の湖塞攻めや洞庭山防衛戦において宋水軍や韓家軍と戦う。
（岳飛伝）呼延凌が定めた兵の退役制度や部下の入れ替えを拒んだため、身一つで南方の李俊の下へやって来た。南宋水軍との戦闘を想定して水陸両用部隊の再編成を進める。死に場所を求めて南宋の造船所を狄成とともに襲撃するが、辛くも生き残る。その後、沙門島に侵攻する海鰍船の船倉に狄成とともに潜入し、火を点け、焼死する。
凌振（轟天雷）
大砲部隊隊長。1070年生まれ。身長 - 160cm、体重 - 75kg。
（水滸伝）元北京大名府の大砲部隊隊長。官軍では大した扱いは受けておらず、また大砲改良への執念が強すぎて北京大名府中の鍛冶屋から疎まれていた。原典同様に呼延灼の梁山泊攻めに参加するが捕らえられ、梁山泊の技術（湯隆の鍛えた鉄）に魅せられて入山する。
根っからの大砲屋で大砲や砲弾の改良・開発にしか興味が無く、湯隆や魏定国など周囲を振り回す。戦闘時は梁山泊と流花寨に設置した砲台の指揮を執る。魏定国との提携により命中時に火を噴く瓢箪弾（ひょうたんだん）を完成させ、最終決戦時に海鰍船数隻を沈めた。だが湯隆の言いつけを無視して砲撃を続けたため、砲身がもたず、砲弾の暴発に巻き込まれて爆死する。
『楊令伝』で元部下の呂皖が登場。凌振の死に様が忘れられず、戦いの動機となっている。なお、陥落した梁山泊に残された大砲が宋軍に接収され、方臘の乱で童貫が度人対策として用いている。また、作者との対談企画『やつら』に第5回の対談相手として登場。現代の砲弾（長弾）に似た新型砲弾のアイディアを思いつき、作者から呂皖へ伝えるよう頼み込んだ。

#### 二竜山
青州の州境に位置する拠点。二竜山を根城にしていた賊徒を討伐し、楊志を頭目に反政府活動を開始。後に李忠・周通が根城にしていた桃花山を組み込む。総隊長が秦明に代わってから、燕順らが闇塩の道防衛に用いていた清風山も組み込まれ、三山とその間の地域を総称して二竜山と定められる。梁山泊入りを希望する者の窓口であり、ここで調練を行った後に本隊へと兵士を送り出す。また解珍の提案で、負傷により戦えなくなった者が働ける工房が建てられた。
楊志（青面獣）
総隊長。1075年生まれ。身長 - 180cm、体重 - 80kg。
（水滸伝） ‹章タイトル―第2巻第3章 楊志、地方巡検使に任命される› 宋建国の英雄、楊業の子、楊六郎延昭の末裔。元禁軍所属。顔の半分を覆う青痣から青面獣の異名を持つ。剣の達人で、得物は先祖伝来の宝剣・吹毛剣。巡検使を務めた際に梁山湖で林冲と立ち合い互角の勝負を展開するも、僅かな慢心から吹毛剣を抜かなかったため手傷を負う。高俅に嫌われ青州に左遷。腐敗に憤りつつも輸送していた高官の賄賂を晁蓋らに強奪されたため軍を離脱する。
曹正の店に逗留していた際に、賊徒に蹂躙される民の実情を目の当たりにし、魯智深・曹正と共に二竜山（にりゅうざん）の賊徒を討伐。なし崩し的に頭領にされてしまい、反政府活動を始める事になる。この一件で孤児を拾い、楊令と名づける。また、身の回りの世話をする済仁美とも妻帯して家族となる。最初は叛徒になることへ抵抗感を抱いていたが、やがて梁山泊に同心。二竜山を募兵や生産の拠点として発展させていく。
楊家の血筋と傑出した才で人々を集めたがゆえに、青蓮寺の馬桂を使った暗殺作戦の標的とされ、家族三人の団欒中に王和の闇軍に襲われる。百人以上の敵を倒して幼い楊令を守り抜いて壮絶な最期を遂げ、梁山泊百八星メンバー最初の戦死者となる。その死は生き残った楊令の心に深い傷を残すと同時に、その後の人生に大きな影響を与えた。公式サイトの人気投票は第2位。
『楊令伝』では女真での戦いが原因で楊令が親子の死に関する事柄になると、楊志の死に様がフラッシュバックし半狂乱で戦おうとする（後半で克服した）。また童貫は楊令が楊志を軍人として超えたと評し、李俊は青蓮寺に斃された晁蓋と楊志の死が楊令の人生を大きく変えたと感じている。
秦明（霹靂火）
総隊長。1058年生まれ。身長 - 175cm、体重 - 70kg。
（水滸伝）元青州の将軍で、地方軍屈指の実力を誇る名将だった。しかし、剛直な性格が災いし中央からは冷遇されていた。それでも軍人としての誇りから職務を遂行していたが、魯達に説得されて梁山泊に加わる。
怒ったときの気迫は凄まじく、怒声と平手打ちは部下に恐れられる。ただし普段は思慮深く、戦闘でも我を見失うことのない忍耐深さを見せる。なお、原典では狼牙棒の使い手だが、本作では過去に用いていたと僅かに語られる程度である。本来の二竜山に加え、盧俊義の下で闇塩ルートを防衛していた燕順ら率いる清風山（せいふうざん）と、楊志が総隊長だった頃から二竜山の支部的役割だった桃花山（とうかざん）を統合、三山とその山間の地域を総称した新生二竜山を作り上げた。
楊志と済仁美を喪った楊令を公淑らと共に育てる。後に公淑を妻に娶り、一人息子・秦容をもうける。公淑への告白をためらう、子煩悩な面を見せるなど家庭では意外な面を見せた。趙安の二竜山攻撃に際し一年余りの間これをひきつけ、最後まで二竜山に残って抵抗、降伏勧告を拒絶して戦死する。
『楊令伝』でも楊令や郭盛などが話題に挙げている。また、童貫は王進の下を訪れた際に、秦明が優れた指揮官だったと秦容に語っている。
石秀（拚命三郎）
副官。1078年生まれ。身長 - 180cm、体重 - 75kg。
（水滸伝）元河水の叛徒。劉唐・楊雄と共に梁山泊入山前から公孫勝のゲリラ活動に参加しており、当初は致死軍に所属していた。しかし優しすぎる性格から致死軍に不向きと判断され、二竜山の楊志の補佐役に転任。本人はその事が負い目となっている（ただし公孫勝は樊瑞を致死軍にスカウトした際、石秀が存命なら呼び戻して暗殺部隊に据える構想があったことを語っている）。
楊志暗殺後、急遽二竜山と桃花山の総隊長代理を務め、許定の二竜山攻撃時に青蓮寺の工作により開けられた城門からの攻撃を身を挺して防ぎ戦死。決戦の直前に致死軍時代から愛用していた短剣を楊令に托し、致死軍への気持ちを整理した。短剣は幼い楊令の修行用に用いられ、後に楊令の弟分となった張平に受け継がれる。
『楊令伝』では短剣が秦容、蔡豹たちに受け継がれて彼らの修行に用いられる。また、王進の下を訪れた際に公孫勝は石秀への判断が正しかったか自問していると吐露した。
解珍（両頭蛇）
副官、後に軍師。1054年生まれ。身長 - 160cm、体重 - 55kg。
（水滸伝）元独竜岡の解家村の保正。だが祝家荘の陰謀で土地を奪われ、近くの山中で猟師をしていた。それ以来、祝朝奉に屈した自分を深く恥じ、自嘲と韜晦の中にいた。魯達と意気投合し、祝家荘を内部から崩壊させることに成功。入山後は魯達の推薦で秦明の補佐役として、二竜山を陰で支える。
なお原典とはちがい、本作では解宝とは親子に変更されており、梁山泊百八星メンバーの中でも年長格である。獣の血と香料を混ぜて作る秘伝のタレを生肉にかけたものが得意料理だが、滅多に振る舞うことはなかった（タレのレシピは数人に教えており、『楊令伝』で陶宗旺や孫二娘が受け継いでいることが明かされた）。常に黒鉄（くろがね）という犬をそばに置き、その息子の黒雲（くろくも）は子午山に向かう楊令にやった。
偽装和平交渉の際は梁山泊の交渉役として開封府へ赴き、高俅を騙して時間を稼ぐ。梁山泊よりも二竜山を気に入っていた。趙安の攻撃に際しては最後まで二竜山に残って抵抗を続け、物資運搬用の籠を用いて滑り降りるという奇策を用いて何信を討ち取った後に戦死した。
郝思文（井木犴）
副官。1063年生まれ。身長 - 160cm、体重 - 50kg。
（水滸伝）元雄州軍将校で関勝の副官。赴任直後の関勝に下級将校から抜擢されたという過去がある。小柄で目立たないが沈着冷静な性格。分別臭いことを口にするが、自分の考え通りに相手を誘導するという強かさも持つ。わざと騒ぎを起こして牢屋に繋がれた魯達の言動に興味を抱き、関勝と引き合わせた。後に宣賛達と共に関勝の梁山泊入りを後押しする形で入山するが、あくまでも自分なりの信念で加わり、妻子に対しても十分に話し合った末に一家で行動を共にした。
妻と一男一女の子供がおり、軍に加わった息子の郝瑾に対しては親子故に必要以上に厳しく接し、なかなか将校への昇格を認めなかった。しかし、秦明と解珍の助言を受けて郝瑾の実力を見直して昇格を認め、彼が下級将校に就任した時は心から祝った。二竜山陥落時に、秦明に殉じて戦死。
『楊令伝』では郝瑾に加えて、前作で存在のみ語られた妻・陳娥と娘・郝嬌が登場する。
楊春（白花蛇）
将校。1077年生まれ。身長 - 170cm、体重 - 70kg。
（水滸伝）元少華山の賊徒。金持ちの妾になった母親に反発、放浪していた時に朱武・陳達と出会い、義兄弟となる。自分で物事を考えるのが苦手で、朱武たちの言うことに従っていれば良いと思っていた。だが入山後は二竜山に配属され、兄弟分と引き離される。無口だが兵への面倒見が良く、特に小部隊の指揮が得意だった。
秘めた素質を見抜いた秦明の指示で解珍と旅に出て自らを見つめなおす。雄州や子午山を回ったのちに復帰、その後は素質を開花させ、大隊長として官軍の大攻勢を戦う。公平な性格で、入山直後の楊令が勝手に指揮を執って活躍した際、規律違反として兵たちの見ている中で杖打ちの罰を与え、その後で正式な指揮官に任命した。
二竜山陥落後は残存戦力を率いて本隊に合流する。最終決戦終盤で劣勢を挽回するべく突出、奮戦するも及ばず戦死。
『楊令伝』では南宋との決戦時に田忠を歩兵の指揮官につけると決定した際、楊令が人の成長の一例として楊春の旅を語ることで周囲を説得している。
燕順（錦毛虎）
将校。1064年生まれ。身長 - 170cm、体重 - 65kg。
（水滸伝）元清風山の叛徒。王英・鄭天寿の兄貴分で3人で放浪していた際に晁蓋と出会い、清風山で賊徒を装いながら盧俊義の闇塩ルートを防衛し続けた。弟分たちと出会う前の過去は不明。清風山が二竜山に併合されてからは、大隊長として戦闘や新兵の調練に従事する。目立たない容貌だが完成された判断力を持つ。
禁軍地方軍二十万の大攻勢時に、董万の攻撃を清風山を二竜山と分離させる事で長期間引き付け、二竜山の防衛成功と引き換えに戦死。秦明には無断の、解珍と示し合わせたうえでの行動だったが結果として二竜山全体は陥落を免れた。清風山に愛着を抱き、最期まで自分の山だと誇っていた。
『楊令伝』では新たに整備された拠点・洞庭山の山のひとつが、燕順にちなんで『錦毛山』と名づけられた。
鄭天寿（白面郎君）
将校。1077年生まれ。身長 - 170cm、体重 - 60kg。
（水滸伝）元清風山の叛徒。燕順・王英の弟分として闇塩ルートの防衛に従事した後に、梁山泊正規軍へ編入される。色白の優男だが男色を毛嫌いする。その理由は、少年期に金持ちの男色相手をさせられた事に起因する。ひとりだけでできる銀細工を好み、職人をしていた時期もある。両親に捨てられ、飢餓と病で弟を喪った過去を持ち（金持ちに囲われたのはその後）、楊令を弟のように大事にする。
祝家荘戦の緒戦で快勝した直後、高熱を出す楊令を救おうと崖に生えた薬草を採ろうとし、崖から滑り落ちて死亡。病が癒えた後、楊令はその薬草を肌身離さず持ち歩く。『楊令伝』においてもそれは変わらなかったが、経年によって薬草が粉々になっていたときは、入れ物の袋ごと爪で小さく裂き、水とともに飲み込んでいた。
周通（小覇王）
将校。1075年生まれ。身長 - 165cm、体重 - 60kg。
（水滸伝）元桃花山の賊徒。李忠と共に国家へ反感を抱きつつもくすぶっていた。楊志の妻、済仁美に横恋慕して彼女の店で暴れたところを武松に叩きのめされ、それがきっかけで梁山泊入りする。『楊令伝』で元部下の段景住に「下から見ても頼りなかった」と評されたが、楊志暗殺後の二竜山攻撃に対して指揮官としての重圧に押し潰されそうになるも、見事な指揮官振りを発揮。援軍到着まで桃花山を身を挺して守り、戦死した。
鄒潤（独角竜）
将校。1082年生まれ。身長 - 170cm、体重 - 65kg。
（水滸伝）元独竜岡の猟師で鄒淵の弟。祝家荘戦後に入山。喧嘩に勝つために頭突きを鍛えたので額に大きな瘤がある。暢気な性格だが、過去に扈三娘から「人間（の頭）ではない」と侮辱された（言った当人は忘れている）ことが心の傷となっている。二竜山陥落後は楊春と共に本隊と合流。
最終決戦にて前述の心の傷が原因で包囲された扈三娘の騎馬隊救出に行かず、敵の斥候隊を追ってしまい、その後林冲が扈三娘を救出、戦死したことを知り自責の念に駆られる。歩兵の指揮官として死に場所を求めて戦い、戦死。
『楊令伝』では童貫戦で扈三娘が戦死した際、鄒潤が扈三娘からの侮辱や林冲の死を気にしていたと杜興が回想している。
龔旺（花項虎）
将校。1084年生まれ。身長 - 175cm、体重 - 70kg。
（水滸伝）元は遼州の傭兵部隊将校で張清の部下。子供時代から付き合いのある張清を兄のように慕う。背中に虎の刺青があり、傭兵時代に友人の丁得孫とお互いの綽名を付け合った。野戦に才があるが篭城戦は性に合わない。二竜山を攻めてくる趙安に対し逆撃をかけるが、侵攻用に掘られていたトンネルを使った趙安軍の攻撃を受け、郝瑾と共に深傷を負う。生死の境をさまよう郝瑾に自らの命を譲ると言い残し死亡、郝瑾は命を繋ぐ。
『楊令伝』では李英の出奔時、呉用が李英への評価と重ね合わせる形で、龔旺は何かひとつ足りなかったために命を落としたと評した。また、郝瑾は龔旺が自分の中で半分生きていると言っていたことを楊令が明かしている。
曹正（操刀鬼）
兵站担当。1074年生まれ。身長 - 185cm、体重 - 100kg。
（水滸伝）密州の食堂・女郎屋の主人。反政府活動をしていた兄を役人（青蓮寺）に惨殺されたことを知った時、怒りで頭に血が上り、その痕跡が額に赤痣として残る。その際に盧俊義と出会い、その下で闇塩に関わる。楊志の二竜山制圧を助け、妓館で働かせていた済仁美と楊志の仲を取り持った。
後に流花寨・双頭山・梁山泊と全ての拠点の兵站を転々とし、最終決戦時には非戦闘員を受け入れるために揚州に拠点を移す。刃物遣いに長け、武術はもちろん、肉料理の腕前は秀逸（ソーセージのような肉を腸に詰めた料理を、二竜山の兵士に振舞った事もある）。
（楊令伝）洞庭山で新兵の調練に従事する。実戦経験は乏しく、李俊に不満を漏らすこともあったが祖永といった若手を育成した。調練指揮官の任を終えた後は交易品の管理を担当。自由市場が各地で開かれてからは南方への交易路を開拓した。
（岳飛伝）呉用の命を受け西夏との国境沿いにある交易の要衝、沙谷津において西域からの物資管理・差配を担当する。楊令の壮大な構想については理解を示しつつも、彼の幼少時を知る者として楊令に頭領としての重責を押し付けた事を悔やんでいる。江南への交易路を開拓した王貴や商隊の指揮を執る韓成らに交易を任せ、本寨へと戻る。聚義庁の首脳として活動し、金との講和成立後に沙谷津へ戻る。
蔣敬（神算子）
兵站担当。1077年生まれ。身長 - 165cm、体重 - 55kg。
（水滸伝） ‹章タイトル―第5巻第3章 商いと算術の力を活かし二竜山を発展させる› 元渭州の牢城の囚人。計算が得意だが身体的にひ弱なことがコンプレックス。喧嘩をして投獄された際に裴宣と知り合い、公孫勝救出作戦に協力。盧俊義の下で働いた後に、二竜山の兵站を担う。楊志が総隊長だった頃は、表向きに安丘で商館長を営んでいたため、顔を知られないために覆面をしていた。
痩せていて眼が大きく、尖った顎が特徴的。解珍といいコンビを組み、二竜山の物資調達能力を飛躍的に向上させた。最終決戦では本隊の兵站も担当する。
（楊令伝）引き続き兵站を担当。新寨完成後は梁山泊が支配する地域の商業も監督し、経済・価格統制などを行う。戦いに不向きというコンプレックスを現在も抱えているが、自身の役割に徹している。商売に関する税を売り上げの二割のみ役所に納め、その商品となる東西の交易品に関する物流を梁山泊が統制するという自由市場構想の立案者であり、北京大名府や青州の自由市場化を自身の戦と思い定める。
梁山泊が物流を支配することで外交的に他国を圧することが可能と考え、中原の各地で自由市場を開くことを進める。一方で武邑で膨大な物資の差配を担当し、商業・物流の活性化に尽力する。部下として配属された宣凱を厳しく扱うも、自分の後継者と思い定めていた。河水の氾濫による大洪水の中、物資を身を挺して守ろうとして濁流に呑み込まれ、死亡。
白勝（白日鼠）
梁山泊の養生所・薬方所の事務。後に二竜山の医師。1080年生まれ。身長 - 160cm、体重 - 55kg。
（水滸伝） ‹章タイトル―第2巻第5章 晁蓋らの生辰綱略奪に加わる› 元滄州の牢城の囚人。小柄で出っ歯。悪い盗み癖のある盗人だが、安道全とは兄弟のように親しい友人である。重病にかかり、林冲・安道全と脱獄するも死の淵に瀕する。吹雪の中で決行された安道全の手術で生還し、盗み癖も消える。志は特に持たないが、友との信義を大切に思っており、花栄からも一目置かれる。
入山後は梁山泊の養生所・薬方所の管理を行いながら安道全の元で医術を学び、一人前の医師に成長した。林冲が張藍の生存を餌にした青蓮寺の暗殺に遭いかけた時、魯達とともに救出に向かい、瀕死の林冲に昼夜付き添った。
二竜山に医師として赴任、その際に安道全から自分の手術の際に用いられた短刀を贈られる。二竜山陥落後は本隊で治療を担当する。
（楊令伝）引き続き、梁山泊の医療面を担う。病など内科関係は不得手だが、外科の腕前に優れている。林冲と安道全が自分より先に死んだ事に、やるせなさと理不尽さを感じている。兄弟子の文祥とは、意見の相違から対立することもある。
童貫戦の後は武邑に設立された診療所に赴任。武邑が大洪水で壊滅した後は梁山泊の本寨に戻る。
（岳飛伝）湖寨のころからの最古参のメンバー。梁山泊の行く末についてはこれ以上怪我人を見たくないという理由で、解散するべきと考えている。金との講和後に衰弱し養生所へ運ばれる。寝たきりの状態で林冲・安道全と話し続け、ひっそりと息を引き取った。

#### 双頭山
梁山泊の北に位置する拠点。春風山・秋風山の二山とその間に建てられた本営で構成され、本営が陥落しても二山に篭城することで長期戦が可能。北京大名府への牽制や闇塩の道の防衛などの役割を担っている。
朱仝（美髯公）
総隊長。1073年生まれ。身長 - 205cm、体重 - 110kg。
（水滸伝）元鄆城の騎兵将校で、更に以前は禁軍に所属していた。雷横の仲介で宋江と知り合う。宋江が閻婆惜殺しの嫌疑を受けた時、実際に閻婆惜を殺した宋清とともに北へ逃亡する。雷横と北の拠点として、春風山（しゅんぷうざん）・秋風山（しゅうふうざん）の二山を統合した双頭山（そうとうざん）を築く。2mを超える長身で、梁山泊でも群を抜く偉丈夫。
三国志の関羽に憧れて長い顎鬚をたくわえていたが、雷横の死後短く刈り込んだ。規律を重んじるため、型破りな李逵やスタンドプレーの多い鄧飛とは犬猿の仲で、特に李逵とは互いに武器を向け合うことすらあった（『楊令伝』で鮑旭が、朱仝と李逵の争いが起きた際は間に入り止めるようにと宋江に言われたことを回想している）。
董万の奇襲を受け双頭山が崩壊した際には春風山を守り、致命傷を負いながらも超人的な戦いを続けて援軍到着まで持ちこたえ、林冲・秦明に別れを告げて戦場に散った。
『楊令伝』においても朱仝の死は伝説的なエピソードとして伝えられている。鮑旭は朱仝の様に戦って死ぬことに憧憬を抱き、張俊に双頭山を包囲された際に岑諒を守るため獅子奮迅の戦いを繰り広げ、壮絶な最期を遂げた。
雷横（挿翅虎）
総隊長。1073年生まれ。身長 - 170cm、体重 - 75kg。
（水滸伝）元鄆城の歩兵将校。顎鬚を短く刈り込み、酒に強い。親分肌で部下に慕われる。当初から宋江の同士だった数少ない人物。宋江が人殺しの嫌疑で追われたあと自分も軍を脱走し、先に逃げていた朱仝・宋清と滄州で合流。自分たちが建設した双頭山の総隊長を務める。性格の違いからか朱仝とは違い、鄧飛のことは持て余しつつも嫌ってはいなかった。
大原府付近の山中で宋江が官軍に包囲された際、獅子奮迅の働きをして宋江を救い、力尽きる。その際、雷横を討った部隊は彼に敬意を表した。また、直前まで行動を共にした陶宗旺は雷横の最期を見届け、強烈な思い出として目に焼き付けた。
『楊令伝』においてもその死に様は若手の将校たちの語り草となっている。童貫戦で花飛麟たちから雷横の最期を聞かれた際、陶宗旺は無言で涙を流した。
董平（双槍将）
総隊長。1080年生まれ。身長 - 180cm、体重 - 80kg。
（水滸伝）元東平府の将校。童貫が視察に訪れた際に上官の鄷美が禁軍へ登用され、自身は選ばれなかった過去がある。横恋慕してきた高官の娘を振ったために投獄されたが、魯達の計略により脱獄し梁山泊に加わる。入山と同時に本隊総隊長を務め、朱仝の戦死後に双頭山へ異動する。
綽名が示すように両手に短槍を持ち、馬上で自在に振り回して戦う。主に野戦を得意としており、徐寧が考案した長槍隊を運用する。童貫軍の攻撃に際して野戦で迎撃、かつての上官だった鄷美と寡兵で互角の戦いを繰り広げるも、最後は童貫の直接攻撃を受け、童貫自身の手で討ち取られる。
『楊令伝』で東平府が斉の都となり、武松と羅辰が偵察に赴いた際に武松が董平の脱獄劇を語った。また、粘りと切れ味の両方を持つ指揮官だったが、童貫戦では切れ味がおかしな形で出たために死んだとも回想している。
李忠（打虎将）
副官。1068年生まれ。身長 - 170cm、体重 - 65kg。
（水滸伝）元桃花山の賊徒。武術の腕が中途半端で職にも就けず、腐敗した世の中に不満を抱えながらも自らの弱さを理由に怯えていた。入山後は人間的に成長し、副官として兵たちのまとめ役となる。本隊を経て祝家荘戦後に双頭山へ異動。呼延灼戦で重傷を負い、双頭山に戻ってくると守備隊長に任じられる。
後に戦傷で片足を失うが、朱仝には副官として信頼され続けた。董万の奇襲時には秋風山に篭り、董万の姦計に苦慮しながらも奮戦して戦死。原典と同じく史進に棒術を教えているが、史進との絡みは一切ない。
『楊令伝』では南宋との決戦を前にして副官の役目を不安に思う党厳に、李忠の元部下だった鄧広が董万戦での奮戦ぶりを語っている。
鮑旭（喪門神）
将校。1079年生まれ。身長 - 170cm、体重 - 65kg。
（水滸伝）元盗人。幼くして役人により両親を失い、盗みや殺人などを繰り返す追い剥ぎとなって生き延びる。そのため、倫理や道徳が欠落したまま成長し野獣のように荒んでいた。行きずりの魯智深を襲って返り討ちにあったのがきっかけで王進に預けられる。王進の下で人間として生まれ変わり、完全に更生した後に梁山泊へ入山。
天稟の能力は持たないが、修行と実戦で培った経験で安定した働きを見せる名将へと成長していく。双頭山では劣勢に陥っても粘り強く戦い、陥落後は本隊に編入され、歩兵を率いて最終決戦に臨んだ。北方版で最もキャラクターが変更された人物の代表格である。
（楊令伝）呼延灼の下で将校を務めた後に新兵の調練を担当し、梁山泊再興後は一軍を率いる。前作同様に堅実で冷静な指揮を執るが、母と慕った王母の死を知ったときは一人号泣した。童貫戦後の再編で一万二千の軍を指揮するが、病に侵され退役を決意する。
退役が迫り留守役として双頭山の警備に当たっていたが、張俊の奇襲を受ける。負傷した岑諒を助けるべく一人で敵軍と対峙、朱仝を髣髴とさせる超人的な活躍で岑諒を助け、最期は全身に矢を受けて散る。その死に様は敵将の張俊に強い感銘を与えた。なお宣賛の調べでは、鮑旭軍は梁山泊軍で最も部下の損害が少なかった。
孫立（病尉遅）
将校。1074年生まれ。身長 - 180cm、体重 - 85kg。
（水滸伝）元登州軍の将校。本作では、解珍の甥で解宝の従弟という設定。原典同様に祝家荘戦で梁山泊に加わるが、その経緯は変更されている。解珍・解宝と内部攪乱を担当し、欒廷玉を討ち取った。原典では鉄鞭の遣い手だが、本作では専ら剣か槍を遣い、鞭は予備の武器としている。
登州軍以外にも彼の名は知れ渡っており、彼の姿を見とめた敵軍が後退していったこともある。義弟にあたる楽和の歌を進んで聴こうとはしないが、悪くは思っていないようである。顔色が黄色い以外に特徴は無く、堅実な指揮官だが楽和の姉である妻・楽大娘子に心底惚れ込んでおり、頭が上がらない。
梁山泊を裏切った妻を自らの手で斬った後は、野戦での死を望むようになり、鄷美との野戦で戦死した。
『楊令伝』で、呉用は孫立に楽大娘子の殺害を命じたことと殺害後の彼の変化を思い出している。また、今なら孫立に気づかれないよう致死軍に命じたとも振り返っている。
楽和（鉄叫子）
将校。1078年生まれ。身長 - 170cm、体重 - 60kg。
（水滸伝）孫立の義弟。両親を喪ってからは姉の楽大娘子が母親代わりだった。武術もこなす美男子だがトラブルに巻き込まれたため、孫立達と共に祝家荘と交戦中の梁山泊に参加する。祝家荘戦の最終局面では、歌で攻撃の合図を知らせた。
本隊を経て双頭山に配属。天性の唄声を持ち、唄で兵たちの心を癒す。禁軍地方軍二十万の攻撃時に宋清が集めてきた兵糧を守って戦死。死の間際に、馬麟の笛と合わせて絶唱した。
『楊令伝』では童貫戦の最中に張清、馬麟たちの死を受けて史進が楽和を話題にしている。将校としての力量はごく標準で、特に強いという訳でもなかったが唄だけでも楽和のことを認めていたと、楊令に語った。作者との対談企画『やつら』第3回の相手として登場、唄が戦場には必要ないと考えたが、今は唄があってよかったと語っている。
宋清（鉄扇子）
兵站担当。1070年生まれ。身長 -165 cm、体重 - 60kg。
（水滸伝）元宋家村の保正で、宋江の弟。柴進の部下・鄧礼華と愛し合うが、誤解と行き違いから死別する。その後は朱仝・雷横と共に双頭山の旗揚げに参加、兵站を担当する。鄧礼華の代わりに戦っているので、宋清自身は志を持たない。
宋江の弟として特別扱いされることを嫌い、またある意味で発端というべき兄へ愛憎入り混じった感情を抱く。穏やかで慎重な性格だが、それが逆に出ると、宋江にも手に負えないところがある。禁軍地方軍二十万の攻撃時に野戦を続ける董平軍のために、必死で兵糧を集めるが宋軍の攻撃を受け負傷、楽和の救援を受けるも息を引き取る。
（楊令伝） ‹章タイトル―第2巻第5章 孟康が宋清の思い出を杜興らに語る› 『楊令伝』では双頭山時代にコンビを組んでいた孟康が、宋清は自分の命よりも物資を大事にしていたこと、愛した女のために戦っていたが孟康に詳しいことを話さないまま死んでいったことを回想している。

#### 流花寨
祝家荘戦の後、梁山湖に繋がる五丈河の沿岸に建設された寨。梁山泊の防衛と同時に宋の首都、開封府攻撃の拠点も兼ねる。そのため、建設を推し進めた呉用が特に拘りをみせる。花栄と朱武が地形を考慮して構築した防衛線で守られているが、戦略的価値の重要性から宋軍の執拗な攻撃を受ける。
花栄（小李広）
総隊長。1071年生まれ。身長 - 175cm、体重 - 75kg。
（水滸伝）元青州軍の将校で、秦明の副官。古くからの宋江の同志であり、軍人の立場を利用して反政府活動の便宜を図っていた。秦明のオルグにも関わるが上官として慕っていたため、その説得には細心の注意を払った。梁山泊加入後も二竜山で秦明の副官を務めていたが、完成した流花寨（りゅうかさい）の総隊長に就任する。
髭の無い美男子で、原典同様に弓の名手。岩を射抜いた際には穆春に手品と疑われたほど。生真面目で堅苦しいところもあるが、部下への思いやりがあるため、同僚や兵士からも好かれている。指揮官としての自分に不安を抱いていたが、二十万一斉侵攻の際に強弓で敵将を討ち取ったことで迷いを振り切った。
最終決戦における趙安の流花寨攻撃で流花寨が壊滅した後、趙安に一矢返そうとするが弓矢が尽き、魏定国と共に趙安に斬りこみ重傷を与える。さらにその手で趙安の首を絞める執念を見せるも討ち取るには至らず、無念の戦死を遂げる。青州に妻子を残しており、息子の花飛麟に「十五歳になったら軍に加える」と約束していたが、それを果たすことはできなかった。
『楊令伝』で遺児の花飛麟が本格的に登場、父親に匹敵する弓の腕を見せる。花栄は息子に手紙で様々なことを教えていた。また、史進は花栄が流花寨の指揮官を務めてから資質を全開にしたと回想し、流花寨で部下を務めた陶宗旺は花栄の言葉がきっかけで自分の技を他人に伝えるようになったと花飛麟に語っている。
朱武（神機軍師）
軍師。1070年生まれ。身長 - 160cm、体重 - 55kg。
（水滸伝）元少華山の賊徒で、陳達・楊春の兄貴分。冷静沈着な性格で体格は小柄で華奢。腕っ節よりも知略が得意。労働の賃金を誤魔化されたため役人を殺し、弟分たちと逃げ込んだ少華山で非道を働いていた賊徒の頭目たちを殺害、首領となった経緯がある。原典同様に史進と出会い、彼を少華山の頭目として迎える。史進が子午山で修業中は弟分たちと共に留守を預かっていた。
梁山泊入山後は呉用の補佐を行い、流花寨の完成と同時に軍師として花栄を補佐する。戦術レベルでの作戦立案・戦況把握に優れ、李俊や童猛ら水軍との連携にも腐心、心身をすり減らしながら激戦が続く流花寨の防御に尽力する。禁軍・地方軍二十万一斉侵攻の最後に、勅命を無視した宿元景の捨て身の突撃を迎え撃ち戦死。
『楊令伝』において呉用が方臘の幕僚として叛乱に加わった際、周囲の評価に押される形で自分の夢だった流花寨の軍師を朱武に任せたことを振り返り、自分が頭でしか戦を考えていないことを再認識している。
孔明（毛頭星）
副官。1077年生まれ。身長 - 185cm、体重 - 80kg。
（水滸伝）元青州軍の下級将校で花栄の部下。孔亮の兄。長身で顔に鋭利な傷がある強面だが、性格は温厚で部下からの信頼も厚い。また、放浪中の郭盛を拾って青州軍に加えた過去がある。花栄の命で生辰綱強奪の際に兄弟で楊志を騙し、梁山泊へ入山。その後は二竜山・梁山泊・双頭山の将校を務める。二竜山で楊志と再会した際は、騙されたことに怒る彼に自身の反国家思想を語り、怒りを鎮めさせた。流花寨の完成後は副官として花栄の補佐を勤める。
童猛と連携して宋水軍の巨大造船所を奇襲した際に部下を逃がすために踏みとどまり、船の火災に巻き込まれて戦死。火達磨になりながら、味方に向かって退却を指示して倒れるという壮絶な死に様を見せた。
『楊令伝』では双頭山駐屯中に郭盛が双頭山ゆかりの将校として話題に挙げ、顔以外は目立たなかったが秦明や花栄に認められていたこと、部下思いのために命を落としたことを呼延凌や部下たちに語っている。
陶宗旺（九尾亀）
将校、工兵隊隊長。1083年生まれ。身長 - 180cm、体重 - 90kg。
（水滸伝）元農夫。放浪する宋江たちが家に宿泊した際に、学問を教わったことで搾取される現状を知り、反国家思想を抱く。母親が親類の下へ移ったのを契機に宋江一行に加わる。のっそりした外見と物言いだが、洞察力や注意力に優れる。棚田を広げるために考えた石積み作りを得意とし、大原府近郊で宋江一行が官軍に包囲されたときは、山中にしかけた多くの石積みの罠で敵に大打撃を与える。また大原府近郊の戦いでは雷横の死をただ一人目撃し、その最期を強烈に記憶する。
入山後も各寨に石積みを作らせ、工兵部隊を設立した。流花寨完成後は将校として配属され、寨の建設・修繕以外に戦闘部隊の指揮も担当する。流花寨陥落後は本隊に参加、宋江隊の隊長を務める。
（楊令伝）引き続き工兵隊を指揮。洞宮山や新生梁山泊など各拠点の建設に従事する。前作とは異なり戦闘に直接参加をすることは無いが、道路の舗装や土塁の設営など戦闘部隊の支援を行う事も多い。解珍の秘伝のタレのレシピを受け継いでおり、手製のタレを持ち歩いている。相変わらず鷹揚な性格だが雷横の死には未だに憧れと後悔を抱く。
物語終盤で河水の水量異常から大洪水の危険性をいち早く察知。対策として各地に石積みを築くが構築中に鉄砲水に遭い、作業中の石積みから離れなかったために呑み込まれて死亡する。『岳飛伝』でも工兵隊が領内の水抜きで活躍したほか、元部下の馬礼が秦容の南方開拓に参加し工兵隊の技術を駆使して用水路などの建設を担当する。
魏定国（神火将）
将校。1079年生まれ。身長 - 185cm、体重 - 95kg。
（水滸伝）元雄州軍の将校で、関勝の部下。関勝には畏怖に近い思いを抱いていた。雄州軍の頃から同僚だった単廷珪とは親友。粗野で単純な性格だが、曲がったことを許さない。城郭で騒ぎを起こした魯達を捕縛するが、獄中で囚人を扇動する彼に興味を抱き、結果的に魯達と関勝を引き合わせる。思想信条ではなく関勝を慕い、梁山泊に入山。
細かい事に凝る癖があり、官軍時代に火薬を利用した火矢・瓢箪矢（ひょうたんや）を発明した。瓢箪矢自体は威力が小さいため、そのまま実戦には使いにくかったが（関勝や宣賛には惜しいと言われた）、凌振の砲弾など様々な兵器開発に活用される。凌振の砲弾開発に翻弄されるが、自身も乗り気だった。流花寨陥落時に花栄に殉じて戦死。凌振は最終決戦でようやく完成した『瓢箪弾』を発射しながら彼の死に涙した。
『楊令伝』では趙安との決戦前夜、花栄の死に関連して魏定国の最期を呼延灼が花飛麟に語った。なお、瓢箪矢は楊令伝でも奇襲作戦などで用いられ、『岳飛伝』では火薬の容器を改良したものが水軍で使用された。
欧鵬（摩雲金翅）
将校、中隊を指揮。1082年生まれ。身長 - 180cm、体重 - 85kg。
（水滸伝）元長江守備隊の兵士。鉄槍による頭上への空中殺法が得意技。嫉妬に駆られて上官を殺害し盗賊になる。自分の心の醜さを否定し続けていたが、旅の宋江一行と出会って改心、旅の供に加わる。公式サイトでは「馬麟と気が合う」と記されていたが、実際にはむしろ兄貴分と慕っていた李逵と仲が良かった。
入山後は本隊を経て流花寨に配属され、呂方や魏定国と共に戦う。禁軍・地方軍二十万一斉侵攻における宿元景の攻撃で致命傷を負いながらも意気揚々と引き揚げ、強弓を引く花栄を盾で守りつつ息を引き取った。
『楊令伝』で甥の欧元が登場。彼の父（欧鵬の兄）に欧鵬の戦死を伝えた宋江の手紙を携えて楊令の前に現れ、従者として迎え入れられる。
呂方（小温侯）
将校、中隊を指揮。1086年生まれ。身長 - 173cm、体重 - 62kg。
（水滸伝）官軍の将軍・呂栄の息子。父が無実の罪を着せられ自害。母親も困窮により失い、復讐のため各地を放浪する。やがて父の知己だった索超と行動を共にし、偶然にも林冲の危機を救ったことから梁山泊に加わる。幼い頃から予知のような力を備えており、奇襲の察知に長けている。だが父親の影響から自分の特殊な力を封じようとする。戦闘ではやや興奮ぎみ。原典同様に方天戟が得物で柄を赤く塗っている。
童貫戦の最中に同じ獲物を遣う郭盛と立ち合い、お互いの綽名を決める。流花寨を離れて、解珍・郭盛と新兵の募集を担当した後に本隊へ参加。最終決戦でも予知で夜襲を察知するなど活躍したが、童貫の攻撃から宋江を身を挺して守って戦死する。
『楊令伝』で郭盛は呂方と同じように方天戟の柄を赤く塗っている。方天戟の腕前については呂方に天稟が有り、郭盛の努力を知っていたために手加減してくれたのではないかと考えていた。
郭盛（賽仁貴）
将校。1086年生まれ。身長 - 175cm、体重 - 60kg。
（水滸伝）元青州軍の兵士で、秦明の従者。病の母を見捨てたならず者の父に反抗し、放浪生活を送っていたとき、孔明に拾われ青州軍に入る。二竜山、本隊を経て流花寨将校となる。二竜山時代には幼い楊令と武術や学問を教えあった事もあり、楊令の大将としての器量を察し、楊令の部下として戦うことを夢見る。楊令が高熱を発した時は、軍令違反をしてまで傍にいようとした。また、楊令の子午山行きにも同行を志願したが秦明に却下された。
柄に小旗をつけた方天戟を得物とし、同じく方天戟を得物にする呂方とは親友であると同時に意識しあう関係にある。聚義庁に名札を持つ人物の中では最も若い世代の一人。最終決戦では呼延灼の下で騎馬隊を指揮、負傷しながらも生き残る。
（楊令伝）調練担当、後に新兵を集めた歩兵部隊を率いる。童貫戦では本寨の防衛を担当する予定だったが、全軍で野戦に参加する（なお彼が率いる一万五千の兵力は最大規模の部隊だった）。多数が新兵の大部隊を上級将校無しで一人で掌握、指揮するなどその統率力は極めて高い。最終局面では一万もの犠牲を出しながらも戦場の中央に留まり続け、童貫軍の動きを封じ込め続けた。童貫戦後の改編で史進に並ぶ軍の重鎮となり、歩兵軍三万（鮑旭の死後は四万）という最大規模の軍を率いる。南宋軍との決戦では戦場の中央に陣取り、重傷を負いながらも劉光世を抑え続けた。そして史進に支えられながら追撃命令を出し、息絶える。
李立（催命判官）
兵站担当。1078年生まれ。身長 - 170cm、体重 - 60kg。
（水滸伝）李俊の弟分（同姓だが血の繋がった兄弟ではない）。元は掲陽鎮の街道で飲食店（李俊が行う闇塩の密売に関わっている）を営んでいた。闇商売に関わっていたので鋭い人物眼を持つ。李俊達と共に梁山泊入りしてからは、二竜山を経て流花寨の兵站を担当する。
夫を喪った顧大嫂と孫二娘の宴会に巻き込まれ、阮小七と共に酔い潰された事もある。綽名は秦明に付けられたが、意味は理解していない。僅かな不正でも決して許さない厳しさを持ち、不正を働いた盛栄の左手首を落とした。入山以前からの妻がいるが、登場せずその存在のみが語られた程度である。
（楊令伝）引き続き兵站を担当。主に本隊への補給と交易を担当し、河北と江南を行き来する。志とは無縁だが、李俊や死んだ友達のために働き続ける。前作で放逐した元部下の盛栄と再会、彼と梁山泊との繋ぎ役となる。童貫戦後も孟康とともに本隊の兵站を担当する。自由市場の開始後は物資の流通に関わる。
（岳飛伝）引き続き孟康と共に軍の兵站を担当。高齢ではあるが、孟康同様に兵站部隊の将軍格という扱いのため退役できずにいる。盛栄の死に際しては手首を落としたことへの礼を綴った手紙を受け取った。金との講和成立後は金や南宋の各地に秘密の補給拠点を用意する。

#### 致死軍・飛竜軍
公孫勝が梁山泊旗揚げ直前に組織した特殊部隊。急峻な崖や山野・急流といった活動困難な場所でも行動し、奇襲・かく乱などを担当する。所属するには身体能力に加えて、拷問といった汚れ仕事に耐えうるだけの精神力も要求される。後に青蓮寺の追求が厳しくなったため、闇塩の道防衛を専任とする飛竜軍が設立される。なお、致死軍の名称は北方作品である「三国志」から採られている。
公孫勝（入雲竜）
致死軍総隊長。1073年生まれ。身長 - 170cm、体重 - 65kg。
（水滸伝） ‹章タイトル―第2巻第4章 致死軍が結成される› 元河水の叛徒で、独自に反政府活動を行い地下牢に囚われていた。入獄前に会話を交わした宋江がその経歴に目をつけたことがきっかけで救出される。二年間を闇の牢で過ごし、その間も体を鍛え続けたため身体能力は高く、中でも三半規管は異常に優れている。また、変装の名人で回を重ねるごとに上手になり、部下も見分けがつかない程である。
梁山泊設立と前後して特殊部隊・致死軍（ちしぐん）を設立。総隊長として活動する。部隊の性質上、破壊工作や暗殺など裏方に徹することが多く、青蓮寺と暗闘を繰り広げる。強い反国家思想の持ち主だが、その動機や過去は誰にも語ったことが無い(高廉との決戦後、林冲と馬麟に自身の過去を打ち明けている。その出自は鉱山技師の息子。十四歳の時に鉱山を管轄する役人の不正を糾弾しようとした両親と共に廃坑に閉じ込められたが、両親の屍肉を食らいながら廃坑から脱出、役人に復讐を果たした。その後、死ぬために山中をさまよい、倒れたところを老人に助けられ、老人の庵にて武術などを学んだ。)。
病的に白い肌と色素の薄い瞳を持ち、その不気味な雰囲気とシニカルな性格ゆえ、彼をよく知る人以外からはあまり好かれていない。林冲とはいつも喧嘩しているが、実際にはお互いをよく認め合っている無二の親友である（彼が死んだ際には、ただ一度だけ涙を流した）。高廉率いる闇軍との決戦時に負傷したため、一時は戴宗に致死軍の指揮を預けた。
最終決戦時は開封府で撹乱を図るが李富に押さえ込まれる。陥落寸前の梁山泊に駆けつけ、死に臨む宋江・呉用らの意思を汲んで燕青・張清・武松たちと脱出する。
（楊令伝）致死軍・飛竜軍の残存戦力を率いて青蓮寺の残党狩りと戦い続ける。新生梁山泊設立後は、楊令の言葉もあって侯真に致死軍を譲り、自身は武松・喬道清と金や西夏に対する特殊工作を担当する。梁山泊復活まで、かつての部下が全員戦死し、自分一人だけが生き残った事に無常感を抱く。また、ほぼ全ての任務について次の世代に引き継ぎを完了している。
呉用の意を受け、無駄と知りつつ岳飛に梁山泊との共闘を説くも、結局失敗に終わる。呉用と共に李富暗殺を完遂したが呉用を庇ったさいに重傷を負い、その傷がもとで死亡。その気になれば助かる傷であったが、あえて死を選んだ。死の間際に夢がかなうところを見たくないということ、呉用はこれからも生きて孤独に苦しむべきであることを語った。
劉唐（赤髪鬼）
致死軍隊長、後に飛竜軍総隊長。1077年生まれ。身長 - 180cm、体重 - 80kg。
（水滸伝） ‹章タイトル―第2巻第6章 致死軍に加わる› 元河水の叛徒。梁山泊入山前から、公孫勝の下で反政府活動を行い、彼の入獄後も各拠点を護り続けていた。当初は致死軍で公孫勝の補佐を行い、清風山の二竜山統合後は、梁山泊の闇塩を守るために特殊部隊・飛竜軍（ひりゅうぐん）を設立する。赤い髪と筋骨隆々の体格が特徴。公孫勝とは対照的に明るい性格で、仲間から親しまれる。
自らが審査したにもかかわらず史文恭の接近を許し、晁蓋を暗殺されたことに責任を感じる。後に済州で執拗な追跡の末に史文恭を殺害したが柴進たちを死なせてしまい、最初から敵わなかったという敗北感を抱く。高廉との決戦時に公孫勝を身を挺して守り、戦死。だが決戦直前に高廉と他の軍の連携を懸念し、林冲へ救援を要請していたことが公孫勝らを救うことになる。
『楊令伝』では楊令が軻輔を守って部下が身代わりになって死んだ姿を劉唐の最期と重ね見ている。また拷問について蘇端と会話した際に、劉唐が拷問を嫌っていたことを語っている。
楊雄（病関索）
致死軍隊長。1077年生まれ。身長 - 170cm、体重 - 65kg。
（水滸伝）元河水の叛徒。劉唐・石秀と共に公孫勝に従い梁山泊に入山。設立当初から致死軍隊長職を務める。決して目立たず裏方に徹するが、心の底では史進達のように雄々しく戦う事に憧れを抱いている。公孫勝はその想いに気づいていたが、致死軍から外す事はしなかった。顔色が黄色い以外に特徴は無く、字も読めない。綽名は劉唐が命名したが、楊雄本人は適当に付けられたと思っている。最終決戦の最中に決行された開封府奇襲作戦で戦死。
公式サイトでは「腕が立つかも、はっきりとは分からない」と記されていたが、『楊令伝』における公孫勝の台詞で腕は立つことが明かされた。また公孫勝は黙々となすべきことを行う穆凌が楊雄と似ていると評した。
孔亮（独火星）
致死軍隊長。1079年生まれ。身長 - 170cm、体重 - 65kg。
（水滸伝）元青州軍の兵士で、孔明の弟。官軍時代は花栄の部下として反政府活動に関与する。兄とは正反対に美男子だが酷薄な性格。入山直後に石秀と入れ代わりで致死軍へ配属される。敵であれば女子供でも容赦しないが、人妻に告白できなかったという繊細な面もある。田虎戦では魯達の指揮下で行動、張清が梁山泊に同心する裏工作を担当する。
高廉率いる闇の軍との決戦にも生き残ったが、燕青の依頼で係った呂牛拉致作戦を成功させるも戦死する。最期は特殊任務に明け暮れた人生と、致死軍が宋という国を恐れさせたことに満足していた。
『楊令伝』では公孫勝が史進たちに羅辰を紹介した際、孔亮の事を「あれこそが致死軍の兵だった」と語っている。
樊瑞（混世魔王）
致死軍隊長。1074年生まれ。身長 - 170cm、体重 - 70kg。
（水滸伝）元博州の村の私兵隊長。国家について考えるなど生真面目なところがある。親友の項充・李袞と共に梁山泊へ入山。本隊の将校を務めるが、呼延灼戦で李袞が目の前で命を落とした事がきっかけで、「生と死の境目」を知る事にこだわり始める。そこに注目した公孫勝によって致死軍へスカウトされ、暗殺者として活動する。暗殺以外にも必要とあれば肉を切り開き骨を削るなどの拷問を行う。また、魯達と関勝が董平の脱獄を賭けて勝負した際は、魯達の命で脱獄工作を担当した。
やがて暗殺を重ねるたびに暗殺は生と死の境目に立つことだと考えるようになる。開封府に潜入し単独で袁明の暗殺を謀るも、洪清の体術に阻まれて失敗、候健によって逃がされるも致命傷を負う。梁山泊の療養所に運ばれて三日後に息を引き取るが、死ぬ直前まで生と死について考え続けた。
『楊令伝』では、樊瑞を暗殺者にしたことを考え込むようになった公孫勝が「樊瑞になればいい」という楊令の言葉を受け、暗殺者としての任務も担当するようになる。
王英（矮脚虎）
飛竜軍隊長。1076年生まれ。身長 - 149cm、体重 - 59kg。
（水滸伝）清風山の叛徒で燕順・鄭天寿の兄弟分。叛徒を装いつつ盧俊義の闇塩ルートを守り続けていた。清風山が二竜山に組み込まれた際に、新設された飛竜軍に参加する。闇塩の道防衛に活躍し、燕青の盧俊義救出時にはこれをサポートした。タイミングよく活躍するなど要領が良さそうに見られるが、そのために綿密な準備を行う慎重さを持つ。
原典と同じく女好き・小柄で、梁山泊に加わった扈三娘に思いを寄せて結婚する。しかし、以前から囲っていた遊技の女・白寿とも関係を続けていたことが災いして、呂牛の謀略で白寿と会っていたところを扈三娘に踏み込まれ、命からがら逃げ出す羽目に遭ってしまう。その後も飛竜軍の任務を続けていたが、童貫との最終決戦に駆けつけた際、扈三娘を庇って戦死。なお死の直前まで直接梁山泊には戻っておらず、扈三娘や生まれた子供とも顔を合わせていなかった。
『楊令伝』で扈三娘・白寿との間にもうけた息子、王貴・王清が登場。王貴は扈三娘の顔立ちの良さと同時に王英の短足を受け継いでいる。白勝は王英が燕順・鄭天寿以外の人間とは親しくしていなかったことを蘇端に語っている。
鄧飛（火眼狻猊）
飛竜軍隊長。1079年生まれ。身長 - 170cm、体重 - 60kg。
（水滸伝）元飲馬川の盗賊で、鎖鎌の遣い手。母親が女真族だったため女真の言葉を話せる。宋と遼の国境周辺で暴れまわっていたが、魯智深と出会い感銘を受ける。その後、女真族との交渉に向かったまま行方不明となった魯智深を単身で救出、梁山泊に入山する。救出の際に不眠不休で舟を漕いだために潮風で目が充血し、赤い眼のままとなる。
双頭山に配属されるも、大きな事を成し遂げたいという思いから周囲と衝突が多かったが、劉唐が飛竜軍にスカウトする。弟分の楊林と二人で柴進と燕青を高唐州から救出する際、城壁を手で掘り穴を開けるという驚異的な手段で2人を脱出させる。だが脱出の際に崩れてきた城壁を支え続けるも押しつぶされて圧死、その最期は楊林の目に焼き付けられた。得物の鎖鎌は燕青が回収し、楊林に渡される。
『楊令伝』において燕青は武松・候真と共に楊令探索の旅をしていた際に、鄧飛が魯智深を救出した城郭を訪れている。また燕青は自身も高唐州で鄧飛に助けられたことを候真に語っている。
楊林（錦豹子）
飛竜軍隊長。1083年生まれ。身長 - 170cm、体重 - 55kg。
（水滸伝）元飲馬川の盗賊で当初は鄧飛直属の部下だった。鄧飛を兄貴と呼んで慕い、共に高唐州での柴進と燕青の救出任務を遂行。鄧飛の死後はその後任として飛竜軍の指揮官に昇格する。高唐州において危険が迫っているにもかかわらず闇塩の銀に拘ったことと、鄧飛戦死時の反応が原因で柴進を嫌っている。名も無く死ぬ事に納得しており、堅実な仕事ぶりで貢献する。公孫勝には及ばないが夜目が利き、自身では豹の目だと思っていた。
高廉率いる闇の軍との決戦時に、鄧飛が遺した鎖鎌を武器に奮戦した後、戦死。現実的かつノンポリな性格、梁山泊の掲げる志とも無縁だったが、死んでいった仲間達への想いがその戦いを継続させた。
『楊令伝』では、孟康が呼延凌の軍と共に高唐州の近くを通った際に、鄧飛と楊林が柴進と燕青を救出したこと、楊林が形見も残さずに死んだのでせめて自分だけでも憶えておくことを呼延凌に語っている。

#### 闇塩担当
梁山泊は独自の糧道を確保している点で他の賊徒たちと決定的に異なる。その最大の糧道が闇塩の道である。塩を国家が専売するよりも安い値段で大量に流通させることで莫大な資金を梁山泊にもたらし、宋との長期的な戦いを可能としている。だが闇塩は重罪であり、さらには青蓮寺の執拗な捜査・追跡を受けるため任務には非常に危険が伴う。闇塩の道は複数の道が存在し、時がたつにつれて道の潰す・開くを行うため、全貌を知る者は元締めのみである。また闇塩については機密事項であり、頭領の晁蓋・宋江でさえ殆ど知らされていない。
盧俊義（玉麒麟）
闇塩の統轄担当、後に副頭領。1061年生まれ。身長 - 198cm、体重 - 130kg。
（水滸伝） ‹章タイトル―第1巻第1章 盧俊義自身は登場せず› 表の顔は北京大名府の大商人。真の顔は重罪として禁じられている闇塩の密造・密売を手がける元締めである。昔から（少なくとも燕青が盧俊義に買い取られた時点で）闇塩の道を開いており、晁蓋の同志として来るべき蜂起のための軍資金を蓄えていた。梁山泊設立後も闇塩の元締めとして資金源を確保する。そのネットワークは膨大かつ緻密であり、全貌を把握する唯一の人物でもある。
底知れない圧倒感と国家に対する強い憎悪の持ち主。晁蓋が死んだ際は一時憔悴していたが、より積極的な面を見せるようになる。青蓮寺に正体が発覚して捕らえられるも燕青に救出され、そのまま梁山泊へ入山、副頭領的な立場で宋江達の相談役も務めるようになる。捕縛時に沈機から受けた拷問が原因で心身が衰弱し、死期が近いことを悟る。自らの命を交渉材料にした偽装和平工作を成功させた後に兵たちに別れの演説を行い、死亡。遺体は梁山湖に葬られた。
従者の燕青に全幅の信頼を寄せ、自身の後継者として闇塩の全てを伝授、そして死の間際に我が子と呼んだ。謎めいた過去と、ある秘密（明確な時期は不明だが、二十四、二十五歳以前に役人以外の誰かによって、男根だけを切り落とされるという腐刑を受けている）を有しており、過去については遂に語られる事はなかった。
盧俊義が蓄えた闇塩の銀は大甕百個分という膨大な物だった。梁山泊陥落前に梁山湖に隠された銀を燕青や李俊たちが回収するところから『楊令伝』の物語が始まる。燕青は盧俊義の死後、彼を父と呼んでいる。また李富は盧俊義を取り逃がしたことで宋という国家が回復不能な病に陥ったと振り返っている。
（楊令伝） ‹章タイトル―第1巻第1章 盧俊義の塩の道によって蓄えられた銀を、燕青らが引き揚げる›
燕青（浪子）
闇塩の管理・流通担当。1079年生まれ。身長 - 170cm、体重 - 60kg。
（水滸伝）盧俊義の従者で、護衛も務める美青年。彼の秘密を知る数少ない人物で、幼い頃は実の父親と思われる男と旅をし、古着の行商をしていたが、男が病に侵され動けなくなったために盧俊義に売られることとなった。以来、彼を父と思い定め忠誠を尽くす。その献身ぶりから周囲からは男色の関係と思われているが、盧俊義の体の秘密をカモフラージュできるため否定はしなかった。
体術の達人で、腕前は武松と並ぶ。また、笛の演奏も得意で竹製の笛を持ち歩く。博識な面もあり、湯隆や阮小二に発明のアイディアを提供したこともある。盧俊義が青蓮寺に捕縛された際は王英の援護を得て救出し、一人で盧俊義を担いで北京大名府から梁山泊まで歩くという超人的な活躍を見せる。後に死を予感した盧俊義から闇塩に関する全ての知識を伝授され、闇塩の道を司るようになる。
特殊任務にも係わり、致死軍による青蓮寺襲撃時には袁明の護衛の洪清と死闘を繰り広げ、勝利する。李富の同志の李師師とは互いに惹かれあうものを感じていた。最終決戦時は公孫勝らと撹乱を担当する。
（楊令伝）引き続き闇塩の道を担当。盧俊義から受け継いだ闇塩ルートを再開し、武松・侯真と楊令探索の旅に出て、その最中に侯真に体術を伝授する。方臘の乱勃発後は孟康に闇塩の道を任せ、江南や開封府で諜報活動を担当する。北宋崩壊直前の開封府において李師師に振られたことに気づく。
宋崩壊後は青蓮寺を追い続けていたが罠に嵌り、臨安で周炳に包囲される。辛くも周炳を斃し致死軍の助けで脱出するも、彼の最後の攻撃が原因で失明。山中へ隠棲することを選び、梁山泊を去る。自分を慕いついて来た郝嬌と結婚、子午山に庵を構えて暮らす。その多くが老いを自覚し第一線を退きつつある他の百八星メンバーと異なり、復帰を考え、既に盲目ながら光を知覚出来るまでになっている。盲目ながら、王進との稽古中に棒を折る、猪を倒すなどその強さに衰えはみえない。
子午山に隠棲後、楊令の意を受けた公孫勝から趙昚の正統性を覆す証拠となる宋太祖系の印璽と短剣を託される。
（岳飛伝）子午山での鍛錬により僅かだが視力を回復、無明拳（むみょうけん）と称する体術を遣う。楊令亡き後の梁山泊については「志があればいい」という態度を取っている。何度か梁山泊を訪問して聚義庁の意思決定に関わる。呉用の死後に子午山を降り、主に致死軍と連携しながら江南で隠密行動をとる。
秦檜との抗争に敗れた青蓮寺の終焉を察知し、臨安府の宮中に潜入。李師師殺害のために送り込まれた劉正を倒すも、燕青も致命傷を負う。李師師の最期を看取って脱出した直後に案内役として同行していた風玄に愛用の笛を郝嬌に届けるよう遺言し、息を引き取った。
柴進（小旋風）
闇塩の管理・流通担当。後に梁山泊の兵站統括。1068年生まれ。身長 - 165cm、体重 - 65kg。
（水滸伝）宋が禅譲を受けた王朝、後周の第2代皇帝・世宗（柴栄）の子孫。一族は代々宋王朝から保護を受け、その滄州の邸宅は一種の治外法権を認められている。そのため様々な食客が養われていた。恵まれた生活に飽きたらず、また宋王朝の腐敗に反感を抱き叛乱を志し、晁蓋・盧俊義らと交流。貴族の特権を利用することで、闇塩の道の北の拠点として大きな役割を果たす。
自分の高貴な血筋を疎ましく思い、名も無き兵士として闘いの中で雄々しく死ぬ事に憧れている。塩の道への関与が発覚した後は梁山泊に入り物資管理、兵站を担当。物資調達に奔走するが、それゆえ周囲からはケチと謗られる事もあった。済州で史文恭に毒を盛られて死亡するが、本人は病で死ぬと信じながら逝った。
『楊令伝』では臨安で罠に嵌って盲目となり洞庭山へ運ばれた燕青に孫二娘が、自分のせいで柴進を死なせたことと柴進が生きていれば帝をやれば良かったと語っている。
孟康（玉旛竿）
闇塩の売買担当。1080年生まれ。身長 - 185cm、体重 - 75kg。
（水滸伝）元飲馬川の賊徒で、鄧飛の弟分。鄧飛に引っ張られる形で入山する。宋清と共に双頭山の兵站を担当していたが、盧俊義の要請を受けて闇塩担当へ異動する。臆病なほどに慎重だが、商談となると非常に粘り強い交渉力を発揮する。また遼の地理に詳しく、女真族とも太いパイプを持つため交易でも活躍する。官軍を離脱した唐昇への補給も担当し、最終決戦の際は煮え切らない彼に立腹、本隊への馬の輸送に駆り出した。
（楊令伝）引き続き、北方を中心とした闇塩の交易や呼延灼らへの補給を担当。闇塩の仕事で培った危険を嗅ぎわける嗅覚で任務を遂行する。北方の地を自分の庭と豪語するが、そのために杜興の涙に騙されて重労働の屑鉄集めを引き受けた事がある。童貫との決戦や南宋との戦いにおいて、李立と共に本隊の補給を担当する。生き残った百八星でも高齢となったが、死んでいった兄弟分の鄧飛や楊林の事を忘れずにいる。蔣敬が中原各地での自由市場開催を提案した際は、李立と一緒に賛成した。
（岳飛伝）兵站部隊の将軍格として李立と軍への兵站を担当。自分の行動原理は志ではなく、補給を受け取る仲間の喜ぶ顔が見たいからだと考えている。宣凱が金・南宋に対して実施した物流の掌握による穀物価格の操作に携わり、主に南宋で米の物流を担当する。だが、米の流れを見極めようとした秦檜の策を見抜けず、蔡豹に米の売却を禁じたために彼と陳麗華を死なせてしまう。
蔡福（鉄臂膊）
闇塩と女真族の交渉担当。1068年生まれ。身長 - 180cm、体重 - 65kg。
（水滸伝）元北京大名府の牢役人。弟の蔡慶と共に孤児だったところを柴進に拾われ、屋敷で働きつつ教育を受ける。やがて盧俊義に引き合わされ、牢役人として闇塩の運搬・防衛を担当する。剣の腕はそこそこで、弟以外には無口で暗い印象を持たれる。
入山後に遼へ常駐して女真族との交易に係わり、やがて阿骨打の蜂起に関与するようになる。志よりも自分たちを拾ってくれた盧俊義と柴進への恩義で行動しており、同じような境遇の燕青とは通じ合うものがあった。蔡慶の死後はその妻子や女真の村の者たちを連れて山中で集落を作る。
（楊令伝）梁山泊陥落後も女真の地に残っていたが、半ば忘れられていたため梁山泊と距離を置いた存在となる。阿骨打の下で金の廷臣として働き、政務以外に阿骨打と幻王となった楊令との唯一の連絡役も務める。女真の風習に従い真婉と結婚するが、彼女と義理の息子たる蔡豹に憎しみを向けられる。二人の扱いに苦慮するも、真婉の自殺と蔡豹の旅立ちにより一応の解決をみる。その後、妾として入ってきた馬嫖との間に一人娘の蔡曄をもうける。
粘罕とは友人同士で、長年集めた資料を武器に皇太子の跡目争いを助けた。阿骨打の最期の言葉を受けたこともあり、妻子のいる金を自らの国と思い定めつつも、危険が及ばない限りは梁山泊にも協力すると決めている。病により金の朝廷を致仕し、その後静かに金の地にてその生涯を閉じた。死後、粘罕は深い喪失感を覚えた。息子の蔡豹について、その粘罕に遺品を託していた。
『岳飛伝』でも蔡豹は蔡福の死を知ってなお彼への憎しみを残している。撻懶は前作で斉建国の構想を粘罕に横取りされた裏に蔡福と許貫忠の影があったことを兀朮に語り、統治における漢人の能力を評価している。
蔡慶（一枝花）
闇塩と女真族の交渉担当。1070年生まれ。身長 - 170cm、体重 - 60kg。
（水滸伝）元北京大名府の牢役人で、蔡福の弟。闇塩の運搬・防衛を担当する。無口な兄とは逆に陽気でお喋りだが、一人の兵士として宋軍と戦うことを望んでいる。梁山泊と女真族のパイプ作りに従事し、女真族の妻・真婉との間に息子・蔡豹をもうける。
阿骨打の蜂起に際しては兄弟で語らい、梁山泊から預かっていた銀を阿骨打に軍資金として提供した。兄と比べて剣は上手くなかったが、阿骨打・蔡福らの留守中に起きた遼軍の攻撃から女真の村を身を挺して守り、戦死。
『楊令伝』では蔡福が蔡慶のことをお喋りで跳ね上がり、自信を持ちすぎるところがあったと回想している。その一方で花が好きで妻もそれで口説いた事、宋軍と戦いたがっていたことを武松に語っている。

#### 通信部門
梁山泊の通信を担当する者たち。梁山泊の通信網は飛脚屋を営んでいた戴宗が中心となり、全国に拡大・整備された。同志たちは各地からの連絡に戴宗の飛脚屋を利用する。後に緊急時や戦場への伝令を担当する長駆隊や、水路を利用した船飛脚も創設・整備される。戦力的に不利な梁山泊にとって、通信は宋に対する数少ないアドバンテージでもある。
戴宗（神行太保）
通信・調略担当。1068年生まれ。身長 - 159cm、体重 - 51kg。
（水滸伝）元江州の牢役人で、宋江の最古参の同志。金持ちが嫌いでアナーキーな面がある。単独で国家に対する反逆を志していた頃に魯智深と出会い、宋江に引き合わされた過去がある。普段は飛脚屋を営み、同志の通信網として統括・維持を担当する。俊足の持ち主で自らも飛脚として走る（短距離であれば王定六よりも速い）。また、自身が発した通信に「神行太保（しんこうたいほう）」と書かれた札を符牒として使う。
性格は非常に用心深く、同志ですら疑うこともある。なお原典では李逵の兄貴分だが、本作ではその役目が武松に割り当てられているため、李逵との絡みはほとんど無い。通信網の整備・拡大に伴い通信部門は張横に任せ、自身は調略に関わるようになる。また、公孫勝が青蓮寺闇軍との戦闘で重傷を負った後は、一時的に致死軍の総隊長代理も務めた。
（楊令伝）呉用の命で各地を回り、石勇が率いていた諜報部隊の指揮や各種工作を担当。狭量だと自覚しつつも、侯真などの若手への不満や、自分の老いを受け入れられない様な面を見せ始める。緑色が好きで、同じく緑色を好む張清に親しみを感じていた。
童貫戦後は梁山泊が武力で中華全土を統一するべきという考えを抱きつつ、青蓮寺への諜報活動から西夏王室への工作任務に移る。長年にわたり単独での活動が続いたからか酒に溺れ、楊令の構想や自身の役割に不平不満を漏らすようになる。深酒が祟って体を悪くするが俊足は健在で、赫元拉致作戦時には致死軍の救援要請を担当した。李英の出奔・自裁後に報復として扈成を暗殺するも負傷。その状態で致死軍の窮地を救うために羌肆と刺し違え、最期まで若手に対して文句を言いながら息を引き取る。
『岳飛伝』では犬猿の仲だった候真が常に酒を飲み、戴宗を真似るかのような言動をするようになる。
張横（船火児）
通信担当。1074年生まれ。身長 - 175cm、体重 - 60kg。
（水滸伝）元江州の飛脚屋。張順とは異母兄弟だがお互いに認め合う間柄。父親の死後に面倒を見てくれた戴宗の部下として飛脚業を営み、全国を回って通信網の整備を担当。青蓮寺に通信を遮断された経験から、後に飛脚と王定六の長駆隊を組み合わせた二重体制の通信網を構築する。
二児の父親で長男の張敬は弟に預けたが、愛情に飢えていた次男の張平の盗癖に心を痛める。二人で旅に出るも改善されず、父子共に思い詰めるが武松の薦めもあり、張平を王進の下へ預けた。戴宗が調略関係に移ってからは通信部門の責任者となり、水路を利用した船飛脚による通信網も整備した。
（楊令伝）引き続き通信部門を担当。飛脚による通信網を金の領土内まで拡大させる。王進に預けていた張平を迎えに赴き、彼を梁山泊へ入山させた。西域との交易開始に伴い、通信網を西遼や西夏まで拡げる。酒浸りになり、周囲から敬遠される戴宗をただ一人案じていた。船飛脚を南宋にまで拡大させようとするが、長男の張敬を失い、塞ぎ込む様になる。長江の水深を測る童猛の手伝いをした際に青蓮寺の襲撃を受け、死亡。だが童猛と二人、死んだ同志達の所へ逝けることを喜んでいた。
『岳飛伝』では孫の張光や大理に配置していた飛脚屋の部下、衛遷の息子の衛俊が登場。いずれも南方の開拓を行う秦容と関わりを持つことになる。
王定六（霍閃婆）
通信担当、長駆隊隊長。1079年生まれ。身長 - 180cm、体重 - 60kg。
（水滸伝） ‹章タイトル―第6巻第5章 戴宗と出会い、双頭山へ駆ける› 建康の食堂の主人の息子で、博打打ち。幼い頃から足の速さが自慢だった。入獄していたが、父親の自殺と経緯を知り脱獄。父を死に追いやった食堂の主人・曹順と、結託した悪徳役人・崔令を討ち取り復讐を遂げた後、脱獄から一部始終を見ていた戴宗と出会う。直後に双頭山への伝令を頼まれて七日の行程を五日で走りぬき、官軍に包囲された宋江一行への救援を間に合わせる。
入山後は俊足の人間が走って伝令を担当する部隊・長駆隊を組織し、その隊長として激戦区の伝令を担当する。長距離走での速さとスタミナは戴宗よりも優れている。
（楊令伝）引き続き長躯隊の指揮を担当。途中まで公淑と秦容を、王進の子午山に送り届ける役目を担った。自らも伝令に立つが、それは50歳までと考えていた。童貫戦後は西域への通信網拡大に伴い、長躯隊の人員配置を担当する。金軍による商隊襲撃の際、矢による攻撃を受けながらも梁山泊まで走りきり、梁山泊に襲撃の事実を伝えた後、楊令らに看取られつつ父親の顔を思い浮かべて息を引き取った。
『岳飛伝』では王定六のケースに倣う形で衛俊が南方で長躯隊を統率し、自らも伝令として走る。

#### 諜報
梁山泊旗揚げ前から時遷や馬桂が個人での諜報活動を行っていたが、時遷の死後は石勇を隊長とした部隊方式に組織化が行われる。また、青蓮寺にマークされる諜報部隊では活動が難しい開封府や北京大名府では、候健をはじめとして諜報部隊に属さない者たちが諜報・工作を担当する。
時遷（鼓上蚤）
諜報部門の責任者。1059年生まれ。身長 - 155cm、体重 - 50kg。
（水滸伝）宋江お抱えの間諜。かつては泥棒だったが、魯智深との出会いが縁で宋江の同志となる。梁山泊旗揚げ後は、梁山湖沿いの街道に設けた商店をアジトにして各地の情報を探る。変装や潜入に長けたベテランの忍び。部下を率いるが単独で動くことも多い。
席次は下位だが、あくまで目安にすぎないので呉用以下の相手とは対等に接する。過去に結婚で失敗したこともあってか、部下の石勇を息子のように思っており、後継者として厳しく育てる。閻婆借の父で、亡き同僚の閻新とは折り合いが悪かったが、お互いに実力は認め合っていた。しかしその妻・馬桂には不審を抱いており、彼女が楊志暗殺に関わっていたと看破する。
呉用から処断の許可を得たうえで馬桂を問い詰めるも、待ち構えていた呂牛に暗殺された。なお、『楊令伝』で呂牛が時遷を手にかけたことを悲しんでいたと呂牛の息子、呂英が述懐する場面がある。また公式サイトでの作者との対談企画「やつら」にて第8回の対談相手として登場。同じ間諜だった候健への複雑な感情などを吐露している。
石勇（石将軍）
諜報部隊の隊長。1080年生まれ。身長 - 180cm、体重 - 80kg。
（水滸伝）時遷の部下で手の者の半数を任されていた。盗みに失敗して行き倒れたところを時遷に拾われた過去がある。彼の死後はその配下を受け継ぎ、諜報部隊を率いる。時遷に比べて忍びの技術は劣るものの、五人一組での部隊編成を行うなど諜報活動を組織化することで幅広い活動を可能にした。自身の綽名も、集団での行動を好む石勇を時遷がからかってつけたもの。
諜報部隊は組織化に伴い、単独行動をとる魯達や致死軍・飛竜軍との連携も活発になる。任務の性質上、活躍は目立たないが軍の作戦行動や闇塩の道運営にも貢献する。童貫との最終決戦の最中に奇襲を察知、伝令に走るも青蓮寺闇軍の襲撃を受けて殺される。
石勇の死後は残った部下たちが諜報活動を続けていた（呂英は動きにしまりがなかったと評している）が、『楊令伝』で戴宗が諜報部隊の指揮を執る。戴宗は個人での活動を主としていた時遷よりも、組織的な運用を行った石勇の方法を評価している。
作者との対談企画「やつら」にて第7回の対談相手として登場。時遷に拾われる前の過去が欲しいと作者に要求、その場で設定してもらった（裕福な家庭に生まれたが悪役人により父と妹を失い、慰み者にされた母親も目の前で殺害される。何もできなかった石勇はその記憶を封印していた）。過去を思い出した石勇は泣きながら笑い、作者に礼を言って立ち去った。
侯健（通臂猿）
間諜。1067年生まれ。身長 - 165cm、体重 - 65kg。
（水滸伝）東京開封府の仕立職人だが、師匠が高俅に侮辱され憤死。復讐に燃えていた時に盧俊義と出会い、禁軍の情報収集を担当する。青蓮寺に正体が露見しており、泳がされていることも承知の上で任務を遂行する。大した腕ではないが洪清を真似た体術を遣い、遊び半分で息子の侯真に教えていた。危険な任務のため、後に侯真を顧大嫂の下へ預ける。
宋軍の二十万一斉侵攻後、高俅を通じた偽の和平交渉で時を稼ぐべく暗躍する。その行動から戴宗には裏切りを疑われるが、解珍や燕青はその慎重さや働きを高く評価していた。見事時間稼ぎに成功するも妻に拘り、脱出が遅れて高俅に捕らえられる。車裂きという残虐な殺され方をしたが、最期まで高俅を侮辱し続けた。
『楊令伝』では侯健の死に様について、燕青が相手の憎しみが深かった分、立派だったと語る一方、戴宗はいい加減な奴、贅沢な暮らしをして格好をつけたから殺されたと罵るなど、人によって異なる評価を下されている。
孫新（小尉遅）
間諜。1078年生まれ。身長 - 175cm、体重 - 55kg。
（水滸伝）元登州の食堂の主で、孫立の弟・顧大嫂の夫。兄や親友の楽和と異なり、武術は苦手だが機転が利く。軍制からあぶれていた所を呉用に見出されて、石勇の諜報部隊に属さない独自の諜報活動を任され（張青も同様）、徐寧の抱きこみや情報収集など様々な工作活動を担当する。徐寧の一件では後に盗まれた賽唐睨を買戻し、彼に返却した。
北京大名府での活動中、義姉の楽大娘子が聞煥章に取り込まれていることに気づくも、聞煥章に捕らえられ惨殺される。夫婦仲は円満で顧大嫂の小山のような体を特に気に入っていた。
『楊令伝』では顧大嫂が、孫新が生きていれば梁山泊で店を開いていたこと、何だかんだ言って孫新が宋江の志に惹かれており、夫の死後に後を追おうとした顧大嫂を宋江が止めたことを振り返っている。公式サイトにおける作者との対談企画『やつら』第3回で宋江は楽和の唄と孫新の笛を気に入っており、鉄叫津で聴くことを楽しんでいると楽和が作者に語っている。
張青（菜園子）
間諜。1069年生まれ。身長 - 170cm、体重 - 60kg。
（水滸伝）元孟州十字波の茶店の主で、孫二娘の夫。優男だが観察眼や人波に紛れ込むことに優れる。妻に銀の髪飾りを買ってやるために博打に手を出し、追われる身となるが魯智深に助けられる。夫婦で茶店を営む傍ら、梁山泊の工作活動に従事していた。臆病だが、功名心が強い上にすぐ他人の悪口を言う悪い癖がある。晁蓋暗殺直後に偶然から史文恭に殺されたが、彼の小指を噛み千切る意地を見せ、結果としてその右腕を奪った。
『楊令伝』では、入山直後から周囲とのトラブルが絶えない花飛麟に関連して孫二娘が、銀の髪飾りが原因で変わった張青のことを顧大嫂らに語り、堅物だった張青が博打に負けて以来、人を殺してでも生き延びようとするようになったこと、何が不正かを見極められるようになったと振り返っている。

#### 特殊任務
魯智深（魯達）とその弟分の武松・李逵は軍制や文治省などの組織に組み込まれず独自に活動する。聚義庁からの指令を受け（武松と李逵は魯達から指示を受けることも多い）人材勧誘から護衛、諜報など様々な任務をこなしていく。
魯智深（花和尚）→魯達
1066年生まれ。身長 - 198cm、体重 - 120kg。
（水滸伝）全国を巡る巨漢の僧侶。背中に牡丹の入れ墨を入れている。宋江とは少年時代からのつき合いで彼の言葉を冊子として記録し、模写したもの（後に晁蓋が替天行道と命名する）を旅先で出会った好漢に渡していた。オルガナイザー的存在であり、多くの好漢が彼の説得で梁山泊へ参加する。また、隠棲した王進に鮑旭・武松たちを預け、彼等を立ち直らせた。
原典では錫杖を武器にするが、本作中で使用したのは二竜山制圧時くらいでほとんどは素手で戦っている（片腕になった後も鎮関東を撲殺している）。幼少期のある事件が原因で、闇の塩に対しては特に思い入れが深い。梁山泊との連携を狙った女真族との交渉で牢に入れられ、鄧飛に救出される。脱出時に自ら左手首を切り落とし、その後傷口から入った細菌によって重態に陥るが、安道全の薬と手術で生還。その際に切り落とした左腕を林冲と共に喰らった時の会話から還俗を決め、魯達と名乗るようになる。
還俗後は髪を伸ばし、派手な着物を着るなど雰囲気を大幅に変えたが、王進や張青などからは本質が変わっていないことを指摘された。還俗後はオルグ活動に磨きがかかり、秦明を説得して梁山泊へ引き込み、その後も関勝・董平・張清らの梁山泊入山を成功させる。熱血漢かつ人情家だった原典とは異なり、目的のためなら時に非情な手段も行使する。晁蓋と宋江の対立に関しては、晁蓋の死後に「どちらかに死んでほしかった」という旨を鄒淵に打ち明けている。
張清の一党を入山させた後、病に蝕まれ子午山に搬送される。死期を悟ると、楊令に梁山泊の全てと病に倒れる無念を伝え、割腹して腸を引きずり出すという壮絶な自害を遂げた。
『楊令伝』では呉用が李富暗殺に臨む際に自身の役割を自問し、楊志ら宋の軍人たちを味方に引き込んだ魯智深のように岳飛を梁山泊に引き込むべきだったと悔やんでいる。また公式サイトでの不定期連載『やつら』では第2回の相手として作者と対談し、自らの役割や死に様などについて語り合った。
武松（行者→鉄牛）
1075年生まれ。身長 - 175cm、体重 - 80kg。
（水滸伝） ‹章タイトル―第2巻第1章 故郷、寿陽に戻り、潘金蓮を自害させ、虎を撲殺する› 宋江を父、魯智深を兄と慕う放浪の青年。寿陽の織物職人の家に生まれる。梁山泊旗揚げ以前から、魯智深と同様に全国を旅して各地を見聞しつつ人脈作りを行う。体術が得意で屈託によって鍛えられた右拳は大木も砕く。幼馴染だった兄嫁、潘金蓮への恋慕の情が捨てきれずに残っており、それが悲劇を生むことになる。絶望して急流に飛び込んだり、虎と素手で戦い撲殺するも結局死に切れず、魯智深によって王進の下へ預けられる。
立ち直った後は宋江や宋大公の護衛、オルグ活動など特殊任務に関わる。李逵の兄貴分であり、彼を制御できる数少ない人物。なお本作での「行者」の綽名は、子午山を降りた後の物静かな印象を孔明が例えたことに由来する。
最終決戦では李逵と共に宋江の護衛を務め、童貫軍と戦う。梁山泊陥落時に宋江とはぐれ、宋江の意を汲んだ呉用や公孫勝の嘘に騙されて脱出、死に別れる。
（楊令伝）引き続き各種工作を担当。心の支えだった魯達・李逵・宋江を喪い、荒んで死に場所を求める。燕青、候真と楊令探索の旅に出て、その道中で候真に体術を教えた。再会した楊令との立ち合いで右拳を切り落とされたことで心境に変化が生まれ、以降は楊令に忠実に仕える。
手首を失くした後の性格は寡黙だった以前と異なり大雑把に見えるが、実際には鋭く緻密な観察眼を持つ。また、失くした右拳部分に鉄球を取り付けることで岩を砕くほどの攻撃力を獲得した（文庫版の加筆により自らを鉄牛武松と名乗るようになる）。西域への交易路の開拓や斉国の諜報、赫元の拷問など様々な状況で活躍する。
物語終盤、粘罕との会見に赴いたきり、音信不通となった宣賛を救出するため会寧府に潜入し、事態の急変を知る。負傷しつつも包囲網を脱出、飛脚屋から急報を知らせようと黄竜府までたどり着くが粘罕の待ち伏せに遭う。人生への満足を感じながら多くの敵兵を打ち倒した末に、宋江や魯智深、そして潘金蓮に再会できることを喜びつつ、全身に矢を浴びて死ぬ。
『岳飛伝』では死の床にある呉用が宣賛救出に向かう武松を止めようとうわ言を漏らした。史進は本当の武松を知っていたのは宋江と魯智深だけだったこと、李逵・楊令・王母は知ろうとせずただ武松を感じていたと宣凱に語っている。
李逵（黒旋風）
1080年生まれ。身長 - 175cm、体重 - 80kg。
（水滸伝）宋江と武松が旅の途中で出会った、怪力の石工。興奮したり照れると飛び跳ねる癖がある。賃金を誤魔化されたことに腹を立て、騙した人間を殴り殺してしまったことにより、母親と共に山中に逃亡していたが、自身の不注意から母親を虎に食われてしまい、そのことを宋江に慰められたことが縁で旅の供に加わり、二人を父・兄と慕う（武松の兄貴分である魯達のことも大兄貴と呼んで慕う）。
入山後は武松と共に魯達のオルグ活動など特殊任務を担当。石切りの仕事で培った斧の技は天才的であり、石を切ることで刃を研いでいる（原典と異なり、一丁の板斧を高速で左右に持ち替えながら使用する）。凄まじい戦闘力を誇るが、半裸で奇声を挙げて暴れるため時として味方にも恐れられる。束縛が嫌いで宋江・魯達・武松にしか従わないが、嘘が嫌いな天真爛漫な性格で、秦明・呼延灼・宣賛、そして楊令・阿骨打などと相性が良い。規律を重んじる朱仝とは反りが合わず、呉用に至っては殺しかねない勢いで刃向かった。
読み書きはできないが農耕など様々な知識が豊富。また、手製の香料を持ち歩くなど料理が非常に得意だが、極度のカナヅチという弱点がある。料理が得意で無邪気なので女性受けはいいが本人は照れてしまいまともに会話ができない模様。燕青より年下で、身長もそれほど高くない。また様々な物事に対しての鑑識眼が非常に高く、物語中盤以降からそうした性質を様々な人物から激賞されるようになり、宋江にも魅力があると評された。童貫との最終決戦では宋江隊の最前線で奮戦し、士気を盛り上げた。だが、味方の撤退を助けるため苦手な水上で戦った際に梁山湖に落ち、溺死。宋江・武松・宣賛らは彼の死に涙した。なお死の寸前に、仲間が多く死ぬのだから戦争などしてはいけないのだと回想した。人気投票は第3位。
『楊令伝』及び『岳飛伝』でも李逵の香料は武松や陶宗旺など、李逵からレシピを教わった人々が料理に用いる。李逵は武松にとって死んだ後も大きな存在として心に残っており、不用意なことを言った韓成が殴られている。また燕青は楊令伝において李逵の武芸について林冲に並んで梁山泊最強であったことを語っている。

### 聚義庁に名札を持たない梁山泊の人物
公淑（公母）
（水滸伝）洪水により目の前で夫・劉定と息子・劉良を喪い発狂、李俊に保護されていた女性。旅の途中の宋江と武松に出会い、精神の平衡を取り戻す。李俊の梁山泊入りに従い、二竜山で出会った幼き楊令に深い愛情を注いだ。後に秦明と再婚し一児・秦容をもうける。
（楊令伝）花飛麟・秦容と共に残党狩りを逃れて王進の下へ身を寄せる。後に王進と再婚し、亡き王母に代わって子午山での生活を支える。武松が預けた蔡豹を秦容とわけ隔てなく育て、公母と呼ばれ親しまれる。
（岳飛伝）子午山で暮らしていたが、病に伏せるようになる。周囲の看病を受けるも衰弱が進み蔡豹、王清、郝嬌らに想いを伝え、皆に看取られて穏やかな最期を迎える。王進とは言葉を交わさずとも強い結びつきがあった。
秦容（狼牙）
（水滸伝）秦明と公淑の息子。二竜山陥落時に、母に伴われ脱出。
（楊令伝）青蓮寺の残党狩りをかいくぐり、母と共に王進の下へ逃れるが、その途中で護衛を務めた花飛麟の過失で賞金稼ぎに襲われ、その際顔と胸を負傷、治癒後も傷跡が残る。王進に鍛え上げられ、小型の狼牙棒を武器にする。王進を訪ねた童貫と立ち合うも気迫で打ち負かされ、彼から狼牙の綽名を付けられる。
童貫戦後に公孫勝の訪問を受けて子午山を降りる。西夏で韓成の護衛を務めた後に梁山泊に入山、志願して郭盛軍の一兵卒となる。岳家軍や金軍との戦闘で活躍、騎馬隊隊長として一軍を率いる。さらに三万の軍の指揮官へ昇格。愛馬の千里風は亡き林冲の愛馬だった百里風の血を引いている。武術の腕は卓抜したものがあり、史進・楊令らを驚嘆させるほど。暢気な口調で喋るため、人によっては不快に思われることがある。岳家軍・金軍との戦いでは狼牙棍の凄まじさを見せつけ、奮戦する。
（岳飛伝）再編成により呼延凌と同じく一万五千の軍を指揮する。前作のような余裕は無くしており、苦悩の中にある。兀朮の首を奪ることで楊令の敵を討とうと考えていたが戦いの中で考えに変化が生じ、思案の末に軍を退役。数十名と共に南方に移り住み、開墾をはじめる。苦心の末に甘蔗および甘蔗糖の栽培・精製を軌道に乗せることに成功。梁山泊の主要な交易品の一つとなる。
開拓地の規模が拡大していく中で儀応が提出した計画書をきっかけに十万人規模の都市、『小梁山（しょうりょうざん）』の建設を実行に移す。南宋の南方侵攻が開始されてからは軍の編成や岳家軍を立て直した岳飛と連携する。
郝瑾（斑貓王→叩頭蟲）
（水滸伝）郝思文の息子。家族で梁山泊入りし、二竜山の兵士となる。下級将校に推薦されたが父の猛反対に遭う。だが将校へ昇進した際に父の真意と愛情を知り号泣した。趙安戦で龔旺を助けて死線をさまようが、彼の命懸けの言葉で一命をとりとめる。最終決戦では入山直後の楊令の副官となり、禁軍と戦う。後に、宋江隊の陶宗旺の副官となる。
（楊令伝）楊令の副官。幻王軍の一隊の指揮官も務める。梁山泊陥落直後にただひとり楊令と合流、遼の地で幻王を名乗った彼と共に戦っていた。関勝や秦明の副官を務めて戦い抜いた父を尊敬しているが、陥落する二竜山に残したことを悔やんでもいる。父を助けられなかった分、楊令を守ろうとする思いは人一倍強い。また、死んだ龔旺が自分の中で生きていると感じていた。
連載時の綽名は斑猫王（はんみょうおう）だったが、いつも楊令に従順な姿から、単行本では叩頭蟲（こうとうちゅう）という別の綽名に変更された。童貫軍との決戦でわずかに突出したところを童貫に討たれ、梁山泊の二世メンバーで最初の戦死者となる。燕青には郭盛・張平と共に楊令にとっての兄弟分だったと評された。童貫戦の後、楊令は郝瑾の母親である陳娥に死なせたことを涙を流して詫びた。また『岳飛伝』では子午山で暮らす妹の郝嬌が、病に伏せている公淑に兄との思い出を語っている。
張敬（波濤児）
（水滸伝）張横の長男、張平の兄。屈折した弟と異なり実直な性格で、叔父・張順の潜水部隊に所属。最終決戦時に瀕死の危機に陥るが、命を投げ出した張順によって救出される。
（楊令伝）潜水部隊隊長。亡き張順の遺志を受け継ぎ、彼に匹敵するほどの潜水技術を駆使して活躍する。韓家軍に捕らえられた阮小二を救出するため単身で潜入。彼を逃がし、拿捕された大型船を沈めようとした際に負傷、狄成に助けられるが阮小二の腕の中で息絶えた。張順の綽名をもじっただけの浪裏赤跳と呼ばれることを嫌い、波濤児の綽名を気に入っていた。『岳飛伝』では遺児の張光が登場、秦容の南方開拓に参加する。
侯真（一撞鬼）
（水滸伝）侯健の息子。父の方針で東京開封府を離れ、顧大嫂の元で働く。
（楊令伝）父の死後、顧大嫂に育てられていたが武松・燕青と共に楊令探索の旅へ出る。体術の素質を秘めており、旅の間で二人に厳しく鍛え上げられる。楊令伝では、第二世代の中で最初に視点が登場するなど、楊令伝の初期から活躍する。黒騎兵を経た後に、公孫勝から致死軍総隊長職を引き継ぐ。就任後は致死軍を従来のような影の組織ではなく、表立った組織として運用・指揮する。ただ、部隊運用についての対立や亡父を侮辱されたことから、戴宗との関係は最悪だった（殺意を抱くが公孫勝に禁じられ断念）。
間諜の徐絢と愛し合い、求婚したが目の前で死なれてしまう。李媛らの救出任務の際に青蓮寺の軍に追い込まれるが、載宗に命と引き換えにして助けられる。李富の死で青蓮寺が秦檜の下に取り込まれたため、岳家軍・金軍との決戦に参加。致死軍を率いて金軍の兵站を絶った。
（岳飛伝）致死軍の指揮を続けるが諜報が主任務となる。前作で死んだ載宗に対しては敗北感のような感情を抱き、事あるごとに酒を飲むようになるなど、彼に似た部分が出てくる。羅辰とは国家観の相違から別行動をとる方針を採用、梁山泊から北の諜報を担当する。梁山泊の人間として最初に蕭炫材と接触、互いに利用しあう関係となる。岳飛伝最後の場面には、史進を訪う。
費保（赤鬚竜）
（水滸伝）古くからの李俊の子分。「替天行道」を読み込んだので読み書きができる。李俊の梁山泊加入時は闇塩の道を任されたため直接参加しなかったが、『楊令伝』で梁山泊壊滅時には手勢を率いて駆けつけ、将兵の撤退を助けたと語られた。尚、同じく李俊弟分である上青・倪雲・狄成も、ごく僅かだが水滸伝にも登場している。
（楊令伝）新生梁山泊に正式に加入し、水軍の指揮や交易に従事する。
（岳飛伝）李俊の決定による水軍の再編により、倪雲と共に船団の指揮を執る。
上青（太湖鮫）
（水滸伝）李俊の子分で費保・倪雲・狄成の三人とは兄弟分。李俊が梁山泊に入山してからも三人の兄弟分と共に李俊の闇商売を続けていた。
（楊令伝）江南の太湖にある島、洞庭山を梁山泊再起の拠点として整備し、自身は太湖沿岸に構えた楡柳荘（ゆりゅうそう）で人や物の流れを管理する。大人風だが、四人の中では最も気性が荒い。童貫戦後に西域へ常駐、交易に携わる。
（岳飛伝）年老いたが引き続き西域に構えた楡柳館で交易品の集積・管理を担当する。梁山泊の商隊だけでなく盛栄の交易にも関わっている。
倪雲（捲毛虎）
（水滸伝）上青達の兄弟分で、同じく李俊とは古い付き合い。
（楊令伝）梁山泊水軍の指揮官。狄成と同様に、読み書きはできないが操船などの海戦に関する技量に長ける。
（岳飛伝）李俊の決定による水軍の再編により、費保と共に船団の指揮を執る。
狄成（痩臉熊）
（水滸伝）上青・費保・倪雲の弟分で、四人の中では最年少。
（楊令伝）梁山泊に参加してからは、水軍の切り込み部隊・赤手隊（せきしゅたい）を指揮する。暴れ者だが大兄貴と慕う李俊や他の兄貴分の前では大人しい。ただし興奮すると周りが見えないことと酔って泣き上戸になるのが欠点。子供に慕われ、幼い張朔や宣凱に剣を教える。剣と鉞を得物としていたが、楊令に板斧を使うように言われ、亡き李逵のように石を斬って刃を研ぐまでに腕を上げる。
（岳飛伝）年は取ったが性格は相変わらずで、兄貴分たちや張朔に対して天真爛漫な面を見せる。自分で何も決めず李俊に全てを任せて生きてきたため、張朔には自分で進む道を決めるよう助言した。水軍の再編による李俊の命で船団の指揮を執り、南方や日本へ交易に向かう張朔の護衛を担当する。部下として張朔を支えることを自らに課し、断酒や隙の無い動きを執るなど人間的に変化を見せる。
董進
（水滸伝）史進遊撃隊の兵士。呼延灼戦において戦友の死を目の当たりにし、ショックで戦えなくなるが、副官として赴任してきた杜興のおかげで立ち直る。ただし、この時点ではまだ名前が付けられておらず、楊令伝で初めて名前が明らかにされた。
（楊令伝）引き続き史進の元で働き、上級将校に昇格。過去の経験もあり、兵の心情を思いやることに長けている。後に花飛麟の隊に異動、ベテランの将校として花飛麟を補佐する。恩人の杜興が死んだときは遺骸の側で悲しんだ。
（岳飛伝）再編により秦容の軍へ異動、騎馬隊の指揮を担当する。古株の将校ということもあり、秦容からは敬称を付けて呼ばれる。高齢だが退役を拒んでおり、軍に残り続けることを決意している。金国との講和が成立した後に調練担当へ異動する。
趙林（急単舸）
（水滸伝）官軍の造船所で働く少年だが、戦場に駆り出され仲間から取り残されたところを阮小二に拾われ、その弟子となる。やがて造船だけでなく舟の漕ぎ方にも長けるようになる。
（楊令伝）阮小二の右腕として造船部隊で活躍。阮小二を父のように尊敬しているが、船にしか興味の無い彼の思いつきに振り回されることも。阮家の鍋のほかに太湖料理も作ることができる。中型船の設計・建造を担当し、阮小二から後釜として認められる。阮小二の死を白勝らと看取ったのち、造船部隊の長となる。
（岳飛伝）引き続き造船部隊の隊長を努める。洞庭山を放棄してからは南方の開拓地へ異動し、象の河の沿岸に建設した造船所で新型船の建造を担当する。
黄鉞（獅殺将）
（水滸伝）張清の部下で、下級将校。原典同様に、世直しを掲げる田虎の一党に属していたが、田虎が倒された際に張清に従い梁山泊入りした。水滸伝では名前のみの登場。
（楊令伝）長い間張清の軍で下級将校を務めた後、山士奇と共に上級将校に昇格する。童貫戦の後は呼延凌の指揮下へ入る。
（岳飛伝）引き続き呼延凌の下で将校を務めるが、五十を迎えて老いが見え始める。金国との講和が成立した後に退役を勧告されたため、秦容が行う南方開拓に参加する。開拓地では甘蔗の栽培など様々なものに興味を示すようになる。若い者と伍するだけの体力は維持しており、非常時には甘蔗園を守るために戦う。
山士奇（魑刺将）
（水滸伝）張清の部下で、下級将校。黄鉞と同じく、水滸伝では名前のみの登場。
（楊令伝）黄鉞と共に張清の下で戦い続け、上級将校に昇格。粘り強く兵と接する忍耐力の持ち主。歩兵の状態を把握するために戦では馬を降りて戦う。童貫戦の後は郭盛の指揮下に入る。体は大きいが普段の喋り方はぼそぼそとしている。相撲が特技。
（岳飛伝）呉用の命により歩兵を指揮して領内に溜まった水を抜くための工事に従事。本人は力量がないと拒んでいたが再編により旧郭盛軍を率いることとなる。先任の指揮官である呼延凌・秦容に従い出撃、金軍との戦いに臨む。四万の大軍を指揮する将軍格だが、以前と変わらず兵たちと粘り強く接している。のちに女と所帯を持ち、人知れず道路のゴミ拾いを行うようになる。
鄔梨
（水滸伝）威勝の商人。身寄りを亡くした瓊英を娘として育てる。田虎の盟友で彼の叛乱に協力するが、魯達と致死軍の工作で仲違いし、田虎に両目を潰され全盲となる。田虎が倒され瓊英が張清と結婚すると、娘と共に梁山泊の統治に協力する。原典では敵役だったが、北方版では味方として活躍する数少ない人物。
（楊令伝）揚州の商人。娘婿というべき張清の相談役や李俊・楊令らの交易のアドバイザーを務める。美食家で、阮小二達にドリアンのような南国の食材を使った料理を振舞ったこともある。高齢ゆえ体が衰弱していくが、江南の経済発展を予測するなど商人としての眼力は衰えなかった。義孫の張朔には計算や物の捉え方など様々なことを教え、彼の価値観に少なからぬ影響を与える。
瓊英
（水滸伝）鄔梨の養女。傭兵だった張清が惚れこみ、彼女を守るために梁山泊と敵対したほどの美人で、商才にも長けている。梁山泊に田虎が倒された後に張清と結婚。最終決戦前に、鄔梨や非戦闘員と共に揚州へ移り、男児を出産する。原典と異なり、飛礫などの武術は遣えない。
（楊令伝）揚州の商人。張清との間に生まれた息子・張朔を育てながら、日本など諸外国との交易を執り行う。張清から護身用に飛礫を習っており、張朔にも教えている。童貫との決戦で夫を失うも気丈に働き続ける。安東一族や奥州藤原氏からの信用を得て、十三湊に館を構えて昆布など物資の調達を行う。
（岳飛伝）日本に常駐し、昆布を中心とした交易に携わる。李俊とは男女として通じ合うものもあるが、表に出すことはしなかった。
盛栄（紡鵺）
（水滸伝）柴進・李立の部下。兵站を得意とするが、本人は兵士として戦う事を希望している。手癖が悪いのが欠点。賄賂を取っていたことが露見し、李立に片手を切り落とされ、出奔する。
（楊令伝）利益を求める闇商人となって再登場、自分の手を切り落とした李立と再会する。厳密には梁山泊の一員ではないが、過去の因縁抜きで梁山泊に協力し、金との交易を続ける。非常に広い視野を持ち、また宋に対し深い憎悪を抱いている。後に武松が西夏から連れてきた牛直を押し付けられ、部下とする。交易で富む梁山泊が周囲に疎まれていることを見抜いており、梁山泊が潰れた場合も考えて商いを行う。
（岳飛伝）楡柳館を拠点に交易を続ける。河水の大洪水による物流の道が途絶したことを憂慮しており、商隊の指揮を執る王貴に状況を打開するよう挑発する。病を得て余命わずかとなるが、最後の仕事として梁山泊が蓄えた砂金で膨大な量の銀を購入。その後、自分の生涯に満足して死去した。盛栄が購入した銀は宣凱が考案した金国中の穀物を買占め、物流面で干上がらせる戦術に用いられる。
文祥（小華佗）
（水滸伝）流花寨、後に梁山泊本隊の医師。安道全の一番弟子。最も早く医師として独立したが、当初はまだ腕が未熟で阮小五の治療に失敗したこともあった。
（楊令伝）引き続き、医師を務める。安道全から鍼治療など医術の全てを教え込まれている。安道全に及ばない自らの腕や助けられない患者に歯痒さを感じつつも、兄弟弟子の白勝・毛定や自分の弟子、蘇良と共に医療活動に従事する。
（岳飛伝）梁山泊の医療面を取り仕切っているが、医師としての姿勢から毛定や蘇良と対立、彼らがそれぞれの道を選択することになる。
毛定
（水滸伝）双頭山の医師。安道全の三番弟子。文祥・白勝に続き医師として活動。
（楊令伝）引き続き、医師を務める。洞庭山から梁山泊へ移り、民衆相手の診療所を担当する。
（岳飛伝）文祥との関係が悪化したため出奔。梁興と出会い漢陽で診療所を営む。義足作りと怪我の手当ては得意だが病気の診断は苦手（出奔の原因でもある）。あるトラブルを張朔に助けてもらい、彼と梁興が出会うきっかけを作る。後に梁興の薦めで岳家軍の医師となり、孫範の義足や岳飛の義手を作成する。怪我の治療に関しては安道全に並んだと自負している。南方で再興された岳家軍にも合流、医師を務める。
馬雲
（水滸伝）薛永の弟子。師の薬草学全てを伝授される。最終決戦時、別れ際に薛永が研究した薬草学の全てを記した冊子を託された。
（楊令伝）引き続き薬師を務め、白勝・文祥らと共に梁山泊の医療面を支える。童貫戦の後は弟子や軍を退いた兵たちを使って、洞宮山で交易品用の薬草栽培を手がける。薛永の冊子を元に薬作りに励むが、その全てを作成するには至っていない。河水の大洪水の前後には疫病の流行に備えて薬の生産に打ちこんでいた。弟子の育成のほかに薛永の冊子を書き写し、毛定ら医師たちに渡している。
鄧礼華
（水滸伝）柴進の間諜。宋江の元へ向かう途中で、宋清と知り合って恋に落ちる。表向きは宋江の妾となっているが、宋江の間を誤解して嫉妬した閻婆借に殺される。
金翠蓮
（水滸伝）宣賛の妻。その美貌ゆえ、義父・金潤に陵辱され美人局の片棒も担がされていた娘。魯達達に助けられ、その際に醜い面貌を晒してまで守ってくれた宣賛を慕って妻になる。
（楊令伝）宣賛との間に一子・宣凱をもうけた後、新生梁山泊の聚義庁で、保育所の管理を行う。童貫戦では文祥らの手伝いとして負傷兵の看護にも当たった。
（岳飛伝）宣賛が遺した人生の記録ともいえる書付けを整理し、宣凱に読ませる。宣凱が朱杏と結婚後に陳蛾と共に子午山へ移住する。
白寿
（水滸伝）恩州の妓楼で働く元遊技、王英の愛人。後に扈三娘に引き取られて、王英との子供を出産する。
（楊令伝）息子・王清を聞煥章に拉致されるが、扈三娘の働きによって取り戻す。扈三娘の戦死後は、洞宮山で王英と扈三娘の息子・王貴も育てる。

### 宋
(水滸伝)梁山泊が打ち倒そうとする国家。文治主義のもと経済や文化が発展しているが、軍は弱い。国家としては爛熟期を過ぎつつあり腐敗が大きくなっているとされる。宋末期において史実で叛乱が続発した背景には、本作にも見られる塩賊茶賊の横行と原典において見られる招安の制度により叛乱を起すことで官軍に登用される可能性が高かったからという面が大きいが、本作においては地方が重税により疲弊を極めているため、と設定されている。
先述の通り史実の宋では軍を構成していたのは大半が招安された元賊徒であるが、本作の宋では徴兵制度が施行されている。また史実の宋の歳入は塩をはじめ各種の専売がその殆どを占めていたが、本作では農民からの徴税が財政の要を為していると受け取れる描写が多々登場する。
史実にも原典にも無い独自の設定として青蓮寺が登場する。これは宋における情報収集と秘密工作の機関であり、国家体制の守護のために梁山泊と激突を続けつつ、宋の改革にあたる機関である。
(楊令伝) 青蓮寺の活動も虚しく（李富などは見切りをつけて新国家建設にシフトしていく）奸臣の蠢動により加速度的に国家は崩壊してゆく。最後は史実と同様に方臘の乱による海上の盟構想の失敗により靖康の変を招くことになり滅亡する。

#### 政治家
徽宗
（水滸伝）帝。政治に全く関心が無く、石集めに執着して民を苦しめている。
（楊令伝）引き続き、皇帝の座に就いている。焼物や石集めに没頭して人民や物資の徴発を続けたため、国庫の破綻や賊徒の跋扈を招く。金軍の侵攻を前に退位。靖康の変における開封府陥落により金の虜囚となる。北辺で自耕しつつ細々と生き延びていたが、呉乞買の死と前後して病没する。
蔡京
（水滸伝）宰相。事実上の最高権力者だが、裏で政治を司る青蓮寺とは互いに利用しあう関係。聞煥章を抜擢するなど、袁明も才覚には一定の評価を与えている。苛立つと指の腹を擦り合わせる癖がある。かつての改革者、王安石の理想を実現させるという意思を持つが、現実に妥協して私腹を肥やす俗物でもある。また、青蓮寺の組織拡大を認める代わりに、闇軍による政敵の暗殺を行わせる。史実では文化人としての面を持つが、本作では微かに文字に特徴があることが描かれるのみで、ほぼ描写されていない。
（楊令伝）宰相の座を王黼に譲るが、影で実権を握っている。権力に固執するあまり、才能のある人物を排除したことが政治の腐敗を加速させた。既に80歳を越す高齢となっている。後に李綱ら強硬派に捕縛され流罪となったが、その途中で殺害された。
梁世傑（梁中書）
（水滸伝）北京大名府の留守（長官）で蔡京の娘婿。蔡京に送った十万貫の生辰綱（誕生日祝い）を晁蓋らに奪われる。双頭山陥落後の、梁山泊による春風山・秋風山守備隊の救出作戦に体よく利用され、謹慎処分を受ける。
蔡徳章
（水滸伝）江州の知事、蔡京の九男。暗愚で黄文炳に執政を任せている。梁山泊軍が江州の城郭に攻め込んだ際、公孫勝は国を腐らせるだけと評し、討ち取らなかった。

#### 禁軍
史実の宋軍（原典の『水滸伝』とも別である歴史的事実との比較）と異なり徴兵制が施行されている。また史実の宋軍では禁軍は「戦闘部隊」という程度の意味であり全国に駐屯していたが、本作では開封府を守備する部隊のみが禁軍と呼ばれ後は地方軍と呼ばれている。史実の宋軍でも廂軍などと呼ばれる地方軍が存在したが、これは実態としては犯罪者の収容兼公共事業の執行のための部隊であり、戦闘能力を持つ軍ではなかった。
同じく史実ではこの時期指揮官に将軍という呼称を用いていなかったが本作の世界では将軍の呼称が使用されている。また兵士の私兵化を防ぐために兵士の任地を一定期間で変更し特定の指揮官と近づけないようにするという制度があったが、本作ではこれは見られず、童貫軍や秦明の青州軍などで私兵化の傾向が見られる。
童貫
（水滸伝）禁軍元帥。宦官であり、性欲代償のためか精強な軍をつくることに情熱を燃やす。小柄で甲高い声、原典同様に宦官ながら髭を生やしている。また、腐れ者と蔑まれる事を嫌い、自らを鍛え、剣の使い手でもある（王進に師事した時期もあった）。原典では小人物だが、本作では宋軍最強の軍を率いる軍人である。強敵と戦いたいとの願望から梁山泊軍が強力になるのを楽しみにしていた。勤皇の志は篤いが国を思う気持ちはさほど強くはなく純粋な職業軍人である。
終盤でついに梁山泊軍と激突。双頭山を攻略し、激闘を繰り広げ、ついに宋江を頭領とした初代梁山泊を壊滅させる。梁山泊軍を破り、歩兵全軍が撤退した後も騎馬隊で、残存の楊令軍と野戦を続ける
最終局面にて楊令と馳せ違い、吹毛剣に兜を切り飛ばされ負傷。それでも動きの裏をかいて楊令の包囲に成功するが、索超の捨て身の介入により取り逃がしてしまう。
（楊令伝）六十を過ぎて退役してもおかしくない年齢となったが、再び梁山泊軍とまみえるため、元帥として変わらず禁軍を掌握する。老いてもなお指揮能力は卓抜しており、麾下二の百騎は梁山泊軍の黒騎兵や赤騎兵に匹敵する。前作の最終決戦で自分に手傷を負わせた楊令との再戦を望んでおり、それが生涯最後の戦いと思い定めている。畢勝や趙安といった部下たちをどこへ出しても恥ずかしくない軍人と評価する一方で、物足りなさを感じていた。だが、従者として拾った岳飛の才能を見抜き、息子のように思いつつも鍛え上げる。
勅命により方臘の乱を鎮圧するため江南へ出兵、数十万の民衆を殺戮した末に勝利する。だが、悪化の一途を辿る政治の腐敗を見て国の行く末に絶望、軍人としての自分の生涯を全うするべく梁山泊軍に決戦を挑む。決戦において梁山泊を叛徒ではなく一つの国家として認識し、純粋無垢な歓喜に包まれながら戦う。
寇亮や劉譲を喪いながらも最終局面で黒騎兵の弱点は楊令の馬が他の馬と力が違いすぎ、楊令が孤立する傾向にあることだと考え、楊令を単騎で孤立させ、麾下二百騎で楊令を押し包むことに成功しかけるも、後方より単騎での史進の突撃を受け失敗。最後は楊令の吹毛剣により首を斬られた。童貫の死に楊令は涙を零し、全軍で敬意を表した。遺骸は岳飛に引き渡され、埋葬される。梁山泊との戦いに勝利していれば退役し、過去の戦いを振り返りつつ隠棲することを考えていた。『岳飛伝』では岳飛が童貫が無様さとは無縁の戦いを全うしたこと、自分のためだけに戦い続けたと分析し、自分が童貫とは違うことを認識している。
史実では北宋の軍人であり、西夏、チベットの軍を大破し禁軍の総帥となる。方臘と戦いこれを殺し、本作では趙安が担当した耶律大石との戦いも担当するが破れた。なお、史実よりも一年早く死去しており、養子もいない。
高俅
（水滸伝）禁軍将軍、儀仗兵を指揮。原典や史実同様に皇帝に取り入り権力を牛耳る悪人。林冲や楊志が梁山泊へ参加する一因を作り出した元凶でもあり、青蓮寺や童貫にとってもある意味目障りな存在となる（最終決戦に際して童貫は高俅に斬ると脅しをかけて行動を牽制したほどである）異常なまでに猜疑心が強く、保身においては驚異的な才覚を発揮するが、それを梁山泊に利用されることもあった。公式サイトの不人気投票では圧倒的な票を集めて第1位となった。
（楊令伝）梁山泊壊滅後も相変わらず帝に媚を売り、宋を衰退へと引きずり込む。前作で両親を惨殺された侯真には仇と憎まれている。燕国が崩壊し、耶律大石が去った燕京攻略に乗り出すも、唯一残っていた蕭珪材に大敗して負傷したため、金国に燕京攻略を依頼するという大失態を犯す。戦傷による病に加えて王黼との権力争いに敗北したため、乞食同然に追放されて惨めなまでに落ちぶれる。それでも権力や欲望へのおぞましいまでの執念を燃やし続けていたが、金軍が開封府に迫る中とうとう行き倒れて餓死、彼を監視していた侯真の目の前で犬猫の死骸と共に汚物として処理された。
趙安（趙安撫）
（水滸伝）童貫子飼いの禁軍将軍。童貫から高く評価される禁軍の若き俊英。国家や歴史を自らの力で動かしてみたいという野望を持っている。そのような意識から聞煥章、李富からは同志として扱われ、呼延灼達とも親交がある。特に聞煥章とは馬が合う。
天性のひらめきを持ち野戦が上手い。1年と数ヶ月をかけた二竜山攻撃でそれに加え非常に強い粘り腰も獲得し、そのひらめきと眼力はさらに磨きがかかり極僅かな期間で流花塞の防御を看破し効果的な攻撃を加えた。驚異的とも言えるほどのタフさと強運を持ち、幾度も死地を抜ける。
梁山泊との死闘を戦い抜き二竜山と流花寨を陥落させ、梁山泊の多くのメンバーを討ち取るなど梁山泊に多大な損害を与えた。安撫だった父を持つ故に若い頃は趙安撫と呼ばれからかわれていたこともあった。
（楊令伝）軍人は命令に応じて戦えばそれでいいと考えながらも、腐敗を極める宋を見限り始める。前作で二度も重傷を負ったせいか身体の老いが早く訪れている。そのためか天性のひらめきや柔軟さは失われつつある。若い頃の歴史を動かしたいという野望も失なわれつつあり、水滸伝時代から片鱗を見せていた軍人という職業に対する「古臭い」感性が剥き出しになりつつあり、聞煥章との関係は離れてゆく。
そういった変化にともない、若いころには得手だった野戦が不得手になってゆく。そのような自身の変化にはあまり自覚的ではなく、それを自身の才能の問題であると考えるようになり、堅実で狡猾な戦い方をする。その堅実さ、狡猾さは将軍としては決して高齢ではないにもかかわらず、童貫に老練と評される程である。
原典での趙安撫は梁山泊の遼攻撃の後詰として活躍するが、本作では燕京攻略軍の主将を担当し葉超、劉譲を指揮下に入れ二十一万の大軍で耶律大石達と戦い、激戦の末に耶律披機を討ち取るものの決定的な勝利は得られなかった。畢勝死後は名実ともに禁軍第二位の将軍となる。
童貫後の禁軍元帥と目され、梁山泊戦では北部戦線及び対金戦線を担当。陳翥を指揮し、呼延灼隊・花飛麟隊・史進遊撃隊と戦う。かつての友、呼延灼との戦いに喜びと充実感を得るものの、柔軟性を失なったためか終始劣勢。陳翥を失い、自身の麾下の騎馬隊も分断されたところへ穆凌の攻撃を受け、討ち取られた。その直後に呼延灼も戦死しており、ほぼ相討ちといっていい状況で戦死している。生涯独身を貫き通した。
史実では耶律大石との戦いは方臘戦の後のことであり、童貫が指揮した。『岳飛伝』では岳飛が敗北しながらも生き残っている自分を、幾度も死線を潜り抜けた趙安と重ね合わせている。
宿元景
（水滸伝）禁軍将軍、主に騎馬隊を率いる。趙安や地方軍と共に梁山泊攻略で活躍するが、禁軍が叛徒に敗れることにプライドを傷つけられる。禁軍地方軍二十万一斉侵攻の際に、高俅の出した勅命によりあと一息のところで流花寨攻めを断念。納得いかず突撃し、朱武を討ち取るも、花栄の射た矢に斃れる。原典と異なり、梁山泊と終始敵対した。
楊戩
（水滸伝）禁軍将軍。原典では高俅・蔡京・童貫と共に四大奸臣として描かれ、史実では無理な徴税で梁山泊の叛乱を引き起こした張本人だが、本編ではごく普通の軍人とされており、活躍も少ない。宿元景の死後、軍を鍛えなおしたが童貫の評価は低かった。「楊令伝」での童貫の回想から、「楊令伝」の開始時点までに軍を退役して間もなく病死した事が判明した。
周信
（水滸伝）禁軍将軍。宿元景の後釜として昇格、その戦力を引き継ぐ。若いながらも見所があり、童貫に厳しく鍛え上げられる。主に童貫や趙安の援護を担当。双頭山陥落後は双頭山に駐留。趙安の二竜山攻撃軍の援兵として楊春指揮下の趙安攻撃軍を攻撃するが、楊令発案による急襲を受け、楊令に斬られ敗死する。
許貫忠
（水滸伝）禁軍将校、周信の軍師。かつて見識と才能を童貫に評価されたが、母親の介護のため軍を辞して隠遁していた。梁山泊との決戦準備を行う禁軍に復帰し、周信の補佐を務める。周信の戦死後、捕虜となり梁山泊に捕らえられるが、毅然とした態度から宋江・呉用に敬意をもって接される。「楊令伝」で梁山泊陥落直前に解放された事が判明した。
（楊令伝）金の幕僚。解放後に女真の地で戦う楊令の下につこうとしたが必要とされず、半独立状態だった唐昇の軍師となる。やがて金国に編入され唐昇や蔡福と共に、梁山泊と金のパイプ役を務める。後に金の文官不足により、 阿骨打の命令で唐昇の軍師を離れて民政を担当するようになる。
偏狭な老人を装いつつも政情を分析し続け、河北統治における撻懶の傀儡擁立計画を察知。自分を拾ってくれた阿骨打への恩義から、蔡福らに計画横取りを実行させ金の内部分裂を食い止めた。傀儡国家『斉』の成立後に病死したが、蔡福などは撻懶の報復による殺害だと考えた。
鄷美
（水滸伝）禁軍将校、童貫の副官。元東平府の将校だったが、童貫に見出されて禁軍入りする。双頭山攻めで元部下の董平と戦うことになる。童貫の梁山泊攻撃の先鋒となり、牽制に出てきた梁山泊軍を壊滅させようとするが、扈三娘を守ろうと驚異的な突撃をかけてきた林冲に討ち取られた。
畢勝
（水滸伝）禁軍将校で童貫の副官。同僚の鄷美と共に童貫を補佐する。地方軍を経て童貫の部下となった過去がある。童貫が前線に立つことには何度か懸念を表すが、悉く却下されている。原典にも登場するが、こちらでは官軍となった梁山泊を支援する役回りである。
（楊令伝）禁軍将軍に昇格。童貫に次ぐ第二位の位置に就く。死んだ鄷美が担当していた部分も含めて、引き続き童貫を補佐する。方臘の乱で惰弱な地方軍を鍛え直して活躍するが、呉用の策に嵌り石宝と許定の奇襲を受けて敗死。指揮下の地方軍将校だった張俊の才能を評価し、方臘戦後に彼が童貫に抜擢されるきっかけを遺した。
侯蒙
（水滸伝）禁軍の参謀。童貫の腹心で主に宮中での政治工作を担当、予算獲得などで青蓮寺と駆け引きを行う。
（楊令伝）引き続き童貫を補佐し、遠征する童貫に代わり開封府の監視役を務める。童貫戦死後も宮廷に出仕していたが、彼の死が原因で精神が破綻する。
馬万里
（水滸伝）童貫の幕僚。上級将校を統轄する。関勝に一騎討ちを挑み、討ち取られるも関勝に致命傷を負わせる。
韓天麟
（水滸伝）童貫の幕僚。上級将校を統轄する。地方軍から抜擢された。梁山泊軍の連環馬による攻撃で戦死。
王義
（水滸伝）童貫の幕僚。上級将校を統轄する。歩兵の指揮に長け、緩急のある攻撃をしかける。最終決戦では別動隊を率いる。半ば童貫に見捨てられる形で梁山泊軍本隊の総攻撃を受け敗死。
段鵬挙
（水滸伝）童貫の幕僚。上級将校を統轄する。禁軍生え抜きで他の幕僚より年配。王義戦死後の宋江の首を懸けた戦いで史進の突撃を受けた童貫を身を挺して守り戦死。
陳翥
（水滸伝）童貫の幕僚。上級将校を統轄する。韓天麟と同じく地方軍から抜擢された。梁山泊軍本隊が梁山泊に撤退した後は歩兵全軍と水軍を指揮し、梁山泊上陸作戦の指揮を執り梁山泊を壊滅させ、宋江に介錯をした直後の楊令に降伏勧告をするも拒絶される。
（楊令伝）禁軍将軍に昇格。童貫の指揮下で方臘の乱に従軍、李明・劉光世らと共に殲滅戦を実行した。梁山泊戦では趙安の下で北部戦線の呼延灼・史進と戦う。緒戦で楊令軍の攻撃で損害を受けたためか、焦りを見せ、幾度か失敗をする。騎馬隊同士の戦闘中、史進の突撃を受け戦死。
李明
（水滸伝）童貫の幕僚。上級将校を統轄する。騎馬隊の指揮が得意。韓天麟の戦死後、後任として上級将校から昇格。若いためか少し気負いすぎる面がある。史進に対して正面から挑むなど勇猛果敢でもある。
（楊令伝）畢勝・陳翥と同様、禁軍将軍に昇格。方臘の乱では通常の指揮以外に、度人の殺戮に狂った味方の兵を斬る役目も担当し、心に大きな傷を負った。趙安死後には禁軍第二位の将軍となり趙安、陳翥の軍を引き継いで、梁山泊北部戦線および対金戦線の指揮を執る。童貫戦死後は禁軍第一位の将軍となり、金軍との戦いを優勢に進める。しかし梁山泊水軍の奇襲を受け、狄成に首級を奪われ戦死。
なお鄷美、畢勝、馬万里、韓天麟、王義、段鵬挙、陳翥、李明は原典でも童貫の幕僚であり、原典ではやられ役であるが本作は童貫のキャラクター変更に共ない各々が梁山泊の将帥に勝るとも劣らない優秀な軍人であるという設定に変更されている。
公順
（水滸伝）趙安の副官。最終決戦時に、趙安により下級将校から抜擢される。年若いが、よく趙安を支える。流花寨陥落後は童貫軍本隊に参加。
（楊令伝）引き続き趙安の副官を務め、彼の意を汲み取った動きができる。趙安の危機に際しては自らが楯になろうとするなど、趙安を命を懸けて支える。戦死した葉超の後釜として一軍の指揮官に異動。南北での戦の後の再編で趙安の副官に戻る。副官歴が長いため、軍内では陳翥、李明に次ぎ、劉譲には並ぶ将軍としての扱いを受けている。梁山泊戦でも趙安の指揮下で戦い、野戦時には騎馬隊を指揮。趙安戦死後の乱戦の中で討死。
何信
（水滸伝）趙安軍の騎馬隊隊長。梁山泊に勝つために自らの命も顧みず奮戦する趙安の身を案じ、何度か趙安の危機を救う。二竜山陥落寸前に、解珍の籠に乗って滑り降りてくるという奇襲を受け討たれる。
梅展
（水滸伝）宋の水軍部隊の将軍。梁山泊水軍と戦う。
（楊令伝）水軍の総司令官を務めていたが、宋を見限った行動をとる。靖康の変では流花寨跡に拠った旧知の韓世忠と連携して金軍の兵糧を奪う。引退を決意し、韓世忠に水軍の知識を叩き込んだうえで彼に水軍を託すことを選ぶ。高齢だが少年じみた面もあり、韓世忠には好かれていた。韓家軍では巴蜀の戦線や物流を担当する。
（岳飛伝）直接登場はせず、韓世忠の回想で病死したことが明らかになる。死後になって韓世忠は梅展に対して実父にも感じたことが無かった父親への愛着があったことに気づく。
王丘
（水滸伝）宋の水軍部隊の将軍。梅展と共に梁山泊水軍と戦う。
（楊令伝）引き続き水軍の将軍を務めるが、国庫の破綻により軍を維持できなくなる。そのため、商人と結託して水軍を運搬業に使うなど宋軍から離れた行動をとる。
葉春
（水滸伝）宋水軍の造船担当。優秀な船大工で、優れた中型船を建造し、さらに高俅の肝煎りで超大型船海鰍船を建造する。これは巨大であるだけでなく、多重船体構造をとっているため容易には沈まない船で、梁山泊水軍を大いに苦しめることになる。
（楊令伝）梅展の部下を務め、同僚の段貞と共に彼から水軍を受け継ぐ韓世忠の部下となる。前作同様に図面作りなどの設計関係が得意。
（岳飛伝）病に倒れ、半身の麻痺と言葉が思うように喋れなくなったため退役し、故郷の無為軍へ戻る。漁船の造船業を手掛けており、生活は裕福。水軍の立て直しを図る韓世忠の訪問を受け、弟子の陳武を紹介する。男勝りだが甘やかされて育った姪の梁紅玉には手を焼いている。

#### 地方軍
禁軍の項にもあるように、史実では廂軍などと呼ばれて実戦に耐えうる組織ではなかったが、本作では開封府以外の地域を防衛する戦闘部隊として描かれている。青州軍のような精鋭も存在する一方で、腐敗が著しい軍が多い。人員も過剰なため、中盤では青蓮寺の政策により屯田や鉱山労働に廻されるなど改革が進められていく。
唐昇
（水滸伝）北京大名府の将軍で趙安に才能を評価されていた。聞煥章の命令で、梁山泊の喉元にある祝家荘に官軍の拠点を築く。祝家荘崩壊後は、田虎を担ぎ上げて偽の叛乱軍を組織させられる。だが次第に青蓮寺に不審を抱くようになって訣別、梁山泊と共闘関係を結ぶ。
（楊令伝）金の将軍で、阿骨打の重臣。梁山泊の別働隊のような形で行動していたが、礼を尽くして誘われなければ入山しないというプライドが仇となり、梁山泊に加わることは無かった。結局は楊令によって阿骨打に引き合わされ、梁山泊に対する煮え切らない思いを抱きつつ、金の中で生きる道を選ぶ。
燕国崩壊時には宋の要請を受けて金軍司令官として燕京攻略を担当、蕭珪材を金に帰順させた。梁山泊と宋禁軍との決戦前には楊令の警告に怯えた呉乞買に従い、その命により陰山に拠っていた天祚帝を斬り、遼の滅亡に立ち会うこととなる。宋侵攻戦にも参加するが漢人ということもあり、あまり厚遇されてはいなかった。後に指揮官職を離れて斡本や兀朮の軍師を務める。 物語終盤で、軍を退役し燕京郊外に隠棲した。
董万
（水滸伝）北京大名府の将軍。唐昇の後任として、聞煥章に抜擢される。極端に味方の犠牲を嫌うところがあり、軍人の果敢さが無いところが趙安や唐昇から嫌われていたが、聞煥章にはそこを評価された。双頭山を奇襲して大打撃を与えるが、その後は失策が続き降格。相変わらず不満を口にばかりしたことが童貫の怒りを買い、晒し刑にされたまま衰弱死というあまりにも惨めな末路を遂げた。
審亮
（水滸伝）北京大名府の将軍。老齢のため、董万の出動中にその留守を任される。劣勢を跳ね返すために梁山泊が僅かな手勢で攻め込んできた際に黄信と死闘を繰り広げ、激戦の末に討ち取られる。
許定
（水滸伝）南京応天府の将軍。二竜山攻略で初登場し、李富と知り合う。後に青蓮寺の密命を受けて軍を退去し、南方で偽の叛乱勢力作りを任される。
（楊令伝）青蓮寺の命を受けて江南の叛徒をまとめ、梁山泊残党と潰し合わせるために方臘に接近する。だが方臘に心酔してしまい、正規軍の指揮官となる。叛乱の終盤戦において直接描写はないが、李明と戦って戦死した。童貫や岳飛は度人の殺戮で精神的に疲弊する戦いの中で、許礼や石宝というまともな軍との戦闘に軍人としての悦びを感じていた。『岳飛伝』で息子の許礼が登場。父親の戦いぶりを岳飛に尋ねたほか、父親の方が人を死なせなかったと評して岳飛を非難している。
劉高
（水滸伝）南京応天府の将軍。禁軍の命令で動くことを嫌っている。十倍近い兵力差がありながら寡兵の穆弘に翻弄され、宿元景と趙安の怒りを買う。己の首を懸けて流花寨に捨て身の突撃を図るが、花栄に射殺された。
呂栄
（水滸伝）京兆府の将軍、呂方の父。息子の特殊な力は否定的に見ていた。王進とは旧知の仲で、放浪中の索超と意気投合して軍に誘ったこともある。高俅から叛乱の容疑をかけられ、身の潔白を示すため自害した。連載時・単行本では単に呂将軍と表記されていたが、九巻で呂方の話題に登場したときに本名が判明し、文庫版では表記が本名に修正された。
程順
（水滸伝）官軍時代の呼延灼の副官。有能だが年若く、融通が利かないところがある。呼延灼が戦場を離れた隙に、戦功を独占しようとする高俅の命令で梁山泊軍に連環馬での攻撃を行うが、徐寧の鈎鎌鎗法により連環馬を破られ、林冲の突撃を受け敗死。
柏世
（水滸伝）官軍事代の雷横の部下。4巻で宋江が旅に出るのを機に官軍を離脱する雷横について、官軍離脱の手助けをするも、自らは追ってきた鄆城軍によって殺される。しかしそのことによって雷横は元部下に対し剣を使うことができるようになり、生き延びるきっかけになった。

#### 青蓮寺
袁明
青蓮寺の初代総帥。1053年生まれ。
（水滸伝）若い頃は王安石に心酔し、その理想の実現に燃えていた。しかし権力争いの中で謀略に塗れる内に裏の組織・青蓮寺（せいれんじ）を設立し、政治を影で操る。高齢だが非常に怜悧冷徹な人物で、その洞察力や決断力により李富や聞煥章らを畏怖させる。
梁山泊を脅威と認識しつつも、梁山泊との戦いを通して宋をより良い国へ変革することも望んでいる。公孫勝率いる致死軍の青蓮寺襲撃で死亡するが、事前に自らの死に備えた遺言を遺し李富を後継者として指名。遺言を託した李師師に李富への言伝を頼んでいた。
李富
青蓮寺の二代目総帥。1065年生まれ。
（水滸伝）叛乱担当。風采の上がらない官僚に見えるが、実は青蓮寺の幹部。全国の叛乱や賊徒への対処を任されており、袁明に認められるほどの鋭さを持つ。やがて勢力を拡大する梁山泊との暗闘で策動し、後に馬桂の殺害が原因で個人的にも梁山泊を憎悪するようになる（袁明の死後、彼の遺言で事の真相を知る）。馬桂が惨殺されたショックで、実年齢にそぐわぬ白髪と、しわがれた声になる。袁明死後は彼の遺言に基づき青蓮寺の総帥を務める。ある意味では宋側の主人公といえる存在。
（楊令伝）引き続き青蓮寺の総帥として活動するが、政治の腐敗と権力抗争に倦んでおり、金の建国や方臘の乱といった情勢の変化もあって、宋を見限る。靖康の変の前後からは富裕な商人から財産を没収して資金を調達、青蓮寺・李師師の妓館などから選抜した人員と共に江南へと本拠を移した後に短期間で南宋建国を実現させる。
言動などが袁明に似てきたが、彼には無かった自分の血筋による国の統治という野心を抱き、李師師との間に生まれた息子、趙昚を太祖の末裔として南宋の皇太子へ仕立て上げる。金に送り込んだ秦檜を利用して撻懶とのパイプを作り、彼との間で淮水を国境とする密約を交わす。老いは自覚しているが、野心の成就と梁山泊打倒に対して白髪が黒さを取り戻すほどの執念を燃やしている。彼の姿を見た呉用はその執念に方臘を連想し、恐怖した。物語終盤では自由市場を全国に展開することで既存の権力を脅かそうとする梁山泊を潰すべく撻懶と会談。梁山泊を挟撃する手筈を整えたが、その直後に呉用に暗殺された。その際、李富は笑いながら死んでいった。
聞煥章
（水滸伝）調略担当。梁山泊に対抗すべく権限を強化した青蓮寺への監視のために蔡京が送り込んだ新幹部。卓越した見識と洞察力で青蓮寺に貢献する。個人的に雇った忍び、呂牛の一党を諜報・調略に用いるが呂牛とは共感する部分も持つ。祝家荘戦で顧大嫂に斬りつけられて片足を失い、以後は北京大名府を拠点に活動する。李富と親交を深めるが、国家の行く末よりも自分の才能を活かし生きている実感を得ることへの欲求が強いため、やがて李富とすれ違うようになる。また、祝家荘で扈三娘に一目惚れして以来、彼女に異常な執着心を抱いていく。不人気投票で第3位。
（楊令伝）青蓮寺の幹部で、北京太名府で活動。李富とは朋友のような仲だったが、その才能と野心から現在では危険視されている。李富同様に宋を見限っている。年齢のためか生きている実感を追い求めることへの執着が薄らいでおり、鋭さを失なったかに見えたが、新しい国を作るという夢を抱いて以後は、耶律大石と接触し、燕雲十六州に燕国を作ろうとするなど独自に暗躍する。
扈三娘に未だ歪んだ執着心を抱いており、燕国崩壊後に呂英が誘拐してきた王英と扈三娘・白寿の子供である王清・王貴を人質にとる。救出しに来た扈三娘を監禁して陵辱の限りを尽くすが、側近である扈成の手引きによりチャンスを得た扈三娘に寝首をかかれ惨殺された。呉乞買、天祚帝と組んで天祚帝を頂点とした燕国構想の復活を図っていたが、聞煥章殺害時に企ての密書を手に入れた扈三娘により梁山泊に露見。楊令に恫喝された呉乞買は天祚帝を斬ることになる。
呉達
（水滸伝）地方軍担当。青蓮寺が公孫勝率いる致死軍に襲撃された際、生き残った数少ない幹部の一人。後に、高齢を理由に第一線を退く。
何恭
（水滸伝）民政担当。青蓮寺の財源として銀山開発を押し進める。公孫勝の青蓮寺襲撃で死亡。
蒼英
（水滸伝）禁軍担当。公孫勝の青蓮寺襲撃で死亡。
沈機
（水滸伝）李富の部下。年下の上司である彼を認め、慕っている。若い頃は袁明の一派として旧法党・新法党の熾烈な暗闘に関わったため、拷問が得意。捕縛した盧俊義を厳しい拷問にかけ、闇塩の道の全容を解明しかけるが、王英以下飛竜軍の援護を受け、盧俊義を奪還しにきた燕青に打ち殺される。しかし、彼の拷問は盧俊義の心身に多大なダメージを与え、彼の死の原因となった。
任先
（水滸伝）李富の部下。沈機とは同僚だが年は若い。李富の総帥就任後は青蓮寺幹部の中心人物となる。所帯持ちだが、その実態は描かれていない。李富の問い掛けに対して、家庭は自分に活力を与えるという旨の返答を返したことから、それなりに幸福な家庭生活を送っていることが推定される。
（楊令伝）引き続き青蓮寺幹部。金軍の侵攻が始まる中、李富の密命で開封府中の富裕な商人から財産を没収する。しかし、靖康の変の直前に用済みと判断され、口封じのために殺害された。
石倫
（水滸伝）李富の部下。李富新体制の青蓮寺では幹部に昇格。
（楊令伝）引き続き、青蓮寺の幹部として活動。
陸謙
（水滸伝）李富の部下。軍費調達などを担当。原典と異なり、林冲との関わりは全く無い。
（楊令伝）引き続き、青蓮寺の幹部として活動。梁山泊が隠した銀の在り処を探っていたが失敗、軽率な言動も災いして李富の不興を買い、自害に見せかけて粛清された。
李師師
（水滸伝）徽宗皇帝も通う妓館随一の花魁。帝の寵愛を受けると同時に、耳目として様々な情報を収集し、青蓮寺に提供し続けていた。真相は不明だが王安石、あるいは袁明の娘と思われ、優れた政治力と智謀を持ち袁明とも古くから交流があった。やがて李富第一の同志となり、青蓮寺の中核をなしていく。情報収集のため妓館にやって来た燕青とは、お互いの正体を知りつつも惹かれあうものがあった。
（楊令伝）宋を見限った李富と共に策動、やがて彼の子を身篭り、難産となったが無事出産する。王安石の理想を叶えることを目指す。我が子であり、南宋の皇太子となった趙昚の教育を担当する。
（岳飛伝）南宋の都、臨安府の別宮で趙昚の教育をしつつ後宮の整備など将来に向けた行動をとる。李富亡き後の青蓮寺の組織を手中にし、秦檜を牽制する。岳飛の処刑・救出の一件において趙昚の出自を明かす証拠の品「玄銹（げんしゅう）」の出現を燕青から知らされ、青蓮寺の活動を再開し始める。
黄文炳
（水滸伝）青蓮寺の幹部。単なる悪徳役人に過ぎなかった原典と異なり、本作では青蓮寺の一員として活躍。長年職務を果たしてきたが、そんな人生に寂寥感を抱く。旅の宋江たちが潜伏する江州へ赴任し、僅かな手がかりから一行を追い詰めたが、宋江を救出しに来た穆弘、李俊の連合軍、致死軍、林冲騎馬隊に敗れ公孫勝に首を刎ねられた。
王和
（水滸伝）青蓮寺の実働部隊である、闇軍の指揮官。闇軍は梁山泊致死軍と同じ役割を持ち、梁山泊最大の糧道である闇塩ルートの全貌を暴くべく活動する。楊志暗殺の実行や、聞煥章と共に祝家荘の内部掌握など闇軍以外にも様々な任務をこなす。李応を異常に嫌い、彼の暗殺用に青蓮寺が送り込んだ暗殺者を殺してまで自分の手で殺すことに拘る。しかし李応を暗殺しようとしたところを、武松と李逵に阻まれたあげく李逵の板斧で首を刎ねられ絶命した。
高廉
（水滸伝）王和の副官、青蓮寺闇軍の後任指揮官。個人プレーでは王和に劣るが、王和の死後に闇軍の組織拡大に努め、致死軍の公孫勝とはお互いの首を賭けて虚々実々の駆け引きを繰り広げる。原典と異なり、高俅との血縁関係は無い。公孫勝以下の致死軍・飛竜軍を双頭山の周信軍との共同作戦で殲滅させようとするが、公孫勝らに敗れて戦死。周信軍の攻撃も、事前に劉唐が林冲に援護を要請していたため失敗に終わる。
殷天錫
（水滸伝）高廉の副官。高廉の身代わりになって公孫勝に討ち取られる。
馬桂
（水滸伝）旅芸人の座長で、元宋江の間諜。しかしその才能は、亡夫・閻新とは比べものにならない程乏しい。宋江の妾にした娘・閻婆借を殺され、李冨の洗脳に近い偽情報を信じ込み、梁山泊に憎しみを抱くようになる。李富の手で二重スパイとなり、梁山泊の重要人物の暗殺を命じられる。やがて李富とは愛人関係になるが、李冨が腑抜けてしまう事を危惧した聞煥章の命を受けた呂牛の手によって、目を覆うような形で惨殺された。公式サイトの不人気投票で第2位。
史文恭⇔段亭
（水滸伝）老年の暗殺者。昔は青蓮寺の一員として様々な暗殺を手がけていた。引退して隠遁生活を送っていたが妻を亡くす。梁山泊に痛撃を加えたい李富の要請で復帰、要人暗殺を試みる。変装の名人でいかなる環境へも自然に溶け込める。相手を追うよりも待つこと、自分が無事に逃れることを暗殺のやり方としている。好きになった人物しか暗殺することができないという異常な面を持つ。
従者として梁山泊軍に潜入し晁蓋の暗殺に成功するも、偶然にも出くわした張青に襲われ右の小指を失い右手ごと切断。次いで段亭の偽名を使って若い商人として済州の城郭に潜入し、柴進と裴宣も暗殺する。しかし、その直後に自分を狙っていた劉唐に捕らえられ斬首された。原作とは異なり、矢に名前を彫るのをやめている。
洪清
（水滸伝）袁明の従者・護衛。袁明とは古い付き合いで、彼が心情を吐露できる数少ない人物。見た目はこれといった特徴のない初老の男だが、実は優れた体術の遣い手で、自分と同じく体術の遣い手を部下に持ち、青蓮寺要人の護衛を行う。その体術で樊瑞の袁明暗殺を阻止し、返り討ちにした。また、馬桂の死で傷ついた李富の心のケアを担当したこともある。致死軍の青蓮寺襲撃時に燕青と死闘を繰り広げ、敗死。
呂牛
（水滸伝）聞煥章に雇われた間諜集団の親玉。神出鬼没で、金と楽しみのために謀略を行う愉快犯。だが危険を省みずに聞煥章を助け、片足を失った彼に義足を手配したこともある。青蓮寺にも暴け無かった数本の塩の道を暴く、魯達達の動向の情報を青蓮寺よりも早く手に入れるなど間諜としては極めて優秀。暗殺を手掛けたこともあるが、殺しはあまり好まない。同じく自分の楽しみのために仕事をしている面のある聞煥章との間には、かすかな共感があった。後に燕青に捕らえられ、拷問の果てに精神や言動が幼児並までに退化し、完全に廃人と化した。
呂英
（水滸伝）呂牛の息子。呂牛が廃人となった後は、その一党を引継ぎ聞煥章から仕事を請け負う。呂牛とは違い実直な面がある。その実力を文立は高く評価する。文立の下で武術の修行もしており、優れた体術の遣い手。
（楊令伝）父に代わり間諜として、青蓮寺から離れようとする聞煥章の裏工作を請け負う。前作と打って変わり、自分を高く売ろうとする悪癖がでてきて、徐々に父に似た性格に変貌していくが、実直でまともな物の見方は変化していない。聞煥章の死後は趙安・撻懶・扈成と雇い主を転々とする。扈成の指示で李英を罠に嵌め梁山泊を出奔させるが、李英捜索の任を受けた候真率いる致死軍に捕らえられた。
（岳飛伝）生還し再び一党を率いて裏稼業に従事する。許礼の推薦により岳飛・秦容と戦う辛晃に雇われて諜報活動を行う。なお、顔の半分が陥没しているため変装で隠している。
鈕文忠
（水滸伝）間諜。青蓮寺の指令で唐昇を補佐し、田虎の偽反乱軍組織を画策する。軍資金を着服するなど小悪党な面もあり、唐昇にそれが露見して殺害された。唐昇が青蓮寺を離脱する直接の原因を作った人物といえる。
文立
（水滸伝）聞煥章の護衛。郷里の母親を支援してもらった恩もあり、聞煥章に忠実に仕える。燕青・孔亮との戦いで顔を潰されるも、後に復帰する。呂英の武術の師でもある。
（楊令伝）引き続き聞煥章の護衛を行うが、主人を殺した扈三娘を追う最中に武松と戦い、脳天を叩き割られて撲殺された。
赫元
（水滸伝）李師師の護衛で諜報活動も手がける。李師師に忠誠を誓っているが、李富と李師師が手を組んでからは李富の腹心も務める。
（楊令伝）引き続き李富と李師師の元で護衛や調略、情報収集など多岐に渡って活動する（楊令らに拷問を受けた際の態度から李師師に執着している節もある）。武術の腕は確かで、闇軍指揮官の姜肆に気取られること無く接近できるほど。新国家建国のために動き、南宋建国後は李富に青蓮寺の継承者として指名される。
李師師の命を受け活動拠点を建設していたが、致死軍の襲撃を受け捕縛される。楊令・公孫勝・武松らによる数ヶ月の拷問の末、ついに趙昚の出生を白状し、廃人と化した。解放後、青蓮寺に保護されるも無残な姿を見た李師師の命で殺害された。

#### 祝家荘
祝朝奉
（水滸伝）独竜岡にある三つの荘（村）の一つ、祝家荘の保正。尊大かつ傲慢な性格。過去に卑劣な手で解珍から土地を奪い屈服させた。そのため解珍・解宝はもちろん、解珍を尊敬していた李応にも嫌われる。次男・祝虎の出世を餌に青蓮寺へ取込まれ、独竜岡を梁山泊攻撃の基地として提供する。
祝竜
（水滸伝）祝朝奉の長男。弟二人とともに李逵の板斧で斬首された。
祝虎
（水滸伝）祝朝奉の次男、禁軍の将校。祝家荘が梁山泊を倒せた場合、禁軍将軍への昇格を約束されている。
祝彪
（水滸伝）祝朝奉の三男。扈三娘の許婚。唐昇には祝三兄弟で最も武芸に長けると評される。
欒廷玉
（水滸伝）祝家荘の客人・武芸教師。プライドが高く、唐昇の介入を邪険にしている。孫立に不意を突かれ、殺される。

### 子午山
延安府の南西、坊州に位置する山。作中では王進の住む庵を指す。山深いところにあり、人里まで歩いて半日はかかる。禁軍を脱走した王進はこの山に庵を構え、母親と共に隠棲する。そして鮑旭など様々な人間を預かり、真人間として再生させていく。子午山での生活は武術の稽古も行われるが、一日の大半は畑を耕す、焼き物を焼くといった平穏なものである。後に青蓮寺や童貫は子午山の存在をつきとめたが、特に手を出すことなく放置している。
王進
（水滸伝）禁軍武術師範。その強さは林冲が槍以外では勝てないと評するほど。その腕前と見識を高く評価した魯智深に反政府活動へ勧誘されたが、結局断わった。禁軍の腐敗を憂いて改革案を提示したために高俅によって謀反の嫌疑をかけられ、老母とともに逃亡する。旅の途中で出会った史進に武術を教えた後に子午山で隠遁生活を送る。
梁山泊の一員ではないが、魯智深や史進との縁から鮑旭をはじめとする心に欠落を持った男たちを預かり、彼らが立ち直る手助けをする。彼の元で修行した人物は、鮑旭・武松・史進・馬麟・楊令・張平と多岐にわたる。
（楊令伝）引き続き子午山で隠棲しながら、残った弟子の張平を育てていた。馬麟の要請で、花飛麟が連れてきた亡き秦明の妻子である公淑・秦容を預かり、花飛麟も教育する。後に母をはじめ、周囲の勧めで公淑の夫となる。武松が連れて来た蔡豹を預かった後に、山の麓で自身が制作した焼き物を販売する小さな店を開く。
弟子を育てることに生きがいを感じているが、楊令と秦容だけは下山後の人生を考えて、天稟を目覚めさせたことを後悔している。また、武術を必要としない蔡豹、そして燕青を追ってきた王清には身を守る程度の技しか教えていない。高齢になったが燕青と立ち合いを行うなど、自らを鍛えることを止めてはいない。
（岳飛伝）蔡豹と王清に稽古を付けつつ変わらぬ生活を続けているが、楊令の死を知った時だけ岩の端に坐して動くことをしなかった。燕青は王進を強くなったがゆえに人の世では生きていけなくなったと評している。公淑が病に倒れても普段の生活を変えようとしなかったが、奥底では強い繋がりがあると郝嬌は感じていた。公淑を失くした後は死を越えるべく食事や水を絶って岩に坐し続ける。そして王清と蔡豹が見守る中、ついにこの世を去った。
王母
（水滸伝）禁軍武術師範だった王昇の妻で、王進の母親。本名は不明。無実の罪を着せられた息子と共に逃亡、子午山にて隠遁生活を送る。王進が預かった史進たちに礼儀作法を教え込んだ。厳しくも愛情を持って接したため、実の母のように慕われる。読み書きを教えた鮑旭からは母上と呼ばれる。
（楊令伝）前作同様に厳しい面もあるが、周囲から慕われている。王進と公淑の想いに気づき、二人に結婚を勧めた。老衰のため、駆けつけた史進に見取られながら大往生を遂げた。
張平（九転虎）
（水滸伝）張横の次男。両親の愛情を満足に得られなかったため盗みを働くようになるが、一方で自分を恥じていた。父との旅の途中で武松の荷物に手を出したため、李逵に制裁を受ける。事情を知った武松の勧めにより父に連れられて子午山の王進に預けられ、見事立ち直った。共に暮らした楊令を兄と慕う。
（楊令伝）心因性の盗癖を完全に克服し、王進の下にて健やかに成長した。父と再会して子午山を下山し、梁山泊に加入してすぐに楊令の黒騎兵に参加。後に楊令の命を受けて黒騎兵から独立し、索超が率いていた青騎兵を再興。楊令の守護を最優先に指揮を執る。後に暗器として使える鉄笛を所持し、しばしば演奏するようになる。楊令は張平の鉄笛をうるさいと言いつつも、心の慰めとしてリクエストしていた。
志や新しい国についても考えていたが、殆ど口に出すことはなく青騎兵の指揮を執り続ける。また、楊令の従者を務める欧元には良い感情を抱いていなかった。岳家軍・金軍との決戦終盤で岳飛と戦い、戦死する。『岳飛伝』における史進と王清の会話により、張平と馬麟の鉄笛や鮑旭の愛用した筆といった遺品が、史進によって子午山へ送られたことが明かされている。

### 女真
麻哩招吉
（水滸伝）女真族の有力軍閥の長。容赦のない性格で捕虜を過酷に扱い、交渉のためにやって来た魯智深を投獄する。
阿骨打（アクダ）
（水滸伝）女真族の若き長。女真族でも特に支配が厳しい生女真に属する。自分たちを抑圧する遼の打倒を考えており、武装蜂起のために力を蓄える。物語後半の蔡福・蔡慶らによる武器調達がきっかけで梁山泊と、そして終盤で楊令と係わりを持つことになる。梁山泊の支援を受けて遼に反旗を翻し、金を樹立した。武松たちと意気投合するほど快活で豪胆だが、ときには理不尽に耐える忍耐強さも併せ持つ。なお、史実より若く描かれており、また登場時の女真族での立場も史実より相当に低い。
（楊令伝）金の初代皇帝。幻王（楊令）の協力を得て遼を圧倒するが、遼に味方する熟女真との同族争いや部族内の権力抗争に苦慮し、夢半ばで病に倒れる。彼の早すぎる死は、梁山泊の対童貫戦における戦略と楊令の国家構想に大きな修正を余儀なくさせた。楊令とは兄弟分のような仲で最大の理解者でもあり、彼の葛藤や心境の変化にも気付いていた。楊令と共に南北に漢民族と女真族の国を作り、共存するという夢を抱いていた。
『岳飛伝』で兀朮が阿骨打ならば遼の名将だった蕭珪材を使いこなすことができたと回想し、蕭珪材を活用できなかった自分たちを恥じている。また父が志半ばで倒れたために楊令と交わしたであろう何らかの約束を守れなかったとも推測している。
完顔成
（水滸伝）阿骨打の副官。生女真の出身で遼の支配に耐え続けていたが、阿骨打の決起に従い共に転戦する。
（楊令伝）金の将軍。幻王楊令に従い転戦し、金建国後に元帥として軍を統括。楊令が梁山泊に帰還する際に、彼に縁のある女達の保護を頼まれたため、弟の胡刺児に託した。後に斡離不、撻懶と共に宋への侵攻軍を指揮する。根が実直ゆえ、阿骨打亡き後の朝廷や軍内部の不協和音に悩んでいる。その行動や地位は、史実での粘没喝に近い。斉建国に伴う平定戦で岳家軍に連敗、兀朮との交代という形で解任される。総司令官としての軍才は欠けていたが、民族や前歴に囚われずに金軍を編成した公平さを撻懶に評価された。その後、軍政面を統括する立場に就く。
（岳飛伝）粘罕の死と金の文官不足により宰相を務める。自らが宰相の器でないことを自覚しており、病に倒れたのを機に撻懶へ宰相職を譲る。その後は宮中の整備や儀仗兵の指揮といった名誉職に就く。
真婉
（水滸伝）女真族の女性で、蔡慶の妻。間に一児・蔡豹をもうけるが、遼の襲撃で夫を失う。
（楊令伝）蔡慶の死後、女真の風習により彼の兄・蔡福と再婚するが、後に首を吊って自殺した。死に至るまで長年にわたり蔡豹に蔡福への憎悪を語り続け、蔡豹の心に深い傷を残す。
蔡豹
（水滸伝）蔡慶と真婉の息子。物心つく前に、遼の襲撃で村が壊滅し父を失う。
（楊令伝）伯父の蔡福に育てられるが、やがて母と結婚した蔡福を恐れ嫌う。母の自害に衝撃を受け、その身を案じた武松に伴われて王進に預けられた。秦容が旅立った後は王進の唯一の弟子となる。梁山泊へ行く気はないが、自分の将来を決めかねている。成長してもなお、蔡福に対しての憎悪は消えずにいる。余談だが、連載時には王慶と偽名を名乗る場面があった（単行本ではカットされた）。
（岳飛伝）蔡福の死は知っているが憎しみは消えておらず、賊徒との争闘ではそれを剥き出しにしていた。母と慕っていた公淑が病に倒れ彼女を喪うことを恐れていたが、公淑の最期を看取った後は王清と共に埋葬した。王進の死後に子午山を降りて金貸しをしていたが、取り立てのため訪れた陳家村で燕青と再会。彼の命により村で商売を始めることになる。
以降は王清と同じく、梁山泊に連なる米商人として南宋に対する物流戦略の一端を担うようになる。やがて陳麗華と愛し合うようになり、それがきっかけで過去の憎悪を清算する。だが孟康の頼みを聞き入れて買い占めた米を売らなかったために存在を炙り出されてしまい、黄広配下の襲撃を受ける。陳麗華を守って奮戦するも二人とも殺害され、その亡骸は関係者をおびき出すための餌として晒し者にされるという無残な最期を遂げた。

### 賊徒
王倫（白衣秀士）
（水滸伝）梁山湖の要塞に拠点を置く賊徒の頭目。科挙に落ちた逆恨みから、義賊と称して近辺を略奪している。原作にも増して猜疑心が強い上に陰険で、林冲を毒殺しようと謀るなど、寨の中で恐怖政治を行う。そのため多くの者から嫌われており、林冲に殺される時点で既に、宋万・杜遷・朱貴に裏切られていた。
鄧竜
（水滸伝）二竜山の賊徒の頭目。残忍な手口で周辺の村を襲って恐怖を与えるが、楊志・魯智深・曹正に暗殺される。
鄭敬（鎮関東）
（水滸伝）肉屋の主だが、正体は保州の賊徒の頭目。金翠蓮の義父から彼女を買い取る。原典に登場した鎮関西をモデルにした人物で原典と同様、魯達に撲殺される。
田虎
（水滸伝）元威勝の猟師。威勝で叛乱軍を蜂起するが、実は梁山泊と潰し合わせるための青蓮寺のお膳立てであり、田虎本人は単なる傀儡の親玉でしかない。王族気取りで威勝郡を支配するが、目論見を看破した梁山泊に対して傭兵として雇った張清を当てたことが命取りとなり、梁山泊に加わった張清の飛礫で絶命。一族も皆殺しにされた。
田定
（水滸伝）田虎の息子。父や兄弟と魯達・鄒淵たち梁山泊軍を攻撃するが、張清との挟撃に敗れて捕らえられ、木に吊るされて処刑された。
田豹
田彪
（水滸伝）田虎の息子たち。父と共に梁山泊軍を攻撃するも、石積みの罠に掛かり死亡する。

### 民間人
張藍
（水滸伝）林冲の妻。彼を愛していたが、林冲は禁軍内での反政府活動の隠れ蓑と情欲のはけ口として娶ったにすぎなかった。捕縛された夫の釈放を嘆願するも高俅に陵辱され、縊死する。彼女の死は林冲の心に深い傷を残し、その後の人生に大きく影響を与えた。
洪師範
（水滸伝）柴進の館に出入りする男。名は不明。滄州で槍術や棒術を教えている。傲慢な態度で林冲を小悪党と馬鹿にした。林冲と試合をするが、散々に敗れた。弟子たちに林冲を殺せと命じるが、全員投げ飛ばされた。恐怖に駆られて闇雲に突きかかるが、鼻を潰され、脛も掬われた。惨殺されそうになるが柴進の機転により救われ、弟子たちに担がれて去っていった。
宋英（宋大公）
（水滸伝）宋家村の保正、宋江・宋清兄弟の父親。本名は宋英だが村人からは宋大公と慕われる。息子達を送り出し、独りで朽ちることを望んでいた。そのため、青蓮寺の誘拐を防ぐために派遣された武松・李逵の手助けを一旦は拒否したが、李逵の真心に打たれて受け入れる。穏やかに逝った後、武松は畑の土を遺品として宋江に渡した。
穆紹
（水滸伝）穆家村の保正、穆弘・穆春兄弟の父親。役人からの不条理に耐え忍び、息子達と縁を切って叛乱への参加を後押しする。
閻婆借
（水滸伝）元宋江の間諜だった閻新と、馬桂の娘。父の死後、母の方針で宋江の妾となる。嫉妬深い性格が災いして鄧礼華を殺害、自らも宋清に刺殺された。
陳麗
（水滸伝）朱貴の年下の妻。白血病と思われる血の病で苦しんでいたが、安道全の治療によって苦しみを取り除かれ、夫に見守られながら安らかに最期を遂げる。
潘金蓮
（水滸伝）武大の妻、武松の兄嫁。原典や『金瓶梅』では夫を謀殺する悪女だが、本作では夫を支える良妻である。夫婦でつましくも穏やかに暮らしていたが、義弟であり幼馴染の武松が里帰りした事から悲劇が起きる。
武大
（水滸伝）武松の兄。商店を営み、妻の潘金蓮と円満な家庭を築いていたが、潘金蓮の死を知って無気力となり、後を追って自殺する。原点とは違い、美男子でごく常識的な人間性の持ち主。
済仁美
（水滸伝）楊志の妻。両親が賊徒に殺されて行き倒れになったところ、曹正に拾われて彼の妓館で働く。曹正の仲介で楊志と結婚し、彼が連れてきた孤児の楊令の育ての母となる。王和の闇軍に襲われた際、楊令を守り続けて夫と共に暗殺された。
唐牛児
（水滸伝）宋江の従者。閻婆借におべっかばかり行い、横柄な態度を見せるが、自分より強い者に対してはこびへつらっている。閻婆借の死後、李富に捕らえられて洗脳され、馬桂の取り込みに利用された挙句、用済みになると惨殺された。
楽大娘子
（水滸伝）楽和の姉、孫立の妻。身勝手かつわがままな性格で、弟の戦死をきっかけに間諜の仕事をさぼって遊興に耽り、義弟・孫新の足手まといと化し、孫新の死の元凶となる。間もなく、自分の元を訪れた孫立を誘惑するが、振り切った彼に殺された。

## 楊令伝からの登場人物

### 梁山泊
前作ラストで梁山湖の湖塞が陥落し各地に散って活動を続けていたが、新たな塞を築き楊令を頭領に迎えて再興を果たす。百八星の血縁や下級将校から昇格した者など、新しい世代が中核を担っていく。新国家作りに各々が考えを抱きながらも、楊令の下で戦い続ける。

#### 頭領
宣凱
（楊令伝）宣賛と金翠蓮の息子。両親の教育により父の醜い顔には何ら抵抗を感じていない。張朔と同じく狄成に剣を習うが、臆病な面があると自覚していた。十五歳で張朔・王貴と共に顧大嫂に連れられて西域を旅する。その後、蔣敬の下へ配属され、膨大な物資の流通を担当する。軍に向いていないことを悩んでいたが、事故で片足が不自由になったことで未練を捨て去った。蔣敬の死後は後任として物資の流通を取り仕切る。
（岳飛伝）竜門で物流に従事していたが、呉用の命により聚義庁で決裁を担当。並行して宣賛が遺した記録を読むことで、その苦悩を知る。聚義庁首脳部の一人に選ばれ、呉用の後任として聚義庁を託される。梁山泊の代表として金との講和条約を結んでからは、梁山泊の政治・民政を取り仕切る。片足は不自由なままだが武術の鍛錬は行っており、史進が命名した「万里風（ばんりふう）」を愛馬とする。
呉用体制の梁山泊にあっては「各部門や個人が主体的に判断し行動すること」が規範とされ、宣凱の立場もあくまで「聚義庁の頭領」のため、呼延凌など各部門の頭領と同格と名目上されている。しかしながら周囲からは「梁山泊の頂点」と見做されている。呉用の死後は自身の役職を統括と称し、宣統括とも呼ばれる。再び南宋と金が連携して梁山泊と敵対することを予見し、物流の掌握など対策を講じる。

#### 軍

##### 本隊
花飛麟（神箭）
本隊隊長。
（楊令伝）花栄の息子。前作でも僅かに名前だけが登場している。梁山泊壊滅後に故郷の青州に母を残して加入する。父親譲りの美男子。弓の腕前も強弓を引き、騎射は十矢を瞬時に放つなど、花栄に匹敵する。優れた武術の腕を有していたがゆえに周囲と対立し問題となっていた。馬麟の要請を受けた王進の下で修行し、人間的に成長。復帰後は将校として一軍を率いる。妓楼通いが好きだが金銭にはケチ。当初は戦い方に外連があると鮑旭に評されていたが、実戦を経験するうちに大きく成長する。
入山直後に出会った扈三娘に恋慕し、童貫軍との決戦の最中に結ばれるが間もなく戦いで扈三娘を失い、以降は翳りを負うようになる。張清、馬麟戦死後の再編で本隊隊長として一万の軍を指揮する。共に子午山で暮らした秦容に対しては、自身の過失で傷跡を残した負い目もあってか気にかけることが多い。他人との関わりを拒む部分はあるが、時が経つにつれて翳りを見せることは少なくなり、楊令の構想についても理解を示すようになる。
梁山泊を視察に来た岳飛・岳雲と楊令・張平と三人で会談したこともあり、岳飛は後に「出会い方さえ違っていれば生涯の友になれた」と述懐した。岳家軍・金軍との決戦において楊令との連携で兀朮に肉薄したが、撻懶の攻撃を受けて致命傷を負う。楊令たちが訛里朶を討った後で楊令、呼延凌らに看取られて息を引き取る。
『岳飛伝』では胡土児の騎射を見た岳飛が、花飛麟の弓の腕前や鮮やかな用兵ぶりを孟僊に語っている。
穆凌→呼延凌（七星鞭）
史進遊撃隊将校、後に本隊隊長。
（楊令伝）李俊に拾われ梁山泊に加わった青年。周囲から高い評価を受けて将校となるが、実は呼延灼の隠し子（存在自体は前作で語られている）。実家での扱いに耐えかねて旅をしていた。だが呼延灼が梁山泊入りに反対したため、親子仲は良好ではなかった。
賊徒の息子として子供時代から苦労を重ねたため、年に似合わず老成した性格。妓楼の家で育ったため、男らしくないと言われることを気にする面もある。花飛麟と比べると派手さは無いが、優れた指揮能力と呼延灼を驚かせる程の戦略眼を持つ。愛馬は呼延灼の朝影の仔、早影。史進遊撃隊で副官を務めていたが、趙安戦で自分を助けて死に瀕した父に息子と認められ、その軍を受け継ぐ。綽名にもなっている七星鞭は父から託された双鞭を溶かした鉄で高平が作った。兵に対して峻烈な花飛麟とは対照的に大らかな面がある。
張清、馬麟戦死後の再編で本隊隊長として一万の軍を指揮する。新国家の構想についても考え、天下について論じた際には宣賛に辛辣な意見を述べたことがある。岳家軍・金軍との決戦では花飛麟の軍も加えて最後まで戦い抜く。そして楊令の死により、岳飛に終戦を告げて軍の撤退を指揮した。
（岳飛伝）再編に伴い秦容と同じく一万五千の軍を指揮する。前作では秦容の喋り方に苛立つ場面もあったが、俺・お前で呼び合う仲となった。聚義庁からの命令が無いため、史進らと共に自らの意志で行動、主要メンバーが集まった大会議の決定で軍の総帥に就任する。金との講和成立後は軍の若返りを図り、定年制の退役による大規模な兵の入れ替えを実施する。
韓伯竜
傭兵、後に本隊隊長。
（楊令伝）原典では李逵に殺される端役だが、本作では韓世忠の異母弟という設定。奴婢の子という出自から、兄に対して敵愾心を抱く。燕雲十六州で傭兵を率いていたが、状況の推移に伴い叛徒を率いて南下、楊令らに認められて梁山泊に合流する。
陰気な面もあるが人を引き付ける魅力を持つ。軍人としては剣の腕は立たないが軍学を修めている。新参者であることや韓世忠との関係から自信がなく、楊令に不安を漏らしたこともあるが対南宋戦では史進に用兵を評価された。やがて、梁山泊での生き方が傭兵時代の汚濁を洗い流したと感じるようになる。物語終盤で自由市場防衛のため、江南で撹乱作戦を展開中に韓世忠と遭遇、討ち取られる。
『岳飛伝』では少年時代に韓伯竜が裸馬を乗りこなすのを見て、自分も真似をしたことを韓世忠が回想している。また韓伯竜の死後も、弟に対する嫌悪感の理由が分からないでいる。
李英（蒼天飆）
呼延灼軍、後に郭盛軍の上級将校。
（楊令伝）李応の息子で、李媛の弟。山中で母や姉と暮らし、解宝の部下に武術を教わっていた。入山後は呼延灼の副官および上級将校として、呼延灼・呼延凌の部下を務める。童貫戦後は郭盛の指揮下で歩兵を指揮するが、呼延凌や花飛麟よりも評価が低いことを気にしていた。
商隊護衛中に金軍の襲撃を受けた際、意見の対立から李媛に指揮権を取り上げられ、さらに罷免要求までされてしまう。加えて、後から入山した秦容に追い抜かれたため不満を募らせ（楊令らは、才能はあるが何かひとつ足りないと評価していた）、青蓮寺につけこまれる。商隊の護衛を担当していたが扈成の命（実際は青蓮寺の策謀）を受けた呂英の策に嵌り、梁山泊を出奔する。
斉軍に加わり張俊離脱後の元帥に推されるが、自分の誇りのために扈成・劉豫の殺害を図るも失敗、自害する。応急処置用の針と糸を持ち歩く慎重さや負傷した部下を見舞う面倒見の良さを持っており、周囲の評価は本人が考える以上に高かった。『岳飛伝』では郭盛軍の指揮官選びを呉用から相談された李俊が、李英が生きていれば指揮官に据えたことや死に方が哀れだったとを呉用に語っている。
鐘玄
呼延灼（後に呼延凌）軍の上級将校。
（楊令伝）元は下級役人だったが「替天行道」を読んだことで世直しに燃えて梁山泊に加わった。呼延灼の軍で下級将校を務めた後、堅実さを買われて上級将校に昇格する。自分では将校としての能力がないと悩んでいるが、兵の扱いを呼延灼に褒められている。呼延灼死後は呼延凌の指揮下に入り、岳家軍・金軍との決戦では花飛麟軍の歩兵指揮も担当した。
（岳飛伝）引き続き呼延凌軍の将校を務める。賊徒討伐の際に部下の陳央が拾ってきた耿魁の腕試しを行い、彼を入山させる。金との講和成立後、数年後に迫った退役を良しとせず、軍を辞めて南方開拓に参加する。
祖永（模着雲）
新兵。後に馬麟軍の上級将校。
（楊令伝）前作で戦死した杜遷の甥。伯父に憧れており、入山した際には宋軍から命がけで仲間を逃がした。その際に重傷を負うが、白勝の手術により一命を取り留める。調練の中で頭角を現し、馬麟隊の上級将校を務める。綽名は杜遷のものをもじって名乗った。童貫との決戦中、馬麟の戦死に伴い花飛麟の隊に移るが岳飛との戦闘で致命傷を負う。充分に生きたと花飛麟に語り、立ったまま死んだ。『岳飛伝』で祖永に武術の手ほどきを受けた耿魁が登場、梁山泊へ入山する。
曾潤（遠鐘児）
新兵。後に馬麟軍・調練担当を経て郭盛軍の上級将校。
（楊令伝）梁山泊の兵で祝家荘戦で戦死した兄がいた。血気盛んな性格で槍が得意。同じ新兵の祖永と共に上級将校に取り立てられ、馬麟の部下を務める。童貫戦後は新兵の採用と調練担当となる。ちなみに綽名の由来は調練の際に大声で怒鳴るため。李英の死後、後任として郭盛軍の将校となる。
（岳飛伝）郭盛軍を受け継いだ山士奇の下で一隊を指揮する。
黄表（九頭虫）
花飛麟軍の上級将校・旗手。
（楊令伝）山士奇の部下だったが花飛麟の下に配属される。突出しがちな性格を危惧した花飛麟の命で旗持ちを務める。前作の郁保四のように己の役目に誇りを持つが、歴亭郊外で戦死。九頭虫という綽名は董進が考えていたのだが、黄表自身がその名を聞くことは遂に無かった。
蒼貴
花飛麟軍の上級将校。
（楊令伝）元は鄧広の指揮下で下級将校を務めていた。隆徳府での岳家軍戦の後、調練に回った鄧広の後任として上級将校に昇格する。旗を囮にした張峻の戦法に指摘されるまで気づかない未熟な部分もあるが、指揮能力は評価されている。
（岳飛伝）花飛麟が戦死したため秦容の軍に所属していたが、郭盛軍を受け継いだ山士奇の副官へ異動する。
鳳元
郭盛軍の上級将校。
（楊令伝）実戦経験の無い新兵（下級将校）だったが、童貫との決戦の最中に郭盛から突然に上級将校扱いされて五千の兵を指揮する。岳飛・衛政・劉譲の包囲攻撃を受けた際、郭盛を庇って戦死した。
周印
郭盛軍の上級将校。
（楊令伝）鳳元と同じく実戦未経験の新兵だったが、指揮官が欲しい郭盛の命令で上級将校扱いされた。童貫戦後は山士奇・李英と同じく一万の歩兵を指揮する。肥えた体格だが山士奇と相撲を取るのは嫌がっている。
（岳飛伝）郭盛軍を受け継いだ山士奇の下で一隊を指揮する。
党厳
郭盛軍の上級将校、のち郭盛の副官。
（楊令伝）下級将校だったが童貫戦の最中に鳳元・周印と共に急遽、郭盛の命令で上級将校扱いされた。他の二人とは異なり実戦経験はある。冷静さを買われて童貫戦後は郭盛の副官となる。副官の必要性が見出せず不安なため、あちこちに眼を配っているが郭盛はそれを評価している。
（岳飛伝）郭盛軍を受け継いだ山士奇の下で一隊を指揮する。
譙丹
鮑旭の副官。後に郭盛軍の将校。
（楊令伝）元は宋軍にいたが憤りを感じて梁山泊軍に入る。新兵の頃に調練に不平を漏らして鮑旭に叩きのめされたが、後に副官にまで昇進する。鮑旭を慕っており、彼の退役が決定した際は涙を流した。張俊による双頭山奇襲の際は秋風山に篭り、耐え抜いた。鮑旭の死に伴い郭盛軍に転属する。
（岳飛伝）郭盛軍を受け継いだ山士奇の下で一隊を指揮する。後に病を患い、療養生活を送る。
岑諒
鮑旭軍の上級将校。
（楊令伝）周通が指揮を執っていた頃の桃花山から軍に所属していた古株の下級将校。上官だった張清の推薦で上級将校となり、鮑旭の軍に配属される。童貫戦の後に高齢のため鮑旭と同時期に退役を決意、女と共に宿屋を経営する予定を立てる。張俊の双頭山奇襲において負傷、死を覚悟するも鮑旭の超人的な活躍により生き残る。そして、鮑旭が死んだ春風山で退役を迎え、軍を去った。
（岳飛伝）大城の城郭で妻と宿屋を経営。酒が入ると涙ながらに鮑旭の思い出を語る。
田忠
鮑旭軍、後に秦容軍の上級将校。
（楊令伝）まだ若いが鮑旭の推薦で上級将校となる。鮑旭軍では騎兵・歩兵の指揮を担当。後に郭盛軍に異動したが、鮑旭の死に伴う再編により秦容の部下となる。秦容軍では下級将校扱いだったが歩兵全体の指揮を担当していたため、南宋軍との決戦ではその実績を買われて、花飛麟・呼延凌軍の兵も含めた歩兵三万数千の軍を指揮する。岳家軍・金軍との最終決戦では亡き郭盛の軍を率いる。
（岳飛伝）秦容の軍に戻り歩兵を指揮。楊令の死により人が変わった秦容を董進と共に心配する。再編後は呼延凌の指揮下に入る。
鄧広（烈缺鬼）
花飛麟軍の上級将校。後に調練担当。
（楊令伝）桃花山から軍に所属していた古株の下級将校だったが、戦死した黄表の後任として歩兵を指揮する。若い頃は素早く剣を振るうのが得意だった。同世代の史進や郭盛とは立場に関係なく親しい間柄で、老いた史進が無理をしていることに気づいている。隆徳府での岳家軍戦で負傷、年齢のこともあり調練担当へ異動した。金軍襲来時には馬霊と共に呉用の下で梁山泊防衛を担当する。
（岳飛伝）馬霊と新兵の調練を担当していたが高齢により退役。農地を貰い、農耕に携わる。
孫安
傭兵、後に韓伯竜軍の将校。
（楊令伝）傭兵。共に韓伯竜の部下で、彼に従い梁山泊に加わる。江南での撹乱作戦中に韓世忠と交戦し負傷、呼延凌の救援を受けるも戦闘後に死亡する。
馬霊
傭兵、後に韓伯竜軍の将校。
（楊令伝）傭兵。共に韓伯竜の部下で、彼に従い梁山泊に加わる。原典では孫安と共に田虎の部下として登場した。韓伯竜と孫安の死後はその軍を率いて梁山泊の治安維持と防衛を担当。頂点ではなく、二番手で力を発揮するタイプ。金軍襲来時には呉用の下で戦った。
（岳飛伝）新兵の調練を担当。呉用から旗揚げからの梁山泊軍の戦術を学び、将校たちに教授する。兀朮による二度目の梁山泊侵攻に際しては山士奇の下で歩兵の指揮官として参戦する。

##### 幻王軍・遊撃隊
郝令→蘇端（班貓王）
郝瑾の副官。後に巡邏隊の隊長。
（楊令伝）女真族出身で、幻王軍（楊令軍）を指揮する郝瑾の副官。漢名を名乗る際に名前が思いつかず、郝瑾と楊令から字を取った。だが楊令から貰うのは恐れ多いと段景住に怒られ、蘇琪と皇甫端から字を取って蘇端と改名した。陽気で余計な口を叩いては郝瑾に睨まれていたが、彼が童貫に討たれた際に間に合わなかったことが大きな心の傷になる。童貫戦後はその粘り強い性格と心の傷から領内の治安維持を担当する「巡邏隊（じゅんらたい）」の指揮官に任命される。国家としての梁山泊に誇りを抱いており、その働きぶりは楊令や呉用に認められている。余談だが、蘇端のあだ名は連載時に郝瑾のあだ名として付けられていたものである。
（岳飛伝）引き続き巡邏隊を指揮する。退職金を騙し取られた鄭応のために行動したり、その件で史進に冗談を言うなど明るい面も見せるようになる。
蘇琪（照夜玉）
楊令直属の黒騎兵。後に楊令軍の指揮官。
（楊令伝）段景住と皇甫端が燕雲十六州で経営していた牧場で働いていた。楊令らが馬の補充に訪れた際に馬術の腕前を買われて幻王軍に加えられ、ほどなくして黒騎兵となる。人との付き合いが苦手なため無愛想だが、馬は好きで皇甫端から馬の扱いを学んでいた。公言しないが騎射の腕前は花飛麟に匹敵する。童貫戦後の再編で、郝瑾の後任として楊令軍の指揮官となる。
（岳飛伝）黒騎兵・青騎兵の生き残りを含めた楊令軍の残存戦力を指揮。旗印だった「幻」の字を消した黒い旗を用いる。楊令に心酔していたため、梁山泊軍の指揮官の中でも特に兀朮に対する憎悪に燃えていた。兀朮率いる金軍との戦いでは彼を討つべく苛烈な攻撃を敢行する。山士奇の歩兵を崩すべく突出した兀朮に到達するも、兀朮しか眼中になかったことが災いし、従者の胡土児に討たれる。
班光（御竜子）
史進の従者。後に遊撃隊を経て楊令軍の指揮官。
（楊令伝）段景住が営む牧場で働いていた少年。役人に父を殺され、泣いていたところを史進に見られたのが縁で彼の従者となる。史進には叱られる事も多いが気に入られている。童貫戦の最中に呼延凌が異動したため遊撃隊の上級将校となりその後、葉敬の加入にともない史進の副官を務める。初陣で花飛麟に命を救われたため、いつか彼の指揮下で戦うことを望んでいた。料理が得意で羊の腸詰めや鍋を振舞ったことがある。
耶律越里が故郷へ帰った後は楊令軍に移り、その軍を指揮。当初は楊令軍の雰囲気に馴染めなかったが、やがて誇りに思うようになる。岳家軍・金軍との決戦で岳飛に討ち取られた。『岳飛伝』では史進が一通りのことはできたが、もっと厳しく鍛えていれば死なずに済んだかもしれないと回想している。なお、史進は班光を討った岳飛のことを恨んでいない。
鄭応（糊塗蟋）
遊撃隊上級将校。
（楊令伝）蚕（文庫版で闘蟋用の蟋蟀に変更された）を飼う農家に生まれるが役人を殺したくて梁山泊に入山。林冲騎馬隊の一員として前作の最終決戦を戦った。戦後は史進の部下として遊撃隊の一隊を率いる。がさつだが闊達な性格で、呼延凌といった後輩たちの面倒見も良い。
（岳飛伝）史進の部下として遊撃隊の指揮を執る。金との講和成立後に四十五歳を迎えたため、呼延凌から勧告を受け退役。貰った退職金を愛し合った女のためにつぎ込むが、女が囲われている妓楼の経営者によって着服されてしまう。史進と蘇端の活躍により妓楼は摘発され、女も鄭応の金を返してもらい解放されたことで一件落着する。
葉敬（赤竜児）
遊撃隊上級将校。
（楊令伝）梁山泊の領内にある葉家荘の保正の息子。私兵を率い、布告された兵役を拒んだが楊令に打ち負かされた。梁山泊軍に加わるが、我を通そうとしたため史進に荒稽古をつけられる。その甲斐あって成長し、遊撃隊の上級将校に任命された。背中に竜の刺青があり、高平と五郎の協力を得て制作した日本刀を得物にする。
（岳飛伝）遊撃隊の指揮を担当。史進が遊撃隊に連れてきた耿魁の指導を行い、その際に片足が不自由な宣凱へ武術の助言を行ったこともある。

##### 水軍
伍覇
（楊令伝）潜水部隊所属で張敬の部下。張順の頃から潜水部隊に所属している。張敬の死後に潜水部隊の隊長を務める。
（岳飛伝）水陸両用部隊に編入された潜水部隊を率いていたが、戦船の改良などで活躍の場を失ったこともあり水軍を離れる。張敬の息子で母親も亡くした張光を引き取り、南方の開拓に挑戦する秦容に同行する。開拓地では岩塩や砂鉄の探索、離島の住民との交易などを担当する。

##### 商隊
韓成（望天吼）
方臘軍残存部隊隊長、後外交官。
（楊令伝）元韓滔の息子だが、専ら父の親友の彭玘に育てられた。父の言いつけに背き、呼延灼率いる残存部隊に参加。副官を務めた後に上級将校へ昇格、死を厭わない旧方臘軍の残存兵の指揮官となる。心を閉ざし、死に向かって進んでいく部下たちを何とかして人間に戻そうと努力する。しかし童貫戦で部下の九割以上を失い、楊令の助力によりわずかに生き残った部下達の心を立て直した後は軍を抜け、呉用の下で外交官となり西夏へ派遣される。
西夏では宮廷との交渉や商隊の護衛など手広く任務に当り、西域を通過する商隊の護衛という任務の都合上ムスリムの様々な習慣にも通暁している。方臘軍の残党を指揮したことや、商隊の番人という表の役目だけを任されたことなどから楊令に対して微かな反発を抱く。後に護衛を務める郤妁と結婚する。
（岳飛伝）引き続き西夏に常駐。郤妁との間に息子、韓順をもうける。郤妁が煩わしくなったため、西域からの商隊を指揮する任務に逃げ込む。軍人としての能力は衰えていないが、前作で部下たちを死なせたことから戦いを嫌っている。王貴と組んで西域～長江までの交易路を担当していたが、耶律大石から西遼の西端として領土に組み込まれた楡柳館一帯の統治を命じられ、後に西遼の丞相となる。
宋万
方臘軍残存部隊副官、後に商隊の護衛担当。
（楊令伝）元方臘の護衛部隊将校。他の兵同様に名前を捨てていたが、呉用（趙仁）に、かつて戦死した梁山泊の宋万にちなんで名前を与えられた。方臘の死亡後に残存戦力を率いて梁山泊に入山、韓成の副官となる。心を閉ざした兵たちとは異なり、梁山泊の志に理解を示す。童貫戦の後、兵たちの心を立て直してからは、西域との交易を行う商隊の護衛を担当する。
李媛（紅天雀）
重装備部隊隊長。後に商隊の指揮官。
（楊令伝）李応の娘。弟の李英と共に梁山泊へ参加、亡き父や解宝が率いていた重装備部隊を再建して隊長を務める。紅い布をつけた飛刀の使い手で女扱いされることを嫌う。父の意志を継いだため気性が激しく、李英に対しては弟ゆえに人一倍厳しい面がある。童貫戦で活躍できなかったことに不満を抱き、北京大名府攻めを直訴するも顧大嫂に叩きのめされる。その後は商隊の輜重開発および指揮を担当、新たな活躍の場を見つける。
だが戦いへの欲求を捨てきれず、それが商隊護衛について判断ミスを犯した李英の罷免要求となって噴出したが、問題の根本を見抜いた杜興の自裁に衝撃を受け、商隊の任務に専念するようになる。後に出奔した李英を独断で捜索中に青蓮寺闇軍の襲撃を受け、致死軍に救出されるも死亡する（候真が載宗の情報を信用せず救出が遅れたことも一因ではある）。『岳飛伝』では秦容の南方開拓において、李媛が遺した設計図を基に水門が建設された。なお、盛栄・韓成・李媛の三人の綽名は読者公募でつけられた。
荀響
重装備部隊副官。後に商隊・秦容軍の上級将校。
（楊令伝）李媛の副官。李応の頃から重装備部隊に所属している。女ということで余計な気遣いをして、李媛を不愉快にさせることもある。李媛に想いを寄せていたため、彼女に接近する男に対して敵愾心を表していた。李媛の死後は荒み、そんな彼を案じた秦容の部下となる。南宋水軍への攻撃作戦で岳飛に追い詰められた秦容を救うために無謀な突撃を行い、岳飛に討ち取られた。『岳飛伝』では元部下の杜仁が登場。荀響が李媛の描いた輜重などの設計図を手直ししていたことを秦容に語っている。
郤妁
（楊令伝）子午山の麓にある荘で暮らす娘。王進の店に顔を出すたびに秦容に挑戦する。賊徒に両親を殺され、その賊の下働きをさせられた過去がある。秦容が公孫勝らと旅立つ際に強引に付いて来て、共に西夏へ向かう。物言いは粗野だが武術の腕は立ち、韓成の護衛を務めた後に妻となる。
（岳飛伝）息子、韓順を出産する。西夏で交易品の管理などを担当していたが韓順を連れて西遼へ移り、西遼軍で騎馬隊の指揮を執るようになる。
張朔
（楊令伝）張清と瓊英の息子。母から飛礫を教わる。また、性格が正反対の荒っぽい狄成と仲が良く剣を習っている。幼い頃は致死軍への志望を公孫勝に語ったことがある。後に王貴・宣凱と共に顧大嫂の預かりとなり、適性を見定められて水軍での日本との交易の任に就く。
（岳飛伝）江南を旅した際に毛定と再会。同時に梁興と出会い彼との交易を始める。甘蔗をはじめとする南国との交易を考え、構想を李俊に認められたこともあって海上交易の責任者となる。その活動範囲は日本からメコン川流域と非常に広く、阮一族や奥州藤原氏と友好関係を結ぶ。秦容の開拓地との物資や甘蔗糖の輸送も行い、中華への甘蔗糖流通に大きく関わる。
父を討った岳飛には複雑な感情を抱いていたが和解し、張清の形見である清針（方位磁針）を託す。金、南宋との戦端が開かれるのと前後して李俊から水軍総帥の地位を譲られ、韓世忠をはじめとする南宋水軍を相手に戦う。李俊や岳飛には張清に及ばないと評されるが、優れた飛礫の技を使う。
王貴
（楊令伝）王英と扈三娘の息子。端正な顔立ちで、武術は王清より上だが王英に似て短足。張朔・宣凱と共に顧大嫂の供として西域へ旅立つ。小賢しい物言いをするため顧大嫂には気に入られていない（両親の悪いところを受け継いだと評された）。後に西夏への商隊指揮を担当。物言いはともかく性格はある程度、顧大嫂に矯正された。
（岳飛伝）引き続き西域への商隊指揮を担当。河水の途絶による物流の停滞や何も打開策を講じない聚義庁に業を煮やす。漢水と長江の流れに目をつけ、漢水までの陸路を調査して新たな輸送路を開拓した。以降は主に西域～長江間の陸と河の交易を担当する。物資輸送中に辛晃の軍に襲われて重傷を負うが岳家軍に助けられ、それが縁で梁興を介して岳家軍へ穀物を卸す。
辛晃の一件で自信家な面は影を潜め、慎重な性格となる。南方への輸送も担当し、南宋の追及を逃れた崔蘭や毛定を南方の岳家軍へ運ぶ。岳飛の許しを得て崔蘭と結婚したのと前後して聚義庁へ移り、宣凱と共に梁山泊の意思決定に携わる。

##### 致死軍
羅辰
公孫勝の部下。後に侯真の副官。
（楊令伝）少年の頃に任務中の公孫勝と出会い、致死軍の一員となる。鉄玉の指弾が得意で体術と組み合わせて戦う。公孫勝直属の部下として活動するが、自信家な面が災いして制裁されかけたことがある。公孫勝からは孔亮のような指揮官になることを期待されたが、侯真が致死軍総隊長に就任に伴い劉唐のように副官として候真を支えるよう命じられる。
（岳飛伝）致死軍を率いるが候真とは別行動をとることが多くなり、梁山泊以南の情報収集を担当する。呉用が構想する人の繋がりによる国境の無い国家という概念には違和感を感じており、もう少し内向きな国家を望んでいる。

##### 馬匹
尹舜（神駒馬）
皇甫端の従者・獣医見習い、後に獣医および牧の管理。
（楊令伝）皇甫端の身の回りの世話を担当する青年。獣医としての素質を有しており、知識や技術を教わる。皇甫端の死により、梁山泊の馬匹を担当。秦容の千里風の世話や史進への乱雲（四代目）の提供を行う。後には羊などの牧の管理も兼任する。酒毒に侵された段景住には能力を非難されていたが、彼が洪水から仔馬を助けようとして死んだ際は泣きながら楊令に報告した。
（岳飛伝）大洪水で被害を受けた牧を再生し、引き続き馬匹を担当する。史進の表情から乱雲が負った僅かな傷を見抜くなど獣医としての確かな眼を持つ。

#### 行政官
陳娥
文治省の事務方。
（楊令伝）亡き郝思文の妻で郝瑾・郝嬌の母。前作で存在自体は言及されていたが、名前の判明と本格的な登場は『楊令伝』から。前作では家族で夫と行動を共にする。梁山泊壊滅後は残党狩りから同志を逃がす役目を担当し、本寨完成後は文治省で事務を担当する。数年ぶりに郝瑾と再会した際には涙をこぼしたが、童貫との決戦で喪ってしまう。郝嬌が燕青についていくと決意した際は娘の想いを後押しして送り出した。
（岳飛伝）引き続き文治省で事務を担当。大洪水に呆然とする周囲を叱咤して村の単位を変更する事業に取り組む。呉用の死後に引退し、金翠蓮と共に孤児たちを連れて子午山へ移住する。
王妤
洞宮山の生産担当。
（楊令伝）前作で死んだ李応の妻で李媛・李英の母。李応が梁山泊に加わる際に離縁され、山中で暮らしていた。青蓮寺の残党狩りを逃れて洞宮山へ入る。生産活動に従事し、童貫戦の後は顧大嫂が本寨に移ったため洞宮山の運営を担当。後に桑受と再婚する。『岳飛伝』で王清が洞宮山へ里帰りした際には、すでに病没したことが判明する。
蒼香
（楊令伝）趙家村で趙仁（呉用）に囲われていた女。方臘の乱が収束した後に李俊に保護されて呉用と再会、彼の素性を知る。望んで呉用と共に梁山泊へ移り、身の回りの世話だけでなく民政に関する資料整理も担当する。顧大嫂などからは呉用の妻のような感覚で見られている。
（岳飛伝）呉用の妻として資料整理を担当、宣凱が金との講和交渉に臨む際は呉用が記した金に関する資料を提供した。献身的に呉用を看病し、宣凱と共に呉用の死を看取る。

#### 製造、兵器開発、建築
高平（鉄釥豺）
鍛冶屋の親方。
（楊令伝）亡き湯隆の弟子。武器や建築資材など様々な物の生産に忙殺されつつも、師を超える鉄を打つために研究を欠かさない。張平の鉄笛や呼延凌の七星鞭、葉敬の日本刀のほか、交易に使う輜重の部品などを作成した。
（岳飛伝）引き続き鍛冶を担当。呼延凌の軍に加わった耿魁の得物が軽すぎると判断し、特製の鉄棒を作成する。
陸博
（楊令伝）高平の部下。鍛冶の腕はさほどでもないが面倒見がよく、高平の補佐役として鍛冶場の職人たちを取りまとめる。『岳飛伝』で息子の陸偉が登場。陸博自身は李俊の台詞から既に死去したことが明らかとなった。
田峯
（楊令伝）高平の部下。やや非力だが鍛冶の腕は良い。興味の無い仕事は行おうとしないのが欠点。文庫版の修正により童貫戦後に制定された「梁山銭」の鋳造担当に設定が変更された。
（岳飛伝）不平を言いながらも銭作りを担当していたが、大洪水を機に梁山泊を離れる。岳家軍の医師となった毛定が探し出し、岳家軍の鍛冶場を担当する。
華鋒
（楊令伝）高平の部下。元は宋で貨幣の鋳造に携わっていた。呉用の命を受け、梁山泊独自の通貨「梁山銭」の鋳造を担当する。なお、梁山銭には銀を混ぜているため容易には偽造できない。文庫版では修正により田峯の役割に変更されたため登場しない。
劉策
大工の棟梁。
（楊令伝）前作最終決戦で戦死した李雲の弟子。李雲を父のように慕っていた。部下を率いて各拠点の建築を一手に引き受ける。
（岳飛伝）引き続き建築を担当。大洪水でも資材が失われなかったが仕事が一段落したため、秦容軍の兵糧庫を作るなど自分たちで仕事を探している。
呂皖
砲隊隊長。
（楊令伝）亡き凌振の元部下。大砲の砲音で耳を痛めたため、片耳が聴こえない。以前は陽気だったが、凌振の爆死を目の当たりにしたためか、大砲以外に関心を持たない。強力な砲を作らせようと鍛冶屋の高平に無理を言う。交易により良質な火薬や砂鉄が手に入るため、凌振の頃よりも頑丈で精度の高い大砲の開発に成功したが、瓢箪弾のような火を噴く砲弾には興味がない。志もないが、最期まで大砲を撃ち続けた凌振の死に様が忘れられず、その事が戦う動機となっている。
物語終盤で発生した河水の大洪水以降は登場せず、作者との対談企画「やつら」第5回にて砲台もろとも洪水で流されたと説明された。対談相手の凌振は生きていると考えている。

#### 医療
蘇良
医師。
（楊令伝）文祥の弟子・助手。童貫戦の際は大量の患者を相手に精神的に疲弊し弱音を吐いたが、後に医師として独立。梁山泊領内に設立された診療所で民衆相手の治療を担当する。青蓮寺の闇の軍に襲われた李媛の治療も担当したが、助けることはできなかった。
（岳飛伝）引き続き医師を務めるも弟子を取ったことで文祥と対立。それが原因で朱鵬や鐘玄らと共に秦容が指揮する南方の開拓地へと赴任する。

#### 諜報・特殊任務
褚律（白打鬼）
呉用の護衛・従者。
（楊令伝）婁敏中の弟子で師の命により趙仁（呉用）の護衛・従者を務める。方臘が童貫に敗れ、趙仁が武松たちに引き取られた際に行動を共にし、梁山泊へ入山する。引き続き呉用の護衛を務め続けていたが、命を受けて見聞の旅に出る。帰還後、失明により隠棲した燕青の後任として江南での諜報・特殊任務を担当、致死軍や公孫勝らと共に赫元の拉致や李富暗殺を遂行した。性格は寡黙で呉用以外の人間と関わることも少なかったが、徐々に変化していった。候真と互角の体術を遣うが、船酔いするため船が苦手。
（岳飛伝）主要メンバーによる大会議の決定により、聚義庁の特命を遂行する部署を担当する。燕青の命により楊令暗殺の真相を探るべく、死亡した欧元の身元を調べ始める。
喬冽→喬道清
傭兵。のちに公孫勝の従者。
（楊令伝）原典では田虎配下の道士で、後に梁山泊へ加わる。『楊令伝』では韓白竜の部下として梁山泊に加わったが、公孫勝に心酔し彼の従者となる。その後、僧形となり喬道清と号する。公孫勝・武松と共に金や西夏への特殊工作に関わる。戴宗の死後は褚律とともに諜報を担当する。呉用・公孫勝らと李富の暗殺を実行し、死に瀕した公孫勝から友と呼ばれる。
（岳飛伝）公孫勝の代わりとしての役割を自らに課し、同安で暮らしていた王清に接触。米商人として梁山泊の物流に関わるよう王清に働きかける。以降は表向きの顔として食堂と魚の仲買人を兼業しつつ、王清らの活動を監督する。
徐絢
（楊令伝）間諜。戴宗の部下だが、遊妓として諜報活動を行うため蔑まれている。李師師の妓館へ潜入し、情報を受け取りに来る候真と恋仲になる。候真の恋心を知った燕青と公孫勝の計らいで身請けされるも、靖康の変の後に志願して南京応天府の宮廷へ潜入。金軍の南下による混乱の最中、宋皇族の秘密が潜む系譜図を入手するも深手を負い、駆けつけた候真に系譜図を託して息絶えた。『岳飛伝』では候真が徐絢との思い出や戴宗との因縁、宋太祖系の系譜や印璽について回想している。
五郎
（楊令伝）日本人。奥州藤原氏の分家安東氏の一族。土地に関する抗争で土地を追われ、その後、日本と交易を行うために瓊英が梁山泊に連れて来た。最初は言葉が喋れなかったがすぐに馴染み、瓊英の補佐・案内を担当。また、耶律大石との交渉に向かう杜興の従者を務めて西域へ向かったこともある。日本刀の使い手で腕は立つ。後に日本との交易に従事する張朔に日本語を教える。
源太
（楊令伝）日本人。五郎と同じく奥州藤原氏の分家安東氏の一族。共に梁山泊へ身を寄せるが、二人とも軍制に加わえられていないので、特に所属はない。日本などへ向かう五郎とは異なり、あまり梁山泊を離れることがない。孫二娘を「おふくろ」と慕い、従者として行動する。
（岳飛伝）孫二娘の養子として彼女と行動を共にする。結婚もしており息子もいる。南宋水軍の攻撃を受けた沙門島を放棄する際に、孫二娘から形見として印鑑を託され脱出する。

#### 協力者
牛直
（楊令伝）武松が西夏で出会った商人志望の少年。父親が商売に失敗、自殺したという過去がある。武松との会話から東方の地に興味を抱いて付いて来る。盛栄に預けられ、部下として働く。蔣敬を説得した上で軍の輜重を商いに利用するなど抜け目が無い。武松のことを父のように慕っている。梁山泊とは独立して活動する盛栄の部下という立場故、正式な梁山泊メンバーとしては数えられていない。
（岳飛伝）前作に引き続き盛栄の部下として活動する。王貴には盛栄ともども好かれていない。盛栄と上青が他界してからは楡柳館での交易全般を取り仕切ることになる。
桑受
（楊令伝）洞宮山にある荘の長で王妤の再婚相手。開墾事業に携わっていたが方臘の乱の際に隠棲し、洞宮山と出会った。梁山泊とは無関係だが、洞宮山が梁山泊ゆかりの地であることは承知しており、南宋の役人との折衝などを担当する。
（岳飛伝）王妤とは死別したが引き続き洞宮山を治める。数年ぶりに帰郷した王清に白受の居場所を教えた。

### 北宋
前作で梁山泊を壊滅させたものの、花石綱をはじめとする帝の奢侈や朝廷の権力闘争により国家の衰退はさらに加速。賊徒の横行や南北での戦乱も重なり、末期的な状況を迎えている。裏で政治を司るはずの青蓮寺は宋を見限っており、童貫率いる禁軍が唯一の支えとなっている。

#### 政治家
王黼
（楊令伝）宰相。当初は蔡京の傀儡に過ぎなかったが、次第に独自の行動を取り始めて蔡京や高俅と対立する。高俅と同様に政治は無能だが権力保持には聡い。金軍が開封府に迫る中、退位した徽宗や官僚らと共に開封府を捨てて江南へと逃れようとしたが、その途上で反対者により殺害される。

#### 軍
劉譲
（楊令伝）禁軍将軍。太原府の上級将校から抜擢された経歴を持つ。趙安の指揮下で燕京攻略戦に従軍、耶律大石たちと戦う。梁山泊戦序盤は兵站線の確保などを担当、棗強戦線で右腕に張清の飛礫が命中して負傷するも戦い続け、岳飛との共同攻撃で張清を討つ。岳飛には厳しく接するが同時に彼の才能を評価しており、万一の際に備えた身の振り方を助言している。最終局面において2万の指揮下の軍の半数を失いながらなおも戦い続けるが、楊令の言葉を受けた史進の突撃を牽制と読み違え、赤騎兵の直撃を受ける。肉迫する史進の鉄棒を剣で受けようとするも、右腕の負傷で剣が動かせず頭を砕かれて戦死した。
葉超
（楊令伝）禁軍将軍。禁軍生え抜きの若き指揮官。燕京攻略に従軍し趙安の命で梁山泊に攻め込む。地方軍も利用した兵力差を活かして梁山泊軍を苦戦させたが、楊令の介入により大敗。そのショックから立ち直れないまま燕京戦で蕭珪材に致命傷を負わされ、陣へ帰還後に自らを恥じて自害した。なお、単行本では「ようちょう」とルビがふられていたが文庫版では「しょうちょう」に変更されている。
寇亮
（楊令伝）禁軍の上級将校。巡検時などには童貫の副官を務めることもある。方臘の乱では岳飛や衛政らと共に童貫の側について戦い、畢勝の戦死後は後任として地方軍の指揮を担当する。対梁山泊戦では一軍を率いて鮑旭と消耗戦を繰り広げるが、鮑旭に代わって出てきた馬麟に討ち取られた。
衛政
（楊令伝）禁軍の上級将校で武術の腕は禁軍でも五指に入る。禁軍にやって来た岳飛とは当初互角だったが、やがて水をあけられる。だが卑怯さの無い性格ゆえ、素直に岳飛の実力を認めていた。対梁山泊戦で岳飛や劉譲と共に郭盛の軍を包囲攻撃するも抵抗に遭い、包囲を破られたところに楊令の突撃を受けて戦死した。
王慶
（楊令伝）蔡京に傀儡として擁立された宰相・王黼の弟と自称する男。高俅との権力争いを繰り広げる王黼の命令で、大軍を率いて略奪を繰り返しつつ梁山泊に攻めて来たが、寡兵の花飛麟と交戦して呆気無く敗死した。ちなみに原典では人物像を詳しく描写しているが、本作では一言もセリフが無いなど端役的な扱いを受けた。

### 南宋
金軍侵攻による宋崩壊後、南京応天府の留守だった宗沢が宋皇室の趙構を皇帝として擁立した国家。金軍の侵攻を受けながらも持ちこたえ、江南全域を統治して成立する。北から移った大商人や方臘の乱から立ち直った生産能力により経済的に発展しつつある。だが成立・発展の全ては青蓮寺の李富と李師師の計画によるものであり、二人の真の目的はその先にある。
史実では、そもそも華北から江南へ国家の中心が経済力の点のみならず、政治権力や人口移動の点でも移行期だったために南宋の建国がスムーズであったという面が大きいが、本作の世界ではそういった事情はあまり触れられず、むしろ南宋建国後に一気に江南の開発が進んだと設定されている。

#### 政治家
趙構
（楊令伝）南宋の初代皇帝。青蓮寺により密かに去勢手術を受けており、子を成すことは無い。南宋の成立まで金軍に追われ続け、自分を守って戦った劉光世には強い信頼を寄せている。正統な皇位継承を経ていないため、岳飛や張俊などが南宋の命令に従わない口実にもなっている。
（岳飛伝）南宋皇帝の座にあるが皇位継承の件がコンプレックスとなっており、それゆえに善政を敷いて名君と称えられることに拘る。暗愚ではないが周囲の意見に揺れやすいことが欠点と秦檜は考えている。前作で兀朮に追われて江南各地を逃亡したことがトラウマとなっており、金の侵攻に怯える。
李綱
（楊令伝）宰相。金軍の侵攻が迫る中で王黼の無策を批判、王黼が開封府を逃げ出してからは政治の表舞台に立つ。しかし和睦を推進しておきながら騙まし討ちをかけようとするなど、無謀な言動で状況を更に混乱させる。一度罷免されるが、張邦昌が北へ連行された後は、宰相となり国論を対金強行路線で纏める。北宋崩壊後は南京応天府で青蓮寺に操られるままに南宋再興にあたる。史実でも対金強硬派。
秦檜
（楊令伝）南宋の宰相にして青蓮寺の幹部。才能と見識を李富に見出されて取り立てられる。風貌は痩せており、頬骨が目立つ。各地を回り情報収集を行った後、宮中へ入り込み政治工作を行う。「おかしな野心を取り除けば使える男」と李富は評している。北宋崩壊後は李富の命を受け俘虜と言う形で金に身を置く。
南宋成立後に帰還、李富の指示で朝廷に仕える。権力欲よりも歴史を自らの手で動かすことに意欲を燃やす。李綱に代わる宰相として南宋の行政を整備しつつ、金との和平路線を進める。軍事は詳しくないが、軍閥の岳飛を直感的に警戒している。史実でも南宋宰相であり、宋金和平派の巨頭。
（岳飛伝）引き続き南宋の宰相を務める。政治を裏の組織が司ることを良しとせず李富の死後は青蓮寺と距離を置いている。前作で李富と撻懶が交わした淮水を国境線とした講和路線を進める一方で、国力を充実させてから中原や燕雲十六州を奪還し漢民族の大国家を実現するという自身の夢を抱く。ただし国土の即時奪還を考える岳飛とは異なり、統治の難しさと南宋の疲弊を考慮して、奪還には長期間かかると考えている。
金との講和交渉に入ってからは並行して軍閥の解体と南方への進出を図り、岳飛に南宋正規軍への帰順を勧めるも拒絶されたため身柄を拘束する。思案の末に岳飛の処刑を命じるが、玄銹を交渉材料にした梁山泊の介入により彼を解放する。

#### 軍

##### 禁軍
宗沢
（楊令伝）禁軍元帥。南京応天府の留守だったが、金侵攻による宋崩壊後、李富の画策により康王趙構を迎え宋を再建。新生宋軍の元帥となる。趙構が南に逃げた後も南京応天府に残留。系譜図の偽造を見抜き、趙昚が偽者であることに気づいていた。楚が崩壊した後の開封府に入り、義勇軍を募るが病に倒れ、抗金を叫びつつも死去した。史実でも義勇軍を組織して金軍と戦っている。
劉光世
（楊令伝）禁軍元帥。元は地方軍の将校。任地で用心棒をしていた岳飛と出会い、理解者として便宜を図っていた。各地を巡検していた童貫に認められ禁軍将軍となる。方臘の乱後、戦死した畢勝に代わって童貫の副官を務める。趙安戦死後は李明が抜けた暦亭戦線に張俊と共に入るが大敗。殿を務めるも扈三娘に重傷を負わされて戦線を離脱する。童貫・李明らの戦死後は開封府の防衛を担当。北宋崩壊後は宗沢らの宋再興に劉家軍を率いて軍閥として参加。青蓮寺の計画に基づき、兀朮を相手に帝を守り逃げまわりつつ時間を稼ぐという困難な作戦を完遂し、南宋建国に貢献する。転戦を経て用兵の腕は兀朮を圧倒する程にまで成長している。
作中でタイミングは明記されないが、劉家軍を基礎に南宋禁軍を纏めあげ、その元帥に就任した。岳飛、張俊ら軍閥を軍制に組み込み国家防衛の体制を整えるが、梁山泊戦では敗戦・苦戦を重ねる。そのことで心理的に追い詰められつつあり、酒量も増えている。岳飛などはそういった状態の劉光世を心配し、気付かっている。宰相の秦檜との中は表面上は友好的であると述懐している。
戦術、戦略の能力は確かであり、梁山泊は劉光世と岳飛を南宋軍の柱石であると見做している。指揮は地味であり、特に防衛戦を得意とする。また、南宋建国時の流転経験から帝の信頼は厚い。
史実では南宋の軍閥の首領。禁軍の総帥たる立場に就任したことはない。史実上の劉光世は軽薄な人格であったとされ、金軍を相手にした戦でも敗戦を重ねている。名前を借りているだけで、史実上の劉光世と本作の劉光世はほぼ別人であるが、酒に浸っている点などに類似点が見られる。父親の劉延慶も宋の軍人であり、本作にも登場する耶律大石とも戦い一時は追い詰めた軍人だが、本作では登場しない。
（岳飛伝）徐々に秦檜に軍権を削られ、飾り物の総帥に祭り上げられている。肥満に加えて酒毒にも犯されており、本作オリジナルの要素が強かった前作とはうってかわって史実に似た立場に追い遣られている。軍人としての牙を抜かれたことは自他ともに認めているが、軍閥の立場に拘る岳飛への忠告や秦檜から意見を諮問されるなど、往年の才覚が完全に失われたわけではなかった。
南宋水軍による沙門島陥落の報復として実施された梁山泊軍の臨安府奇襲において防衛のために出撃。史進と一騎討ちを行い、討ち取られる。史進は劉光世の最期を男の死として敬意を抱いた。
陸碩
（楊令伝）禁軍の上級将校。若いが劉光世の副官を務める。
徐覇
（楊令伝）禁軍将軍。騎馬隊の総指揮官を務める。劉光世の命を受け、岳家軍と梁山泊軍の決戦では于楷と共に援軍として岳飛の指揮下に入る。金軍と梁山泊軍の交戦中に仕掛けようとしたため、岳飛に叱責された。岳飛の許しを得て指揮下に戻り、呼延凌と拮抗する戦いぶりを見せた。于楷の戦死後はその戦力を編入し、最後まで生き残る。
于楷
（楊令伝）禁軍将軍。徐覇よりも年下。岳家軍と梁山泊軍の決戦では徐覇と共に援軍として岳飛の指揮下に入る。徐覇と二人で金軍と交戦中の梁山泊軍の背後を衝こうとしたため、岳飛に叱責される。指揮下に戻り梁山泊軍と戦うが、終盤の乱戦で戦死する。
馬平
（楊令伝）禁軍将軍。徐覇・于楷と同じく劉光世の部下。

##### 岳家軍
梁山泊戦で生き残った宋禁軍の将軍、岳飛が隆徳府を拠点に組織した独立勢力。当初は選りすぐった精鋭による軍を目指していたが、敗戦を重ねることで数重視に転換した。梁山泊・金とは敵対し、南宋の命令は無視していたが領内の統治に失敗、劉光世の招きもあり隆徳府を放棄して南下。南宋の傭兵的な存在となる。
岳飛
（楊令伝）岳家軍の首領。相州の豪農の家に生まれ、九歳で無名の隠棲者に師事する。十五歳の時に師が亡くなったため故郷を離れ、仲間と共に民兵を率いて用心棒稼業を開始する。大きな資質を秘め、一度は童貫に禁軍へ誘われるもその時は拒否。その後、偶然にも楊令の軍と遭遇し惨敗。楊令に「子供か」と言われ見逃されたことがその後の人生に大きな影響を与える。
禁軍の将軍となった旧知の劉光世を頼って禁軍入り。童貫の従者を務めながら厳しく鍛えられる。童貫直属の騎馬隊を指揮しつつ方臘の乱を戦い抜き、終盤で石宝の首を刎ねている。梁山泊との決戦では童貫の本隊に所属。自覚せぬままに成長を遂げ、張清を討ち取るなど活躍するが楊令には及ばなかった。
梁山泊戦の後は残存戦力を率いて隆徳府近辺の三州を治め、岳家軍を興す。拠って立つ国の姿が見えない中で『盡忠報国（じんちゅうほうこく）』の思いを抱き、軍閥として活動する。梁山泊や蕭家軍との数々の戦いを潜り抜け、楊令たちを驚嘆させるほどの武人となる。私生活では崔如と結婚し、併せて岳雲らを養子に迎える。
領内の安定を維持するために軍を拡大するが領内の疲弊と民衆の反逆を招き、劉光世の招きもあって南宋に移った。南宋では前衛として金と対峙するが、軍閥と言う立場ゆえ秦檜に警戒される。梁山泊の志には盡忠報国に通じるものを感じつつも敵対する道を選ぶ。
梁山泊が各地で展開する自由市場により南宋が窮地に陥る中、兵站を確保して岳家軍単独で梁山泊軍と交戦。李富と撻懶の密盟に基づく金軍との共闘を拒絶し、単独での戦いに拘る。だが死闘の末に壊滅寸前にまで追い込まれ、死を決意して楊令との一騎討ちに臨む。楊令の吹毛剣に右腕ごと切られたが、楊令が毒により死亡したため戦いが終わり、索漠とした思いを抱きつつ後退する梁山泊軍を見送った。
史実でも南宋の軍閥の首領。史実では童貫の下ではなく、宗沢の下で頭角をあらわした。書や詩にも長けていたといわれているが、本作ではわずかに語られるだけである。
（岳飛伝）岳家軍を立て直しつつ、自らの体を鍛え続ける。市井には楊令を討った男として伝わっているが、岳飛自身は楊令や蕭珪材に対する敗北感を忘れずにいる。また隻腕の軍人としても有名だが、毛定が作成した義手を装用することで両手での戦いを可能とした。前作での戦いぶりから梁山泊の軍人からは好感を抱かれており、岳飛も梁山泊を敵視していない。
故郷を追われ、あるいは金に搾取される漢民族のために奪われた領土を奪還することが、『盡忠報国』の体現であり戦う理由であると思い定めている。金の大侵攻に際しては秦檜の命で南宋軍の総司令官として兀朮を迎撃、さらに北伐に転じるも講和成立により撤退する。講和後も軍閥としての立場を崩さず再度の北伐を目指したため、秦檜との対立が決定的となっていく。
臨安府へ出頭した際に秦檜から最後通告として南宋軍総帥への就任と南宋正規軍の帰属を求められるが拒否、反逆罪で拘束されてしまう。秦檜の国家論に一定の理解を示し、岳家軍の解散や自身の処刑を粛々と受け入れたが、梁山泊の介入により替え玉の処刑と言う形で密かに釈放される。公には死亡扱いのため、姚平と共に南方へ旅立ち湄公河の沿岸を拠点に岳家軍を再興する。梁興との繋がりから梁山泊からの支援を受け、秦容が統率する小梁山と共闘体制を確立する。
徐史
（楊令伝）岳飛の部下。故郷を出て放浪中の岳飛と出会い、用心棒を始めた彼の仲間となる。共に禁軍に入り、方臘や梁山泊と戦う。岳飛と梁山泊の偵察に出向いた際に、拾った牛坤と姚平の面倒を押し付けられた。岳家軍創設後は一軍を率いる。軍務を離れても岳飛と行動することがあり、お目付け役として意見することも多かった。梁山泊からの馬強奪が原因で勃発した隆徳府攻防戦で郭盛軍と戦い、戦死する。『岳飛伝』では南方で岳家軍を再興した岳飛が、徐史は寒さに強いが暑さに弱かったので南方では役に立たなかったろうと姚平に語っている。
孫範
（楊令伝）岳飛の部下・副官。徐史と同じく用心棒時代からの岳飛の仲間で禁軍入りにも同行する。岳家軍創設後は岳飛を中原の覇者とすることを夢見、文官の役割を果すようになる。梁山泊を参考に支配地域の民政を担当するが、軍の拡大による重税が原因で民に憎まれてしまう。梁山泊との隆徳府攻防戦で左足を失う。南宋に移ってからは兵站を担当する。
（岳飛伝）引き続き岳家軍の幕僚として軍管区内の民政や兵站を担当。前作で失った左足に毛定が作成した義足を装用する。岳飛が臨安府で拘束された際は南宋に反発する兵たちを抑えきれず負傷、岳飛が出した解散命令に従い軍を解散する。その後は岳飛の家族を守りつつ、残存戦力を率いて山間部で活動する。
呉玠
（楊令伝）岳飛軍の将校。300人の部隊を率いていたが花飛麟の騎射で負傷。弟の呉璘に助けられ太原府まで撤退してくる。岳家軍に参加し、一軍を率いる。軍人としては珍しく民政にも興味を持つ。金軍の侵攻を受ける故郷の巴蜀を守るため、呉璘と共に岳家軍を離れる。史実でも巴蜀の南宋の軍閥の首領。史進のモデルとされる史斌と戦いこれを討っている。
（岳飛伝）巴蜀に侵攻した金軍の撃退には成功するも、両軍の収奪が原因で民衆に恨まれたため成都府を離れて岳飛の下へ戻ってくる。岳家軍では騎馬隊の指揮を担当する。南宋と金の講和が成立した後に、情勢が不安定な巴蜀へ戻ることを岳飛に勧められ再び故郷へ帰る。
呉璘
（楊令伝）岳飛軍の将校。呉玠の弟。兄と共に岳家軍に参加し、一軍の指揮官となる。岳飛の許しを得て岳家軍を離れ、兄と共に巴蜀の義勇軍を指揮する。
（岳飛伝）兄と共に三千人の部下を連れて岳家軍と合流、歩兵の調練を担当後に騎馬隊の指揮官となる。呉玠との連携攻撃が得意。金との講和後に再び巴蜀へ戻る。
牛坤
（楊令伝）賊徒が跋扈する故郷を離れた青年。途中で知り合った姚平と共に一旗上げようと梁山泊と童貫率いる禁軍の戦場に現れる。偵察中の岳飛と出会い、禁軍に新兵として加わる。決戦後は岳家軍に参加、下級将校を経て徐史隊の上級将校に昇格する。徐史の戦死後は姚平と共に歩兵の指揮官となる。梁山泊軍との決戦で戦死。
姚平
（楊令伝）牛坤の相棒。一旗上げるために偵察中の岳飛の馬を盗もうとした一件で二人揃って禁軍に拾われる。大柄な牛坤とは反対に小柄だが同じく図太い性格で、二人揃って小隊長を務める。岳家軍にも参加、下級将校を経て上級将校に昇格する。徐史の戦死後は指揮官として歩兵を率いる。梁山泊軍との決戦では牛坤をはじめ多くの同僚が戦死するなか、最後まで生き残る。
（岳飛伝）前作の最終決戦で負傷し後送中に死亡したと思われていたが、牛坤たちの死が原因で軍を脱走していた。放浪していたところを孫範に見つかり、岳飛に引き合わされる。岳家軍への復帰を希望するも拒否されて立ち去った。岳飛が拘束されたことを知り、臨安府を訪れたところを燕青と出会い救出に参加。岳飛と共に南方へ旅をするうちに脱走者としての負い目を克服。湄公河の沿岸で再興した岳家軍で岳飛の副官となる。
紀雲→岳雲
（楊令伝）崔如たちと共に逃れていた少年。崔如とは従兄弟同士の間柄。龐仲と共に岳家軍入りを志願するが、年齢の問題から兵でなく岳飛の従者を務める。岳飛が崔如と結婚した際に養子となり、岳雲と名乗る。成長後は一軍の指揮官を務め、梁山泊軍・金軍と戦う。なお、史実よりも年長である。
（岳飛伝）梁山泊との決戦にも生き残り、岳家軍の立て直しに従事する。呉兄弟の復帰後は歩兵の指揮を担当、岳飛の命で金軍の侵攻に備えて編成された長刀隊の調練と指揮を任せられる。岳飛からは指揮は定法通りだがそれゆえの強さもあると評された。史実では岳飛が反逆罪で囚われた際に共に捕縛・処刑されたが、本作では岳飛が拘束された際は本拠地にいたため捕縛を免れている。
岳飛の捕縛後は岳家軍の残存兵を率いていたが、後に岳飛と合流する。
崔如
（楊令伝）元崔家村の保正の娘。賊徒に両親を殺され、孤児たちと共に隆徳府近郊まで逃れてくる。軻輔と交戦中の岳飛と出会ったのが縁で隆徳府に小間物屋を開く。のちに岳飛と結婚。岳雷らを産みつつ、崔達をはじめとする五人の孤児たちを養子として育てる。
（岳飛伝）岳飛との間に新たに岳震を出産。崔蘭たちを岳家軍で働かせつつ子供たちを育てる。岳飛が南宋に捕縛されて以降は孫範や家族と共に逃亡していたが、梁興や梁山泊の協力により南方へ移住し、岳飛と再会を果たす。その後は岳家軍の拠点、岳都（がくと）で民政全般を担当する。
岳雷
（楊令伝）岳飛と崔如の間に生まれた子供。
（岳飛伝）岳飛軍の将校を努める。父の岳飛からも「いい軍人になる」と能力を認められる。
岳霖
（楊令伝）岳飛と崔如の間に生まれた子供。
崔達
（楊令伝）崔如と共に隆徳府近郊まで逃れた孤児の一人。後に崔如の養子となり、家業の小間物屋を手伝う。隆徳府の治安が安定しないため、商品を盗んだ客に殴られた。
（岳飛伝）剣の遣い手に成長し岳家軍に参加。一兵卒を経て騎馬隊の下級将校に昇進する。のちに南方で再興した岳家軍に崔史、崔蘭と共に合流、将校を務める。
崔蘭
（楊令伝）崔如と共に隆徳府近郊まで逃れた孤児の一人。後に崔如の養子となる。
（岳飛伝）岳家軍の厨房で働いていたが才能を毛定に見いだされ、与えられた薛永の冊子を読み込んで薬師となる。南方に移ってからは妹の崔羽と共に薬方所の薬師として働く。また、辛晃に襲われた王貴の治療を担当した縁で彼と親しくなり、のちに結婚する。
崔史
（楊令伝）崔如と共に隆徳府近郊まで逃れた孤児の一人。後に崔如の養子となる。
（岳飛伝）軍に入ることを望んでいたが臆病さを岳飛に見抜かれる。鍛冶場に配属され田峯の下で鍛冶師として働く。南方に移ってからは鍛冶場の中心人物として山岳戦用の武器、三腕（さんわん）の量産に力を発揮する。
龐仲
（楊令伝）元崔家村の執事。崔如たちを守り、賊徒から逃れていた。武術と軍学を修めており、隆徳府に落ち着いた後に紀雲と共に岳家軍に加わる。梁山泊との隆徳府攻防戦で片目を失うが、その後も岳雲と共に岳飛の指揮下で金軍・梁山泊軍と戦う。梁山泊軍との決戦で戦死。
軻輔
（楊令伝）岳家軍の将校。契丹族出身。金国勃興時の幻王の殲滅戦で父親を殺されたため、楊令を憎悪している。元は耶律被機の軍に所属していたが、燕国崩壊後は賊徒を率いて流浪する。部下たちを養うために隆徳府一帯を荒らすが岳家軍に敗北、捕らえられる。岳飛が吐露した「盡忠報国」の言葉に興味を抱き岳家軍に参加、一軍を率いる。隆徳府での攻防戦では楊令に討たれかけるが遼軍時代からの部下、謀屯の捨て身の犠牲で逃れた。岳飛の戦人としての資質に惹かれ、江南に移る岳家軍にも残って軍指揮や調練を担当する。梁山泊軍との決戦で戦死。
単琅
（楊令伝）軻輔の部下。彼に従い、仲間の斡乾吉ともに岳家軍に加入する。馬の扱いに長けており、梁山泊の牧から軍馬を強奪する作戦を立案・実行した。金軍との戦いでも乗り手を失くした敵の馬を確保するなど馬匹を担当することが多い。
（岳飛伝）引き続き岳家軍の馬匹として軍馬の調達を担当。北伐では兵站も併せて担当した。
斡乾吉
（楊令伝）軻輔の部下。軻輔・単琅と共に岳家軍に加入。軻輔隊の上級将校を務める。梁山泊軍との決戦で戦死。
王韋
趙乗
（楊令伝）義勇軍出身の岳家軍将校。岳家軍が南宋に移った後に加入する。ともに梁山泊軍との決戦で戦死。

##### 張家軍
宋禁軍の将軍だった張俊が童貫戦死後、北京大名府を拠点に組織した独立勢力。岳家軍同様に軍閥というべき存在。創設当初から新兵を加え、大軍を擁する。梁山泊・金とは敵対し岳家軍とは不干渉、南宋の命令は無視していた。金の傀儡国家「斉」に組し、斉禁軍を号するが離反。南宋所属の軍閥となる。
張俊
（楊令伝）張家軍の首領。方臘の乱では畢勝の指揮下で戦い、その才能を高く評価された。乱後、畢勝の遺した評価に基づき禁軍将軍へ抜擢される。梁山泊戦に参加し劉光世と共に暦亭戦線で戦うが、旧方臘軍を率いる韓成を相手に方臘戦でのトラウマが再発。工兵隊・水軍との連携にも追い詰められて大敗、羌肆の支援を受け脱出する。童貫戦死後は北京大名府を拠点に張家軍を興し、一国を背負う将軍になるという野心を抱く。独自に暗躍する扈成とは互いに利用しあう関係にあり、彼を介して斉へ合流、斉禁軍の総帥となる。だが情勢の変化により、抗金を叫んで南宋に鞍替えする。
軍人としては非凡だが、身の処し方や消極的な戦いぶりから劉光世からの評価はあまり高くない。張俊もかつて同僚であった劉光世を上司として仰ぐことをよしとせず、秦檜直属であるかのように振る舞う。その秦檜からは機を見るに敏であり評価すべき人材だが、信義が無い、と評価されている。戦力も数は多いが、食い詰め者が多いため一部を除いて質は低い。自由市場を展開して南宋を追い詰める梁山泊軍を岳家軍と迎撃するが、対峙の間に兵站を断たれたため潰走する。
史実でも南宋の軍閥の首領。出自は軍人ではなく匪賊。いわゆる招安を受け南宋の軍閥となった。史実上の宋では招安を受けた匪賊、野盗が宋禁軍の中でも大きな比率を占めたが、本作では童貫、劉光世の方針のもと徴兵と選別による精鋭主義が採られているという設定のため、それに従い張俊の出自も変更されている。
（岳飛伝）引き続き長江の北辺に展開、南宋の前衛を務める。後退戦術が得意でそこそこに精強な軍を維持していたが、秦檜の策により辛晃と切り離され徐々に軍人としての牙を抜かれていく。臨安府に召還され、劉光世に替わる時期禁軍総帥とされるが実質的には秦檜の傀儡と化している。
厳徳
（楊令伝）張俊の副官。元は禁軍で斥候隊に所属していた時期がある。「軍人は命令に従い行動する」という軍人として典型的な信念を持つ。裏で動き回る扈成を嫌っている。
顔儀
（楊令伝）張俊の双頭山攻略戦の際、張俊と厳徳の会話の中で登場。撤収する歩兵の護衛を命じられる。
辛晃
（楊令伝）元は賊徒。斉禁軍だった張俊に討伐され、捕虜となる。後に彼の従者を務める。
（岳飛伝）張家軍の精鋭を指揮するが優遇はされていなかった。それゆえ王貴が指揮する商隊を襲い、荷を強奪したことがある。張俊に恩を感じていたが、勇猛さを失いつつある姿に失望。秦檜の意を受けた許礼の説得により張俊から離れ、独自に金軍と戦う。張家軍で培った後退戦術を得意とするが、兀朮には張俊がまともに育てれば見事な軍人になったと評される。
人情を捨てきれず素直な面もあるが、そこを許礼に利用される形で朝廷の側へ組み込まれていく。金との講和成立後は南方の制圧を命じられ、岳飛と秦容を相手に戦うことになる。岳飛との関係は悪くないといった相違点はあるが、出自など『岳飛伝』での辛晃は史実における張俊に近い扱いとなっている。
南宋の南征軍を指揮し、岳都、小梁山を目指して岳飛、秦容と激戦を繰り広げるが、徐々に追い詰められ大敗。最期は呂英共々岳飛に斬首された。

##### 韓家軍
地方軍の将校だった韓世忠が宋軍を抜けた際についてきた部下、そして旧知の梅展率いる水軍を併せた勢力。梁山湖一帯を根城にしていたが、梁山泊水軍に追われたため長江へ南下。青蓮寺の李富に雇われる格好で南宋の水軍として活動する。
韓世忠
（楊令伝）韓家軍の首領。のちに南宋水軍の総帥。地方軍の指揮官で禁軍や青蓮寺が注目するほどの才能の持ち主だったが、宋を見限っていたためわざと乱行を繰り返して昇進を拒んでいた。異母弟（弟とは認めていないが）、韓伯竜のこともあり禁軍と梁山泊の戦いに対して醒めた感情を抱く。少年時代に義母と姦通した過去があり、そのため女性への不可解さが一種のトラウマとなっている。また、破壊や悲劇を好む歪んだ一面があり、幻王として殲滅戦を行っていたころの楊令は気に入っていた。
宋崩壊後は慕ってきた部下を率いて水軍の梅展と共に流花塞跡に駐屯、独立勢力となる。刹那的な愉しみを求めているため特に思想信条は無い。後に引退を決意した梅展から水軍を受け継ぎ、長江沿岸に活動の場を移す。南宋建国の裏で暗躍する李富の存在に気付いて接触を図り、傭兵のような形で青蓮寺の命を受けて活動する。
物語終盤において李俊との戦いで軍船の多くを焼かれたため、一時的に騎馬隊を編成・指揮する。韓伯竜を討ち、後に梁山泊軍と岳家軍の決戦にも介入するが一蹴され退いた。史実では方臘の乱にも参戦し方臘を捕らえている。
（岳飛伝）再び水軍を指揮して梁山泊水軍と交戦するも船の性能差により大敗。秦檜に増強を無心するが、本気で向き合わない姿勢を批判されたため奮起、無為軍の造船所で軍船の建造や水軍の調練に本腰を入れる。前作同様に退き口を確保したうえで鮮やかな一撃を加える戦法を得意とするが、秦檜や許礼にはそれが軍人としての限界だと評された。
後に葉春の姪の梁紅玉と結婚し、一時は普通の家庭人としての人生も夢想する。しかし、難破した梁紅玉が梁山泊の張朔に助けられた一件により夫婦関係は破綻。それを機に梁山泊水軍との戦闘を開始するが、韓世忠の過去の戦いを分析した張朔に敗北。彼の飛礫を受けて片腕に傷を負った上に造船所も焼き討ちされた。更に青蓮寺への接触が秦檜に露見したため上級将校へと降格された。
その後は梁山泊の交易船団襲撃を任務として活動。東シナ海の島々を拠点にしつつ、交易船を沈めることに終始することで梁山泊の交易に少なからぬ損害を与えるが、李俊に急襲され一騎打ちで斬られた。

#### 青蓮寺
趙昚
（楊令伝）李富と李師師の息子。後の南宋の皇帝。本物の趙昚は北宋崩壊の際に死亡している。両親により太祖の末裔に仕立て上げられ、皇太子として李師師に養育される。
周炳
（楊令伝）李富の従者・護衛。体術の遣い手で、その腕前は燕青が警戒するほど。以前は高廉の軍に所属していた。青蓮寺の手の者だった両親を梁山泊致死軍に殺されており、憎悪を抱いている。かつて袁明を護っていた洪清のように、常に李富の側に従う。南宋成立後、諜報活動を行う燕青を臨安に誘い込み包囲するも決闘に敗れて死亡する。だが最後の一撃は燕青の視力を奪っていた。
羌肆
（楊令伝）かつて王和・高廉が率いた青蓮寺の実働部隊・闇の軍の指揮官。前作で致死軍に敗死した高廉の後任。少年時代から王和に育てられ、彼の死後は高廉の下で働いていた。数で押した高廉の方針を転換し少数精鋭主義を採用する。梁山泊残党狩りや闇塩の道の探索などに携わるが、李富と聞煥章の権力争いに利用されたことに傷つく。方臘の乱で禁軍を指揮していた童貫と出会い、彼の部下として働くことを夢見るようになる。着実に実績を残し童貫から認められたが、彼の死により夢は潰えた。引き続き李富の命で活動し、南宋に対する彼の野心に共感するようになる。だが失態が続き、李富の評価は芳しくはなかった。李英捜索中の李媛たちを襲撃し、致死軍も追い詰めるが戴宗の奇襲を受け、相討ちとなる。
韋亮
（楊令伝）青蓮寺の幹部。致死軍に拉致された赫元の後任として李富に抜擢される。李英の出奔や耶律越里の金国帰還を策謀し、梁山泊軍の戦力を低下させる。
邵房
（楊令伝）青蓮寺の間諜。洪青の体術の弟子だった男の弟。本名は不明。本物の邵房と入れ替わる形で梁山泊に潜入し、体術の腕を見込まれ致死軍への潜入に成功した。羅辰とかなり親しくなるなど順調に工作を進めたが公孫勝に正体が露見し別の名目を立てられ処断された。李富は羌肆に代わる青蓮寺の軍の指揮官と考えていた。
劉彦宗
（楊令伝）元は燕京の私塾教師。韓伯竜も師事したことがあり、人脈は多岐に亘る。李富に招かれ、欲に目が無いという欠点につけ込まれた挙げ句、偽芝居による拷問劇で青蓮寺への忠誠と恐怖を刷り込まれ、傀儡として金へ赴く。金により甥の劉豫が傀儡国家「斉」の皇帝に擁立された後は宰相を務めるが、扈成の命を受けた呂英に暗殺される。実在の人物で金史に伝がある。
周杳⇔欧元
（楊令伝）周炳の従弟。彼と同じく梁山泊との争闘で両親を失う。青蓮寺の手の者として活動するが、妹には普通の人生を送ることを望んでいる。楊令を暗殺するべく、亡き欧鵬の甥、欧元を名乗り、交易のために西夏を訪れた楊令に接触。従者として入山を許可される。以来、数年にわたって楊令に仕え、身の回りを世話する。従者としては有能で、楊令からは戦場にも連れて行ける従者として重宝されていた。そして金軍を撃退し、岳家軍との最終局面に臨もうとした楊令を刺して自害するが、楊令は刃に仕込まれた毒が原因で絶命する。
『岳飛伝』において褚律の調査により、青蓮寺が本物の欧元から宋江の手紙を手に入れて周杳を暗殺者として送り込んだという推測がなされた。また、妹の陳麗華（周麗華）が登場する。

### 方臘軍
江南で支持を集めていた宗教集団の教祖、方臘が率いる勢力。宗教による熱狂と陶酔を利用して信者たちを度人（どじん）へと変貌させ、死をも恐れぬ集団として操る。一方で正規軍も創設しており、度人の群れに軍を隠すことで従来の軍学が通用しない戦いを行う。数年かけて準備を整えていたが、梁山泊の工作により決起。宋軍と激突する。史実においてはその宗教はマニ教系であるとされるのが定説だが、本作では道教系の勢力であると設定されている。なお史実の方臘は決起時に道観を多数破壊しているため少なくとも道教系の勢力でないことだけは確実である。
方臘
（楊令伝）江南を拠点とする宗教集団の教祖で「喫菜事魔」の教えを説き、熱狂的な支持を得る。信者たちは史実同様に「この世は苦しみに満ちているのだから、死ぬことや殺すことが幸福である」という度人の思想の実践者となり、屍を乗り越えて宋軍に迫っていく。かつての梁山泊の戦いに影響を受け、「王になるために」叛乱を起こすことを決意。宗教の力を利用して百万もの民衆を扇動する。豪放にして怜悧な性格。清濁併せ持ち、人を惹きつけるだけの強い魅力を放つ。
度人と正規軍の連携や、己の命を平気で死地に晒すという常軌を逸した行動で童貫を苦戦させた。だが長い死闘に敗北し、青渓にて館に火を放って自害した。だが度人の群による戦は、童貫軍の童貫以下の将兵に深刻な心の傷を与えた。史実でも江南の宗教叛乱勢力の頭目。本作での梁山泊のように塩賊茶賊の力を背景に叛乱を起したとされる。なお、史実よりも一年ほど反乱の期間が長引いている。
石宝（石元帥）
（楊令伝）方臘軍の元帥。方臘とは古い付き合いで、武挙に合格した過去を持つ。叛乱の準備を着々と進め、蜂起後は正規軍を指揮。膨大な度人の群れを利用して童貫を苦戦させる。武勇と軍略に優れ、本心では一介の武人として童貫と戦うことを望んでいる。最後の戦いで童貫・劉光世・岳飛率いる軍と戦い、童貫にその実力を認められるも負傷して捕縛される。最期は戦いに満足しつつ岳飛の手で斬首された。
包道乙
（楊令伝）方臘の宗教集団の幹部。信者たちを取りまとめ、度人として戦いへと送り出す。また信者を使った兵站の確保も担当していた。正規軍を率いる石宝との折り合いは良くないが、方臘への忠誠と言う点では一致している。最期は方臘に従い殉死した。
鄧元覚
（楊令伝）方臘軍の幹部。信徒で構成された軍の指揮官で、正規軍の支援を担当することが多い。石宝らと共に童貫に勝利するも、その油断を突かれて逆襲を受け戦死する。
婁敏中
（楊令伝）方臘の側近で、護衛も務める。初老ながら、燕青や武松に匹敵するほどの体術を遣う。方臘より先に死ぬために趙仁（呉用）を迎えに来た武松と闘い、敗死した。
方貌
（楊令伝）方臘の弟。地味だが粘り強いところがあり、包道乙らと共に信徒を集め度人に仕立てる。その反面、軍学を無視した命令を下したために、趙仁の作戦を台無しにしたことがある。童貫戦の最終局面で戦死。
方天定
（楊令伝）方臘の息子。方臘軍の丞相だが父親の威光を頼んだ僭越な振る舞いが多く、石宝には不安視されていた。態度を改めなかったため方臘の手で処断された。

### 金
完顔阿骨打が遼を打倒して建国した女真族の国で、彼の没後は呉乞買が帝位に就く。海上の盟の不履行を口実に梁山泊と決戦中の宋へ侵攻、請康の変で首都の開封府を陥落させ北宋を崩壊させる。だが急激な国土の拡大は多民族の統治という問題を招き、朝廷内でも政争が起こるなど内情は安定していない。阿骨打の決起を助けた梁山泊とは敵対はしていないが、微妙な状態にある。

#### 朝廷
呉乞買（ウキマイ）
（楊令伝）阿骨打の弟。本作ではウキマイと発音する。阿骨打の意向で一族の血を遺すため遼との戦いには参加していなかったが、楊令の存在を隠すために幻王として扱われていた時期もあった。兄の死後に後を継ぎ二代皇帝となる。交易は得意だが小心者で策略を弄するところがあり、兄に比べて人望に欠ける。また、策略や軽挙を容赦のない手段で阻止した楊令を異常なまでに恐れる。
自分の息子に帝位を継がせようと画策するも、粘罕らに阻止された。病に冒され死に瀕して初めて本気で国の行く末を案じる。そして梁山泊の自由市場構想が金を滅ぼすことに気づき、兀朮・粘罕・撻懶に勅命として楊令を討つことを命じる。梁山泊と南宋の決戦直前に崩御し、阿骨打の孫の合剌が後を継ぐ。ちなみに「楊令伝」キャラクター人気投票では、二位以下に並んだ青蓮寺の面々を差し置いて不人気部門で一位を獲得した。
粘罕（ネメガ）
（楊令伝）金国の丞相。漢名は宗翰。阿骨打の従兄弟で兀朮たちに対しても強い発言力を有する。金の建国時から蔡福・許貫忠らと共に文官を統率、安定しない内情に苦慮しつつ職務を遂行する。北宋崩壊後の中原統治について、蔡福、許貫忠らの入れ知恵により政敵である撻懶の構想を横取りする形で中原に傀儡国家「斉」を建国し、金国の主流派となる。だが撻懶の力を完全には奪えず、彼が力を増してゆく様を見て焦燥感を抱く。蔡福とは友人で彼の死後には深い喪失感を抱く。金国の建国に行政面において多大な功績を残した。ちなみに史実よりも若く描かれている。
宣賛との会談の中で、金国に自由市場を立てることを承諾しかけるが、結局呉乞買の勅命に従い梁山泊を滅ぼすこととし、会談に訪れた宣賛を謀殺した。その身は重篤な病に犯されている。なお『岳飛伝』開始時点で病没したことが明らかとなっている。
史実では軍人としての功績が大きく、本作ではその役目を完顔成が代行している。粘罕は蕭珪材を兵力に置いて上回る岳家軍に単独で戦わせて戦死させるなど、軍事面には疎い描写がなされている。なお一般には粘没喝と表記されることが多い。その名の発音について、ネメガ、モティエホ、ニヤマンなど諸説あるが、本作ではネメガが採用されている。
縄果（シェンガ）
（楊令伝）阿骨打の長子。作中には名前のみ登場。病弱なため若くして死去。粘罕らによって息子の合剌が皇太子として擁立される。史実では対遼戦の傷がもとで病死している。
合剌（ホラ）
（楊令伝）繩果の息子で阿骨打の孫にあたる。皇太子として擁立され、呉乞買の死後に第三代皇帝の座に就く。
（岳飛伝）引き続き皇帝の座にあるが、実権は叔父の兀朮が掌握している。政治や軍事には一切興味が無く、遊蕩に耽っている。
蒲盧虎（ホロコ）
（楊令伝）呉乞買の息子。父と撻懶の意向により皇太子として擁立されかけるも、粘罕や蔡福たちに阻止される。
（岳飛伝）燕京に遷都された後の会寧府を拠点に帝位を狙う。しかし賛美者ばかりで周囲を固めているため、撻懶からは暗愚な人物として見限られている。なお、作中での蒲魯虎の役割は史実での阿魯に近い。

#### 軍
斡本（オベン）
（楊令伝）金の将軍で、阿骨打の庶長子。金軍を率いて南征、張俊の軍を蹴散らして東京開封府を再度占拠する。異母弟の兀朮に対しては焦りを抱くあまり軽率なところがあり、周囲からの評価は芳しくない。兀朮が総帥の座についてからは漢人で構成された軍の調練と編成を担当。物語終盤からは民政に携わるが、行政官としては粘罕に及ばないと宣賛に評された。なお史実より若く描かれている。
（岳飛伝）兀朮の意を受けて完顔成の下で民政を担当する一方で、朝廷での撻懶派と完顔成の動きを監視・牽制する。また、妾腹の子という劣等感に由来する自身の猜疑心を応用した官僚への監視体制を整えている。前作同様に撻懶とは微妙な関係だったが、息子の迪古乃が皇太子に擁立されたため態度を軟化させた。
撻懶が病に倒れたことで魯逸と手を組み丞相となることを画策。轟交買の利益を狙って蕭炫材を拘束するが、撻懶の恫喝により丞相就任は失敗した上に蕭炫材が金国から離れるという失態を犯す。
兀朮（ウジュ）
（楊令伝）金の将軍で阿骨打の息子。江南で趙構を討つべく長い追撃戦を繰り広げたが、劉光世の変幻自在な用兵に翻弄され続けた。しかしその中で軍人としても人間的にも成長し、趙構を守り逃げるという使命を終えた劉光世と正面からの戦ったが、猶も及ばなかった。蕭珪材を師と仰ぎ、訛里朶が梁山泊の捕虜になった際の対応など、その謙虚な性格や功績から斡本とは逆に周囲の評価は高い。
岳飛に連敗した完顔成に代わり、金軍総帥に就任する。呉乞買と繋がっている撻懶を警戒しつつも、共に南宋と戦う。その後、死病に冒された呉乞買から楊令追討の密勅を受ける。密勅の重圧に苦悩するも撻懶と共に岳家軍と交戦中の梁山泊軍を奇襲し結果として岳飛の命を助ける。開戦直後は梁山泊に追い詰められていた岳飛を侮るが、梁山泊軍の精強さを身をもって知ることでその認識を改めた。交戦の末に訛里朶を討たれ、自身も楊令の吸毛剣に斬られて片足を喪失。撻懶に守られつつ撤退する。史実でも金軍の総帥。
（岳飛伝）敗北から立ち直り金軍を再編、女真族の抑圧の過去を象徴する「海東青鶻（かいとうせいこつ）」を自身の旗印とする。騎馬隊を一千単位に分割することで有機的な運用を行うなど戦術に磨きをかけた（兀朮自身も義足を着用したうえで騎馬隊の指揮を執る）。また、楊令の忘れ形見である胡土児を養子に迎え、撻懶との関係も梁山泊戦での敗北を経てある程度は改善されている。
南宋を併呑して大国家を建設するために江南への侵攻を計画、その障害となる梁山泊を潰すべく二十万の大軍で攻撃をかける。激戦の中で総帥としての資質を全開にし、拮抗した戦いを行うも形勢不利により撤退した。梁山泊との講和が成立した後、三十万の軍を率いて南宋へ侵攻。岳飛率いる南宋軍と交戦するも後退、北伐に転じた岳飛を迎撃する。岳飛とは互いに重傷を負わせる死闘を繰り広げるも、両軍の退却により戦いは終わる。
南宋との講和成立後は北方の耶律越里の下で鍛錬に励むなど準備を整え、二度目の梁山泊侵攻では、山士奇を戦死させるが犠牲が大きく退却。梁山泊と金国の最終決戦では、海陵王とともに出陣。禁軍の脆弱さや海陵王の無能さに呆れつつも、呼延凌と拮抗する戦いを見せた。最期は忠進の遊撃隊に急襲され、忠進に重傷を負わせるも討たれた。
訛里朶（オリド）
（楊令伝）金の将軍で、阿骨打の息子。交易の利に興味を抱き独断で梁山泊の商隊を襲撃したが、李媛・秦容らの抵抗に遭い駆けつけた楊令に大敗、捕虜となる。兀朮の命懸けの交渉により釈放されるが、罰として北辺へ幽閉となる。自身を見つめ直した後に赦され、北方の防衛担当を経て兀朮の部下として一軍を率いる。幽閉中に撻懶の縁者に助けられたため、兄たちと異なり撻懶に好感を抱いている。兀朮・撻懶と岳家軍と交戦中の梁山泊軍を挟撃し、先鋒も務めるが呼延凌・秦容と交戦中に楊令の攻撃も受けたため、戦死する。
撻懶（ダラン）
（楊令伝）金の将軍で阿骨打の従兄弟。阿骨打が金を建国するまでは女真の最北の地域で力を蓄えていたが、斡離不と共に阿骨打の下へ加わる。その出自もあり、軍内部の女真族派というべき派閥のリーダー格である。直情的な性格が多い女真の男としては珍しく李富と結ぶ、呂英を配下に迎えるなど策謀を巡らす。斡離不とは反目していたが根底では繋がっており、彼の死後はその軍を取り込んだ。また、父が北辺に追いやられた経緯もあって粘罕とは対立関係にある。
北宋崩壊後の統治のために計画していた傀儡国家建設の策謀を粘罕に横取され逼塞するが、呉乞買や李富との繋がりを武器に逆転を図る。やがて、粘罕側の兀朮に対して平然と接する・権力争いで不利になるはずの耶律越里への将軍待遇を薦めるなど、超然とした態度を取ることで朝廷での勢力を維持する。個人的な感情では楊令に好感を抱くが、結局呉乞買の方針に従い、李富と連携して梁山泊滅亡の策略を推し進める。
物語終盤で兀朮と共に岳家軍と交戦中の梁山泊軍を奇襲。交戦の末に花飛麟を戦死させるも自軍の損害が大きく、負傷した兀朮を守りつつ撤退する。史実では阿骨打の従弟。
（岳飛伝）劉豫を拘束する一方で、前作で蔡福と許貫忠に足を掬われた経験から漢人の能力を統治に利用することを考える。梁山泊軍との戦いで秦容の狼牙棍を受けて負傷、戦闘後に梁山泊の代表として訪れた宣凱と兀朮の繋ぎ役を担当した。その後、完顔成の要望により軍を兀朮に預けて丞相に就任。国内外の監視・諜報機構『虎坊党（こぼうとう）』の設立や、蕭炫材を物流の監督者に起用するなどの改革を行う一方、李富と交わした密約通りに淮水を国境線とする南宋との講和路線を進める。
巨大すぎる国家の運営と統治機構の未熟さに苦慮することで、かつて敵対していた粘罕の苦しみを理解していくも病に倒れる。最後の力で野心を抱いた斡本に警告を加え、斡離不と共に過ごした北方の地を夢見つつ没した。
斡離不（オリブ）
（楊令伝）金の将軍。女真でも最北部を拠点とする一党の長で、父親の烏古乃の代から女真の名家出身の撻懶を支えていた。金の建国後に彼と共に将軍の座に就くが、父の死をきっかけにお互い反目しあうようになる。折り目正しい撻懶とは逆に粗野な面がある。劉光世に打ち破られるなど失策を犯し、軍内での地位が揺らいでゆく。粘罕と撻懶の政争が続く中で病没。木の枝で歯を磨く癖があり、彼の死後は撻懶がその癖を受け継いだ。史実では阿骨打の第二子で生涯不敗の名将。
蕭珪材
（楊令伝）遼の将軍で皇族に連なる家柄の出身。北宋建国の功臣である楊業の子、石幻果こと楊四郎延朗（血涙　新楊家将を参照）の血を引くがために遼軍筆頭の将軍でありながら発言力は無いという立場にあった。代々下賜されてきた護国の剣を佩き、精強な軍を率いる。金と宋の侵攻を受けて逃亡した皇帝を見限り、耶律大石、耶律披機と共に皇族の耶律淳を帝として推戴し燕国（史実では北遼）を建国。燕京を守る。宋の攻撃は防ぐが、耶律淳の死と金軍の攻撃の前に降伏。金に帰順する。以後は金軍の武将として高位に列せられるが、阿骨打の死後は厚遇されず飼い殺しのような状況となる。
旧遼時代と同じく、朝廷内では権力抗争とは無縁の超然とした態度を取る。ただ本心では充実した戦いと勝利を望む気持ちがあることを自覚していた。息子には自由な生き方を選ばせ、自身は部下たちと共に老いて軍を解体することを選択する。
粘罕の命により金軍本隊の岳家軍領侵攻を支援するために出撃し、岳飛と激突。久しく抜かなかった護国の剣を振るって奮戦するが、互いに全滅を覚悟したため岳飛による決闘の申し入れを受諾、岳飛に手傷を負わせるも護国の剣が折れ、敗死する。『岳飛伝』では兀朮が蕭珪材を使いこなせたのは阿骨打だけだったこと、蕭珪材が金軍を指揮していれば江南の併呑など容易かったと回想している。なお、水滸伝以前を描いた北方作品『血涙』の主人公・石幻果こと楊四郎延朗の子孫である。
麻哩泚
（楊令伝）蕭珪材の副官。蕭珪材を敬愛し、燕国崩壊時には彼に帝位を薦めたほど。それゆえ金軍での不遇さに憤りを隠さない。老いてもなお蕭家軍に残り、岳飛戦では騎馬隊・歩兵の指揮を務めた。なお、梁山泊戦では蕭珪材と楊令の関係を懸念して麻哩泚を起用しなかったことを『岳飛伝』で兀朮が回想している。
（岳飛伝）高齢ではあるが蕭珪材の死後も残った部下のために軍に残り、兀朮の要請で将軍として一軍を指揮する。梁山泊侵攻戦で撤退する金軍の殿を担当、最後は蕭珪材軍副官を名乗り、一騎討ちで史進に討ち取られた。
耶律越里（門神）
幻王軍（後に楊令軍）の指揮官、後金軍の指揮官。
（楊令伝）父は遼の役人だったが、母は女真族の名門出身で斡離不の妹。阿骨打に従い遼と戦っていた。幻王を名乗り阿骨打と共闘していた楊令の戦いぶりに心酔、梁山泊まで付いて来る。郝瑾とは同僚で親しい。門神のあだ名は長身というだけで付けられたもの。後に蒙古の襲撃を受ける故郷を守るべく、楊令の許しを得て金へ戻る。帰国後は将軍として北辺の防衛を担当する。
なお史実においてこの時期実際に金の北辺を悩ませていたのは蒙古ではなくタタールである。
（岳飛伝）前作から引き続き北の防衛を担当する。梁山泊への未練は無く、部下たちと共に北の地に骨を埋める覚悟をしている。
烏里吾
（楊令伝）兀朮の副官。梁山泊戦では右足を失った兀朮を連れて戦線から離脱した。
（岳飛伝）引き続き副官を務める。兀朮には判り切ったことを口に出すなど煩わしく思われるが、同時に副官としての才能も評価されている。南宋侵攻戦で岳家軍の長刀隊により不覚を取った兀朮の盾となり岳飛に討たれる。
休邪
（楊令伝）撻懶の軍師。撻懶に実戦経験が不足していた頃は敢えて助言をしなかった。老いているが眼力は確かで、梁山泊を視察した際に河水の洪水が地勢的な弱点であることを指摘した。
（岳飛伝）撻懶から預かった沙歇を軍人として育て上げる。また、過去に阿骨打や兀朮の軍師を務めたことが明かされた。

### 燕
史実では北遼。耶律淳が皇帝を務めるのは史実通りだが、本作では宋を見限った聞煥章が計画し、遼皇族の耶律淳や軍閥を率いる耶律大石らを引き込んで燕雲十六州に建国したという設定。金による遼侵攻の最中に燕京を本拠地に建国。燕雲十六州における宋・金の緩衝地帯となりえるかに見えたが、耶律淳の急死により崩壊する。
耶律淳
（楊令伝）遼皇族の一員。聞煥章の構想に賛同、皇帝逃亡後の燕京で燕国（史実では北遼）を建国し皇帝の座に就く。軍事は耶律大石たちに任せて自身は交易による国力の充実を図ったが、李富の命を受けた羌肆に暗殺された。なお史実より若く描かれている。
耶律披機
（楊令伝）元は遼禁軍の総帥。神経質で隙の無い用兵を行い、蕭珪材と並ぶ精鋭を指揮していた。金軍迎撃を具申するも帝が却下、それが大敗に繋がったため遼を見限る。耶律淳の燕国建国の夢に賭け、蕭珪材・耶律大石と三人で趙安率いる宋軍と戦った。しかし耶律淳の死で夢が潰えたために心が折れ、直後の戦いであっけなく戦死した。

### 子午山
郝嬌
洞宮山の生産担当、後に文治省の事務方。
（楊令伝）郝思文の娘で郝瑾の妹。母の陳娥と同様に本格的な登場は『楊令伝』から。洞宮山で生産活動に従事していたが、童貫戦後は顧大嫂・孫二娘と共に梁山泊へ移り、文治省に入る。美人だが父や兄に似た生真面目な性格で冗談は通じない。燕青に想いを寄せ、失明し山中に隠棲すると決めた彼についていった。燕青と結婚し、子午山に構えた庵で暮らす。
（岳飛伝）子午山で燕青と共に暮らす。公淑が病に倒れてからは看病を担当、王進たちと彼女の最期を看取る。公淑の言葉もあり、父や兄は自分の心の中で生きていると思っている。燕青と梁山泊へ赴き今後の方針を決定する会議に出席、金との講和が成立後に山へ帰った。燕青が子午山を後にしてからも山に残り、聚義庁を引退した母や金翆蓮と共に孤児たちを育てる。
王清
（楊令伝）王英と白寿の息子。王貴に比べると無口で丸顔。二人そろって呂英に誘拐され、候真に救出されたことがある。軍に入ることは嫌がり、楽器職人・演奏家を目指すようになる。自分の演奏を聴かせるという燕青との約束を守るため、失明した彼を追って子午山へ旅立つ。子午山にある王進の庵で暮らしつつ、笛作りに勤しむ。
（岳飛伝）子午山で笛作りと鍛錬の日々を過ごす。扈三娘の遺品である月光剣を受け継いでいるが、無明拳を会得した燕青の修練相手を務めたため体術を好む。笛の演奏も腕を上げており、自作の竹笛のほか馬麟、張平の鉄笛も吹く。共に暮らす蔡豹とは王貴以上に兄弟のような感情を抱いている。王進の死後に山を降り、当てのない旅を始める。
偶然出会った梁紅玉に一目ぼれし、南宋水軍の造船所で働く。笛で心を掴もうとするも叶わず、韓世忠や陳武に別れを告げて旅立った。その後は王清が原因で両親を喪った鄭涼を引き取り、二人で旅を始める。同安に定住し漁師として暮らしていたが喬道清と燕青の接触を受け、梁山泊に連なる商人として南宋で米の買い付けを行う。
男女としての愛情をぶつけてきた鄭涼を持て余すも、喬道清らの言葉で結婚を決意し婚約する。自分と同じく梁山泊の商人として活動していた蔡豹が南宋に殺されたことを知り、復讐を誓う。

### 日本
藤原清衡
（楊令伝）奥州藤原氏の長。産出される砂金の力を一手にし、京の朝廷には税は収めるものの半ば独立した勢力を築いている。交易に対する志向も強い。その末裔、安家一族が南北朝期の戦乱を描いた『破軍の星』に登場する。

### 楚
張邦昌
（楊令伝）王黼亡き後の宋の宰相。勤皇の思いを胸に、劉光世に事態の収拾を依頼する。後に呉乞買の命で金の傀儡国家楚の皇帝となり、宗沢らと敵対する。南宋の再興、宋禁軍残党の軍閥化など周囲の強い圧力に耐え切れず一ヶ月程で楚を投げ出し南宋に脱出し、李綱の方針により処刑された。史実では呉乞買ではなく撻懶の河北直接統治方針に反対した粘没渇の方針により擁立された。

### 西遼＝カラ・キタイ
耶律大石が梁山泊との連携の下、中央アジアの砂漠地域に築きつつある国家。耶律大石が皇帝として各部族を纏め上げるが、宗教に関しては不干渉の立場を取っている。東西交易の交通路を確保し、通行税を徴収することで富を得ようとする。史実では中央アジアのイスラム帝国を崩壊させ、セルジューク朝イランまでもを打ち破り、またシルクロード交易を活発化させた。
耶律大石
（楊令伝）中央アジア東部に拠点を置く独立勢力の首領。遼最大の北辺の軍閥の首領だったが、聞煥章との出会いにより、新しい国の建国という生まれて初めての夢を抱く。燕軍の総帥として趙安を相手に互角の戦いを繰り広げるが、耶律淳の死後は、隷下四万の軍勢を引き連れ西遷。西夏のさらに西の川辺に拠点を築き、猶も三万の軍を維持し続ける。当初それなりに広い領域に対して影響力を保持するものの、隷下の軍で治安を維持することにより周辺小勢力の長として認められているという弱い支配力しか持ちえていなかった。後に梁山泊の交易路構想に協力し、勢力の西進を図りウイグルを攻撃、これを従え、虎思斡耳朶（クスオルダ）を本拠とし、彼の地に遼を再建、初代皇帝となる。その支配領域にはイスラム教の信者が多く、梁山泊の商隊もその宗教慣習に気をつかっている。
史実でも西遼(これは中国側文献での呼称、イスラム圏からはカラ・キタイと呼称される。自称については史書が残らないため不明。またカラ・キタイは黒い契丹、強い契丹などの意)の建国者であり、初代皇帝または初代グル・ハン。史実よりかなり年長に描かれており、またウイグルとの交戦の時期や虎思斡耳朶（クスオルダ、現在のベラサグン）の根拠地化の時期もかなり早くなっている。史実では中央アジアのイスラム帝国を崩壊させ、カトワーンの戦いでセルジューク朝崩壊のきっかけを作り、プレスター・ジョン伝説を作り出した。また、史実では軍閥の首領ではなく、中国文化に傾倒したキャリア官僚出身の将軍である。
（岳飛伝）西遼の皇帝として広大な地域を統治する。食堂を経営していた顧大嫂と結婚、幼少時に亡くした母にちなんだ塔不煙と呼ぶ。病により伏せることが多くなったが、交易路の整備など政治に関わり続ける。韓成には厳しい態度で接するが、西部方面の鎮撫と統轄を任せるなど信頼を見せると同時に家族関係が修復されることを願っていた。自分が成すべきことを終えたことを悟り、顧大嫂や後継者に指名した夷列らに別れを告げて崩御する。
陀汗
（楊令伝）耶律大石の副官。彼と共に燕京攻防戦を戦い、西遷にも付き従う。『岳飛伝』における耶律大石の回想からすでに病没していることが明かされている。

### 西夏
宋や遼に隣接する国家。東西交易における重要な地域のため、梁山泊は韓成を外交官として派遣し国交を結ぼうとする。表面上は穏やかに見えるが、朝廷内部では権力争いが繰り広げられている。史実では李乾順が手腕を発揮して宋・遼の衰退に乗じて国土を拡げ、経済的にも発展をとげた時期にあたる。
李乾順
（楊令伝）西夏の皇帝。暗君ではないが二人の皇子に同じ名前を付けて政情を混乱させるなど不可解な行動をとる。政治に口を挟むことをしなかったが李仁考や李桂参の死後、政治に関与し梁山泊を正式な国家と認めて交易の許可を下す。だが利益を国庫ではなく皇室の財に加えることで私腹を肥やしている。史実では金と手を組んで遼を滅亡させた。
李仁孝
（楊令伝）西夏の若き皇太子。かつて遼に赴いたことがあり、蕭珪材とも交流がある。西域への交易路開拓を求めてやって来た韓成と会見する。側近の奎道と共に、交易の利を国庫に入れるべきとして政治に積極的に関与していたが毒殺される。
李仁孝
（楊令伝）西夏の皇子。同じ名前なので紛らわしいが、上記の李仁孝とは別人。腹違いの兄弟にあたるが、同じ名前であるがゆえに後宮の跡目争いの火種となっている。なお、史実の李仁孝と生まれが同年で兄の仁考が作中で死亡したため、彼が後の西夏皇帝の仁宗となる。
李憲光
（楊令伝）西夏の丞相。梁山泊の国使としてやって来た韓成と会見し、李仁考と引き合わせる。梁山泊のことを以前から調査しており、ある程度のことは把握している。梁山泊との交易で西夏に利益をもたらそうとする。李仁孝や奎道が政治に関与してくることを内心では快く思っていなかった。
李桂参
（楊令伝）李乾順の兄だが病弱だったため帝位を逃した。西涼府を拠点に非主流派を集めて政治に影響を及ぼす。李憲光らの勢力拡大を恐れて梁山泊の交易を妨害しようとしたが、韓成らに皇太子暗殺計画の証拠を握られたため交易の許可を下す。李仁孝の毒殺後、公孫勝・載宗らの手で秘密裏に暗殺される。
奎道
（楊令伝）李仁考の側近。李憲光の後を継ぐ将来の丞相として期待されていたが、李仁考毒殺の責任を取る形で処断される。

### 斉
劉豫
（楊令伝）金により担ぎ上げられた斉の皇帝。民政手腕と策謀に長け、軍事力を擁さないまま山東を掌握していた。そこを眼を着けられ、撻懶と粘罕の暗闘を経た後に斉の皇帝に就任した。史実でも同様に傀儡国家斉の皇帝で、積極的な社会安定策や政策を多数実施し、中原社会の安定に大きく貢献したが、戦においてはあまり力を発揮出来なかった。
扈僊→扈成
（楊令伝）聞煥章の部下。当初は扈僊と名乗っていたが、実は扈三娘の兄で本名は扈成。梁山泊との戦いで壊滅した独竜岡扈家荘の生き残り。追及を受けてからは本名を名乗り、聞煥章の命で遼・金への各種工作に携わる。囚われの身となった妹に助力して聞煥章を殺害させ、その後釜に座って李富と手を組む。聞煥章が図った燕国の構想を再び実現させようと暗躍する。後に青蓮寺から独立し、軍閥となった張俊と組んで独自の組織を北京大名府に築く。斉の成立後、青蓮寺の傀儡である劉彦宗を始末し宰相の座に就く。だが、張俊と対立したため彼に離反される。罠にかけて引き込んだつもりだった李英にも襲われて負傷。それらの失態により罷免された末、戴宗に暗殺された。

### 賊徒
翟興
（楊令伝）洛陽近辺の抗金勢力の指導者。張俊に軽騎兵で急襲され、討たれた。

### 民間人
朱樺
（楊令伝）武邑にある飯店の女主人。朱貴・朱富の異母妹。朱富の生前の希望を叶えるため李俊が呼び寄せた。兄たちが得意とした魚肉入りの饅頭が自慢料理で、梁山泊のメンバーたちも食事を取ることが多い。終盤で起きた洪水以降は登場しなくなったが、『岳飛伝』での宣凱と朱杏の会話から洪水で店を失い、避難先で病死したことが明かされた。
朱杏
（楊令伝）朱樺の娘（朱貴・朱富の姪）。母と共に飯店を営む。武邑が洪水で壊滅してからは親子共に登場しなくなる。
（岳飛伝）洪水や母の死を乗り越え、梁山泊本寨の近くで飯店を再開する。統括を務める宣凱と親しくなり結婚する。
烏古乃
（楊令伝）女真でも最北の地を治める族長で斡離不の父。名門の出である撻懶の庇護者でもある。毛皮と砂金による財力で強大な勢力を確保しており、撻懶らの軍事力を支えている。金の内情を調べるべく烏古乃と会った武松は宋江の父、宋英を連想した。後に武松・公孫勝・喬道清が烏古乃の領地を訪れた後に急死。彼の死により撻懶と斡離不は反目するようになる。
胡剌緒
（楊令伝）完顔成の弟で会寧府の北の地を治める族長。兄から幻王時代の楊令と縁のあった女たちの世話を任されているが、女たちの一人と男女の関係を持っている。
（岳飛伝）女たちと楊令の忘れ形見である胡土児の世話をしていた。兀朮と対面し、彼の命令により胡土児を兀朮の養子にすることを肯んじ、以前から関係を持っていた胡土児の母親と結婚する。後に病死し、妻も後を追うように他界した。
梁興
（楊令伝）漢陽の商人。中原からの商人の流入と、南宋朝廷が大商人に権益を与えるため商売が圧迫されている。軍閥として南宋に拠った岳家軍にチャンスを見出し、孫範と組んで兵站の調達を担当する。梁山泊軍との最終決戦では自由市場から物資を仕入れて、岳家軍への補給を行った。岳飛の盡忠報国の想いが、梁山泊の替天行道の志と重なっていることに気づいている。
（岳飛伝）自由市場で多額の利を上げているが、岳飛のように気に入った男には損得抜きで協力する。江南を旅していた張朔と出会い、彼が梁山泊の人間と知りつつも交易を行う。好奇心旺盛なうえに数人の食客を抱えており、賊徒討伐などの争いごとに首を突っ込みたがる。
岳家軍への補給を通して岳飛と梁山泊の橋渡しを務め、岳飛が湄公河を拠点にして以降は孫二娘の推薦で梁山泊が保有する物資の管理・流通に外部の商人として関与する。梁山泊と志とは無縁だが史進とウマが合うなど、梁山泊とも良好な関係を構築する。

## 岳飛伝からの登場人物

### 梁山泊

#### 軍
耿魁
（岳飛伝）元は星軺鎮の石切り人。幼いころ梁山泊へ入山する前の祖永に剣を習っていた。星軺鎮の賊徒を陳央が討伐した際に付いていき、石切りを行なっていた頃に鍛えられた体と図太いメンタルが鐘玄に認められ新兵として入山。丈夫な四肢と怪力の持ち主で高平が打った史進にも勝るとも劣らない鉄棒を振るう。史進と立ち合い叩きのめされるもその過程で史進に認められ自身も史進を尊敬して好きになっていき、赤騎兵に加えられる。鄭応の退役後は遊撃隊の指揮官としてその軍を率いる。
陳央
（岳飛伝）呼延凌軍の下級将校で鐘玄の部下。調練を兼ねた賊徒討伐の際に耿魁と出会い、彼が入山するきっかけとなった。金との講和成立後の再編により上級将校に昇格する。
高亮
（岳飛伝）呼延凌軍の将校。宣凱の警護や西域への金銀の輸送任務に従事する。呼延凌子飼いの部下として、一軍を任せられるほどの実力を有する。
劉勝
（岳飛伝）遊撃隊の旗手。呼延凌軍の新兵だったが旗持ちとして史進の赤騎兵へと転属される。

#### 水軍・商隊
卜統
（岳飛伝）水軍の将校。元は項充の水陸両用部隊で船団を指揮していた。水軍の再編成により狄成の副官となる。
范政
（岳飛伝）元は漢水の船頭。河水から漢水、長江への道を拓こうとする王貴と出会う。漢水を下って荷を運搬するため操船と荷積みに長けている。王貴の構想に興味を示し、河水から長江に至る交易路の輸送を担当する。

### 小梁山

#### 宣示庁
劉剛
（岳飛伝）李俊の部下で船頭。南の地での暮らしを希望してやって来た。一つの事に夢中になると他が見えなくなる欠点がある。森の重要性を強く意識しており、秦容達の蒲甘への旅に同行した際は、寺院の建設のために森林が乱伐される光景に衝撃を受けた。
小梁山の建設が始まってからは、秦容や李俊に性格を見込まれて小梁山の民政を任せられる。梁山泊における聚義庁に該当する統治機構として宣示庁（せんしちょう）を組織する。
朱利
（岳飛伝）元歩兵。譙丹の部隊に所属していたが負傷を機に退役、南方へと移ってくる。細かいところへの目配りを評価されて秦容の副官を務める。実戦経験が浅いため、物事を戦として捉える感覚が今一つ理解できず戸惑うことがある。小梁山建設後は、その性格を考慮した秦容の命で劉剛と組んで民政を任せられる。
石英
（岳飛伝）法律担当。軍を退役して南方へやって来た。文治省で司法に携わった経歴も持つ。居住者の増加により法律の制定を担当する。

#### 軍
桓翔
（岳飛伝）元呼延凌の部下。呼延凌には軍を背負う逸材と評されるも、新しいものに惹かれる性格から小梁山への異動を命じられた。秦容が組織した小梁山の軍で上級将校を務める。
袁輝
（岳飛伝）元遊撃隊。鄭応の部下だったが、後任の耿魁と合わなかったため史進によって小梁山へ移される。小梁山の軍では桓翔に次ぐ地位にある。秦容の命を受け小梁山と岳都を繋ぐ道路、梁岳道の開発工事を行う。
敦
（岳飛伝）高山の民出身の傭兵。高山で培った驚異的な身体能力を持つ。仲間と共に南宋の命令で甘蔗園と小梁山を襲撃し、多数を殺害するも文と共に秦容に捕えられた。秦容を故郷へ案内し一族を雇用する交渉を補佐するも、掟により故郷へ帰ることは不可能となる。一族の傭兵を率いて小梁山の軍に参加、梁岳道の開発などに携わる。

#### 甘蔗園
張光
（岳飛伝）張敬の遺児で張一族の最後の人間。父に次いで母も無くし、伍覇に引き取られた。張敬と過ごした時間は短いが、その死に様は知らされている。伍覇と共に秦容の南方開拓に参加。粗野な面があり初対面の際に秦容に叱責されたが、南方へ移ってからは躾けられたため改まっている。
徐高
（岳飛伝）元方臘軍の生き残りで洞宮山で薬草栽培に携わっていた。人間性を取り戻すために仲間と共に南へやって来た。甘藷の栽培を担当し、蚯蚓を用いた土壌改良などを行う。同じ境遇の同僚に比べるとよく喋るため、秦容をはじめとする他の者たちへの説明をすることが多い。
関炎
（岳飛伝）元方臘軍の生き残りで同僚の徐高らと栽培を担当する。秦容・張光と曲覧の集落を訪れた際に助けたクエンと離れがたく、許可を得て養子として迎える。
クエン→関権
（岳飛伝）水害で家族を亡くした孤児。村長の曲覧の施しを受けて生きていた。猪に襲われた際に助けてくれた関炎を慕って養子となり、関権と名乗る。張光の弟分として共に行動することが多い。
馬礼
（岳飛伝）元工兵隊の将校で亡き陶宗旺の部下。李俊らと共に南方へ向かい、開拓に必要なため池や水路の整備を担当する。
杜仁
（岳飛伝）元重装備隊所属で亡き荀響の部下。甘藷糖を精製するための装置などを開発する。

#### 製造・開発
儀応
（岳飛伝）大工。工房で家具などを作っていたが、冗談半分で提出した都市建設の計画書が秦容の目に留まり小梁山建設の責任者に任命される。当初は重責と激務により疲弊していたが、やがて熱中するようになる。
陸偉
（岳飛伝）前作で登場した陸博の息子。体格は立派だが性格は大人しい。高平の部下として鍛冶場で働いていたが、妓楼でトラブルに巻き込まれて殺人を犯してしまう。罪には問われなかったものの居心地の悪さを感じて南方へ移ってきた。鍛冶場の頭領として造船用の部品など様々な鉄製品を製造する。
曹度
任広
（岳飛伝）梁山泊からやって来た若者たち。よく喋る曹度に対して任広は無口。やりたいことが見つからず賭博を行ったのを劉剛に見つかり、甘蔗の絞りかすを用いた紙作りを命じられる。紙作りが軌道に乗ってからは酒造業も手掛け、それらを販売する曹任舗（そうじんほ）という店を経営する。

#### その他
朱鵬
（岳飛伝）蘇良の弟子。医師よりも薬師としての才に長ける。文祥との折り合いが悪くなった蘇良と共に南方へ異動する。
衛俊
（岳飛伝）亡き張横の部下だった飛脚屋、衛遷の息子。南宋の侵攻により父を喪った。梁山泊へ事態を知らせるため蒲甘まで逃れたところで秦容達と出会い、李俊の部下となる。王定六のケースに倣い、持ち前の俊足を活かして南方での長躯隊を組織。自らも飛脚として走る。
蒲
（岳飛伝）象の河一帯に住む土地の少年。李俊の従者を務める。
礼
（岳飛伝）高山の部族出身の女。他の部族の民と同様に高い身体能力を持ち、ブーメランのような飛刀を武器にする。実力に自信を持っており、男と偽って戦闘に参加を試みたこともあった。一族を傭兵として雇うために訪れた秦容を襲うも失敗、長の命で秦容に仕え、のちに秦容の妻となる。2人の間には、秦輝が生まれている。
蒼翼
（岳飛伝）高山の部族の少年。長の命により秦容の従者として仕える。礼と同様に身体能力に優れる。

### 岳家軍
張憲
（岳飛伝）岳飛の副官で騎馬隊を指揮する。前作の梁山泊戦で頭角を現して昇進した。戦場における岳飛の無茶な動きに呆れながらも意図を読んで動く。岳飛が秦檜に拘禁されてからは孫範と共に残存戦力を率いて転戦する。史実でも岳飛の軍の最高幹部を務め、秦檜によって岳飛・岳雲と共に処刑された。
孟遷
（岳飛伝）元九宗山の賊徒で商家の生まれ。父を死に追いやった商人たちを襲っていたが、岳飛に討伐され降伏する。父の関係で梁興とは面識がある。鍛冶場で働いていたが剣と馬術の腕を見込まれ、死すれすれの調練を受けた後に岳飛麾下の騎馬隊を指揮する。岳飛が南方へ移ってからは于才と共に岳家軍へ合流、編成された山岳兵の指揮を務める。
于才
（岳飛伝）元九宗山の賊徒で孟遷の執事。孟遷と共に岳飛に降伏する。鍛冶場の仕事で孟遷を庇おうとしたが耐えきれず脱落、孫範の部下となる。岳飛が秦檜により拘禁された際は燕青たちと協力して解放交渉を担当、南方で岳家軍が再興されてから孟遷と共に岳飛に合流。水晶などの貴石の発掘を担当し、岳家軍の糧道とする。
邵規
万譲
馮厚
（岳飛伝）金軍との戦いを経て昇格した上級将校。三人とも三十に達しない若手である。邵規と万譲が歩兵、馮厚が騎馬隊を指揮する。なお、万譲は岳飛による南宋侵攻の際に程雲軍の奇襲を受け戦死。
骨郎
（岳飛伝）腕を骨折した子猿。湄公河にやって来たばかりの岳飛に保護されて以来、彼を親のように慕う。近づくものにちょっかいを出す剽軽なところがある。従者として行動を共にし、塩分を含んだ湧水を発見するという手柄を立てたこともある。
延圭
（岳飛伝）岳家軍の兵士。隆徳府の頃からの古参で、敗北を喫しながらも戦い抜く岳飛を尊敬している。傷を負い療養していた際に岳飛と会話をしたことから親しくなる。金軍の侵攻時には岳雲の隊で小隊長を務めるが致命傷を負い、自陣に運び込まれるも岳飛らに看取られて死亡した。
潘寛（ファン・カン）
（岳飛伝）阮廉の村の青年。阮廉の命で岳家軍に創設された土地の人間で編成された部隊に参加し調練を受ける。一人前の軍に仕上がるも更に強くなることを目指して岳家軍に残留する。
崔羽
（岳飛伝）前作で岳飛と崔如が養子にした孤児の一人。崔蘭からみて妹にあたる。家族と共に岳都に移住してからは崔蘭の薬方所で働くようになる。
崔康
（岳飛伝）前作で岳飛と崔如が養子にした孤児の一人。崔蘭や崔羽からみて兄にあたる。岳都に移住後は学問所を開設し子供たちに教育を行う。

### 南宋

#### 朝廷
呂頤浩
（岳飛伝）南宋の宰相。秦檜と並ぶもう一人の宰相で強硬な抗金論者だが、実権は秦檜に握られている。
許礼
（岳飛伝）前作で方臘軍に加わり戦死した許定の息子。科挙は通っていないが、父が青蓮寺の意を受けて活動した報酬として官僚となった。南宋の成立後は地方官として働きつつ、広範囲の地方軍に人脈を形成していた。呂頤浩が朝廷へ異動させたが経歴が黄広の目に留まり、秦檜の部下となる。父の件もあり軍に対しては見識と拘りがある。
普段は気弱な官僚として振る舞い、巧妙に本心を隠している。秦檜の命を受け、軍の監視や程雲のような見どころのある軍人の発掘も担当する。
王妙
（岳飛伝）秦檜の妻。妻帯していたことは前作でも語られていたが、名前が出たのは岳飛伝から。臨安府の料亭、『万波亭（まんぱてい）』を差配し、客として店を訪れる官僚たちの動きを秦檜に伝える。人物眼に長けており、岳飛だけは秦檜の夢の邪魔になるとして処断することを薦め、李師師に対しては妖気のようなものを感じ取り警戒心を抱いている。
桐和
（岳飛伝）秦檜の側近。黄広を上回る権限を持つ事実上のナンバー2。対立しつつも岳飛に好意を抱いていた秦檜とは異なり、早々の処断を提案するなど怜悧な面を持つ。蒙古や金国領内の抗金勢力への資金援助などを担当する。
黄広
（岳飛伝）秦檜の側近。秦檜が各地の巡視を行う際の供や諜報部隊の整備を担当する。許礼とは意見の相違から対立することがある。
劉正
（岳飛伝）秦檜の部下。闇の軍を指揮し、秦檜の警護や諜報活動といった裏の仕事を担当する。

#### 地方軍
石勝
（岳飛伝）南宋軍の将軍。地方軍を指揮。兀朮による侵攻戦では雷恭・孔礼と共に岳飛の指揮下で戦う。二人に比べると戦況を見る目に長けている。許礼には南宋の童貫になりうると評されたが戦死する。
雷恭
（岳飛伝）南宋軍の将軍。地方軍を指揮。岳飛には激情で兵を引っ張ると評される。
孔礼
（岳飛伝）南宋軍の将軍。地方軍を指揮。岳飛にはひらめきで戦うと評される。
程雲
（岳飛伝）南宋軍の将軍。石勝の軍で将校を務め、彼の戦死後に将軍となる。一度も戦傷を負ったことが無いという逸話を持ち、精神的に図太い面がある。許礼の推挙を受け、宰相府付きの将校を経て地方軍の総帥に任命される。

#### 韓家軍・水軍
梁紅玉
（岳飛伝）無為軍で隠居していた葉春の姪。男勝りな性格で自警団を指揮する。美貌の持ち主で武術や馬術は修めているが、周囲から甘やかされたため自己中心的な面がある。韓世忠には当初反発していたが、やがて慕うようになり妻となる。本人の希望と秦檜の思惑から南宋の交易船団を任され、日本との交易に従事する。
航海で遭難した際に梁山泊の張朔に救助されたことから夫婦仲は破綻。監禁ののち、梁山泊水軍と開戦した韓世忠と別離して再び日本への航海に出る。瀬戸内を荒らしていたところに炳成世（へいせいせい）と出会い、彼と組んで日宋間の交易を開始する。
陳武
（岳飛伝）葉春の弟子。無為軍で漁船の造船に携わる。軍は嫌いだが船造りに情熱を燃やしており、葉春の薦めもあって南宋水軍の造船所を差配する。梁紅玉に惚れて働き出した王清と親しくなり、彼が出ていく際は自分の鑑札を渡して便宜を図ってやった。無為軍の造船所が壊滅した後は、新たに象山へ建設された造船所で造船を指揮する。
白光
（岳飛伝）韓世忠が雇った忍び。一党を率いて諜報活動などに従事する。梁山泊水軍が持つ水路図の奪取や青蓮寺への接触役も担当していたが、劉正によって捕縛・処断される。秦檜の命により李師師への牽制として行った宮中襲撃事件の犯人に仕立て上げられた。
丁彦
（岳飛伝）南宋水軍の将校で韓世忠の副官を務める。韓世忠には目をかけられていたが、梁山泊戦での敗北後に秦檜の命令で韓世忠を拘束する。以後は上級将校の一人として夏悦の下で船隊を指揮する。
郭知了
（岳飛伝）南宋水軍の将校。韓世忠の下で船隊を指揮する。韓世忠の更迭時には秦檜の命令で丁彦と共に韓世忠を拘束した。
夏悦
（岳飛伝）更迭された韓世忠に代わる南宋水軍の総帥として、許礼の推薦を受けて選ばれた将校。額に横一文字の刃傷がある。堅実な性格で陳武と組んで水軍の再建を開始する。

### 金

#### 朝廷
迪古乃
（岳飛伝）斡本の息子。斡本を利用したい兀朮の意向により皇太子として擁立され、海陵王と称する。軍事にしか興味が無いが、指揮官としての才能には乏しい。暴虐さの片鱗を見せはじめ、周囲から警戒の視線を向けられている。史実では金の第四代皇帝。
烏禄
（岳飛伝）前作で戦死した訛里朶の息子。現在は兀朮の後見を受けている。正室の子である訛里朶の血を引くため、迪古乃よりも皇位継承の正当性が強い。迪古乃に比べると老成した性格。史実では金の第五代皇帝。
魯逸
（岳飛伝）撻懶の側近。頬に抉れたような傷がある。虎坊党を統率し、諜報などを主に担当する。撻懶が病に倒れると斡本と結託して後継の座を狙いだす。拘束した蕭炫材の懐柔を図るも拒絶されたため殺害しようとしたが、致死軍を率いて救援に駆けつけた候真によって一撃で絶命した。
析律
（岳飛伝）撻懶の側近。小柄で一見気弱に見えるが、芯には強靭な物がある。主に民政や朝廷の工作を担当する。撻懶が病に倒れると魯逸によって遠ざけられてしまう。

#### 軍
胡土児
（岳飛伝）楊令の遺児。楊令が幻王として女真の地で戦った頃に生まれたが、母子ともに楊令の素性などは知らされていない。会寧府の北で完顔成の弟、胡剌児に育てられ、出生の真実を知る兀朮に養子として引き取られる。剣や騎射などの武術の腕と戦に対する勘の良さを持つ。兀朮の従者を務め、南宋への侵攻戦からは直属の騎馬隊指揮官となる。その後、兀朮から何者かによって剣が届いた時、黙って受け取れと言われたことに疑問を抱く。やがて、梁山泊聚義庁を代表して、開封府付近で野営の途中、赤騎兵を率いた史進から吹毛剣を受け取る。軍営に帰還後、兀朮より耶律越里の指揮下に入るよう命じられ、耶律越里亡き後の北の守りを、斜律里と共に担当する。
沙歇
（岳飛伝）撻懶の部下。馬匹だった父親の死後、阿骨打に素質を見いだされて休邪に師事していた。初陣となった南宋への侵攻戦では兀朮の副官として一軍を指揮する。岳飛に変幻の用兵ぶりを花飛麟に例えられ、実戦経験を積むことで兀朮に次ぐ指揮官としての座を確立した。
処烈
（岳飛伝）金の将軍で兀朮の部下。梁山泊戦で史進の遊撃隊を夜襲するも逆に罠にかかり大敗する。兀朮に叱咤されてその後の戦いに臨むも戦死する。
訥吾
（岳飛伝）金の将軍で兀朮の部下。処烈と並ぶ若手の有望株。南宋への侵攻戦では淮水を越え、南宋本土への侵攻軍を指揮する。南宋各地を転戦することで講和条約を優位に進めさせるなど功績を立てる。侵攻戦において補給を受けられない過酷な状況を経験したことで、軍人としても人間的にも成長を遂げる。
捜累
（岳飛伝）撻懶の副官。梁山泊戦で撻懶が負傷してからはその軍を預かる。
斜哥
乙移
（岳飛伝）撻懶軍の指揮官。お互いに連携はするが仲は悪く、暴走しかねない面もある。北方の出身のため兀朮ではなく撻懶を総帥として敬っている。撻懶が丞相に就任してからは兀朮の指揮下に入る。
阿剌
（岳飛伝）金軍の将校。岳飛戦で戦死した烏里吾の後任として、急遽兀朮の副官を務める。副官としての能力は確かだが、分かり切ったことを言うなど徐々に物言いが烏里吾に似てくる。
斜律里
（岳飛伝）耶律越里の部下。若年だが将校を務め、調練のために訪れた胡土児と親しくなる。耶律越里亡き後の北部軍管区の総司令官に昇格するものの、将軍格ではく、その若さゆえに昇格を嫌がっている。
斜室　
　　(岳飛伝)　阿刺の将軍昇格後、兀朮の副官に任命される。梁山泊と金国の最終決戦に参加。

### 西遼＝カラ・キタイ
夷列
（岳飛伝）耶律大石の末子。後継者として指名され、大石の死後に帝位に就く。
耶律普速完
（岳飛伝）耶律大石の娘。大石の遺命により弟の夷列の後見を務める。史実では夷列の妹。
蕭廉乙
（岳飛伝）西遼の宰相。当初は軍を指揮していたが力を発揮できなかったため解任され、宰相職を任せられる。文官としては有能で、短期間のうちに交易路の整備などを行っている。
蕭茅
（岳飛伝）西遼軍の将校。西遼の地出身で陀汗に見いだされた過去がある。陀汗に対しては父親のような感情を抱いていた。蕭廉乙に替わり軍総帥に就任、反発する部族の軍を一蹴するなど能力は高い。郤妁の上官でもあり、韓成ら一家の有り様に助言したこともある。
留趾焉
（岳飛伝）新たに西遼の版図に加えられた山間部の部族の長。十八歳まで敦煌で暮らしていたため漢語が喋れる。当初は西遼の統治に反発し、宣撫に訪れた韓成と交戦しかけるも和解。山間部の案内役を務める。
玉槃王
（岳飛伝）楡柳館に近い草原部の部族の長。西遼と敵対しており宣撫に訪れた韓成の軍と交戦するも敗北。韓成との対話により和解し、西遼に帰順する。
土理緒
（岳飛伝）西遼に敵対する部族の長。楡柳館へ金を輸送する高亮の軍を襲撃するも敗北、居合わせた韓成に助けられる。対話を拒み続けていたが韓成の長期にわたる説得に根負けし、西遼へ帰順する。軍指揮官としての経験を積むべく梁山泊へ出向、一兵卒から始めるも才能を認められて将校となる。
韓順
（岳飛伝）韓成と郤妁の息子。母に連れられ西遼へ来る。任務で留守がちな両親に代わり顧大嫂に育てられているため、耶律大石と顧大嫂を祖父母として慕っている。耶律大石から与えられ、韓成が名付けた望天を愛馬にする。

### 越南・蒲甘
阮黎（グエン・レ）
（岳飛伝）南国の軍の指揮官。湄公河（メコン川）河口に近い、湖の部族を率いる。南宋と交易を行っているため漢語を話す。河口部の調査をしていた張朔を奴僕狩りと誤解して拷問にかけたが和解、梁山泊や岳家軍と協力関係を結ぶ。蒲甘への従属を嫌っており、自立のために梁山泊から提供された船を用いて水軍を編成する。
曲覧（クック・ラム）
（岳飛伝）秦容たちの開拓地から上流に位置する集落の長。若い頃に中華へ旅をしたため漢語を話す。孤児のクエンに曲権の名を与えた上で関炎の養子に出した。蒲甘には定期的に朝貢しており、秦容ら梁山泊のメンバーを国王に謁見させた。南宋が南方へ侵攻してからは丁駭を介して梁山泊と蒲甘の交渉を担当する。
阮廉（グエン・リェン）
（岳飛伝） 阮黎の従兄弟で湄公河上流の山間部にある部族を率いる。阮黎の紹介を受けて岳家軍と米の売買を行う。南宋の侵攻で父親を殺され、岳家軍に助けられてからは部族の男たちを岳家軍に参加させるなど軍事面でも協力していく。
丁駭（ティンガー）
（岳飛伝） 蒲甘の高官で曲覧の知己。曲覧が連れてきた秦容ら梁山泊の面々を大臣や国王に謁見させる。甘蔗園や南方の交易の可能性を探ろうとするなど抜け目が無い。

### 奥州
藤原基衡
奥州藤原氏第2代当主。梁山泊からは「日本の北の王」と認識されており、京との複雑な関係はあまり理解されていない。
藤原秀衡
基衡の嫡男。基衡より気力にあふれると評されている。交易への指向は強く、梁山泊から航海術を学ぶ。

### 民間人
蕭炫材
（岳飛伝）金国の商人で契丹人。前作に登場した蕭珪材の息子。父の意向もあり商人となった。利益よりも民のために商いを行うなど優れた見識を持つため、撻懶や完顔成、秦檜にも一目置かれる。金国で物流の力を理解している数少ない人物であり、丞相となった撻懶から金国における物流の管理を任される。そのため、金国の輸送路の管理や物資の流通を司る組織、轟交買（ごうこうこ）を創設する。
一個人として対等な立場で金国と向き合うことを望んでいたが、撻懶が病に倒れると轟交買の利を狙う斡本らに無実の罪で拘束・監禁される。風玄や候真たちに救出されてからは梁山泊と提携しつつも、国家の枠に囚われない交易を展開するようになる。
斡屠
（岳飛伝）蕭炫材の部下。幼い頃に山中で蕭珪材に保護された。蕭炫材とは兄弟同然に育ったが彼を主として忠誠を誓う。軍に入れば将校が務まる実力を持つが、蕭炫材の商いにおいて物資の運搬を担当している。蕭炫材が監禁から脱出した後は、運搬を担当する人夫たちを束ねて轟交買の奪回に貢献した。
風玄
（岳飛伝）撻懶に雇われた忍びの頭領。かつて蕭珪材の暗殺を請け負うも彼に心酔したことがある。撻懶の命で蕭炫材の指示も受けて活動するが、父親の一件とは別に蕭炫材にも心酔。損得度外視で蕭炫材の力となるために活動する。蕭炫材が斡本らに監禁された際は軍営に潜入して救出、虎坊党の追手に包囲され重傷を負うも候真ら致死軍の到着まで持ちこたえた。
救出の一件で手勢を失い、負傷の後遺症も残ったため闇の仕事を辞め、蕭炫材の命で各地の交易路の監督を担当する。
于姜
（岳飛伝）梁興の妻。人を見る目に長け、揉め事に首を突っ込みたがる梁興を心配している。崔如たちと共に岳都へ移住してからは交易所で交易を担当する。
陳麗華
（岳飛伝）江南にある陳家村の保正。前作で楊令を暗殺した周杳（欧元）の妹で元の名は周麗華。兄と同じく周炳から体術を学んでいるが、嘘が吐けない素直な性格。かつて、祖母と共に周炳から突然に陳の姓と地位を与えられるも、それが兄の暗殺任務への報酬であることは知らなかった。青蓮寺の任務に従事して以来、消息不明の兄を捜すうちに欧元の存在を知る。楊令暗殺の真相を探る褚律が梁山泊の人間とは知らずに接触、兄の事を話したことから褚律に真相を気づく手がかりを与えた。
柴健
（岳飛伝）梁興の食客。元梁山泊の将校と偽るも張朔には真実を白状し、嘘が露見しないよう計らってもらう。しかし陳麗華が不在の陳家村でまたも梁山泊の名を騙り、居もしない賊徒への用心棒として雇われる。青蓮寺の動きを調査するため陳麗華と共に村を訪れた褚律に全て見抜かれ、半死半生の身体にされた上で村の監視役を命じられた。